# Województwo podkarpackie

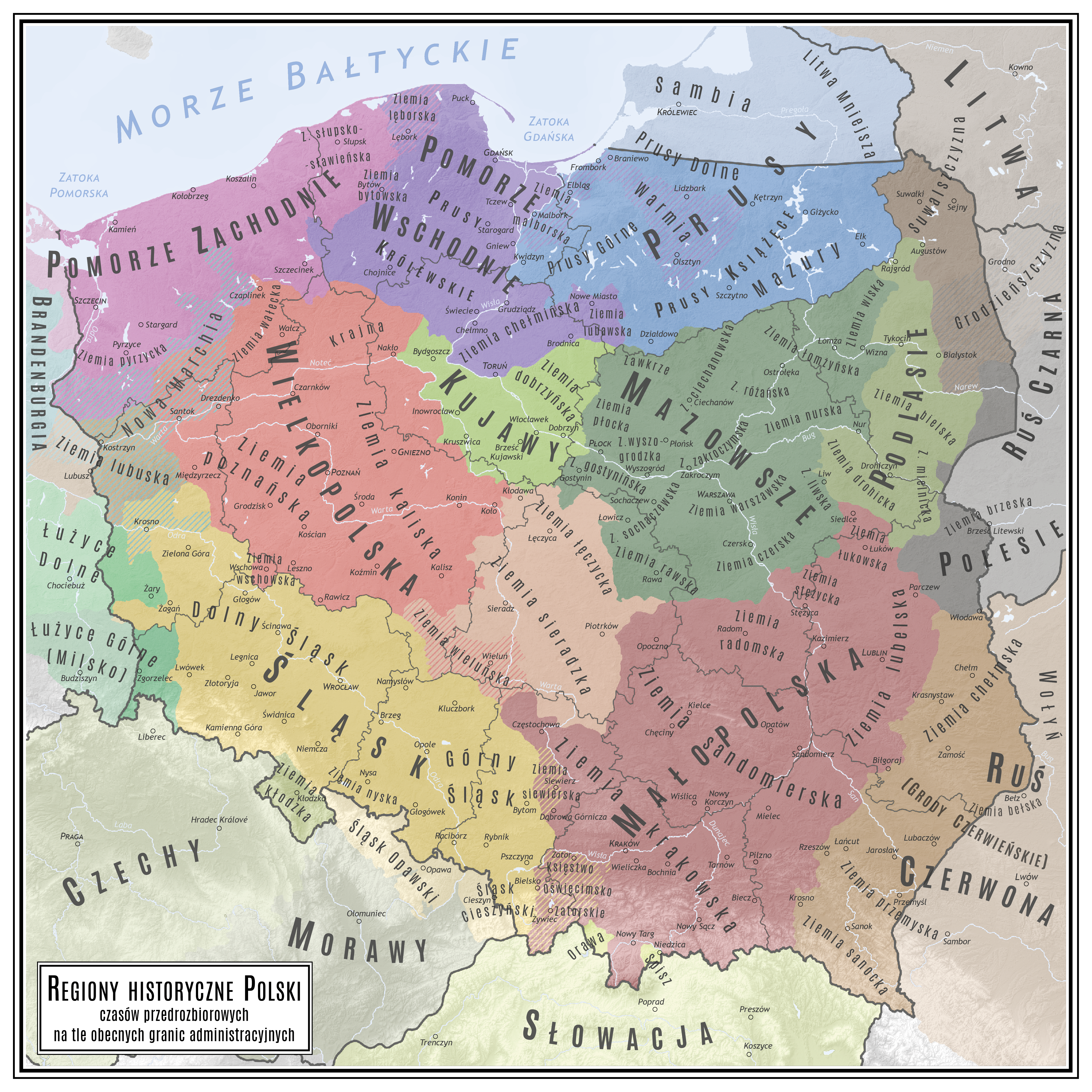
Krainy historyczne woj. podkarpackiego i Polski na tle współczesnych granic administracyjnych

Województwo podkarpackie – jednostka podziału administracyjnego Polski, jedno z 16 województw utworzonych w 1999 roku. Powstało poprzez scalenie ziem województw przemyskiego i rzeszowskiego, oraz części krośnieńskiego, tarnobrzeskiego i tarnowskiego. Tym samym objęło obszar podobny do dawnego województwa rzeszowskiego sprzed reformy w 1975 roku (z wyjątkiem powiatu gorlickiego). Obecnie województwo zajmuje powierzchnię 17 845,76 km² (stan na 31 grudnia 2017) i zajmuje 11. miejsce w kraju. Pod względem liczby mieszkańców (około 2,09 mln osób) znajduje się na 8. miejscu w Polsce. Jest najdalej wysuniętym na południe województwem Polski.
Siedzibą władz rządowych (wojewody) i samorządowych (sejmiku) województwa jest Rzeszów.

## Historia

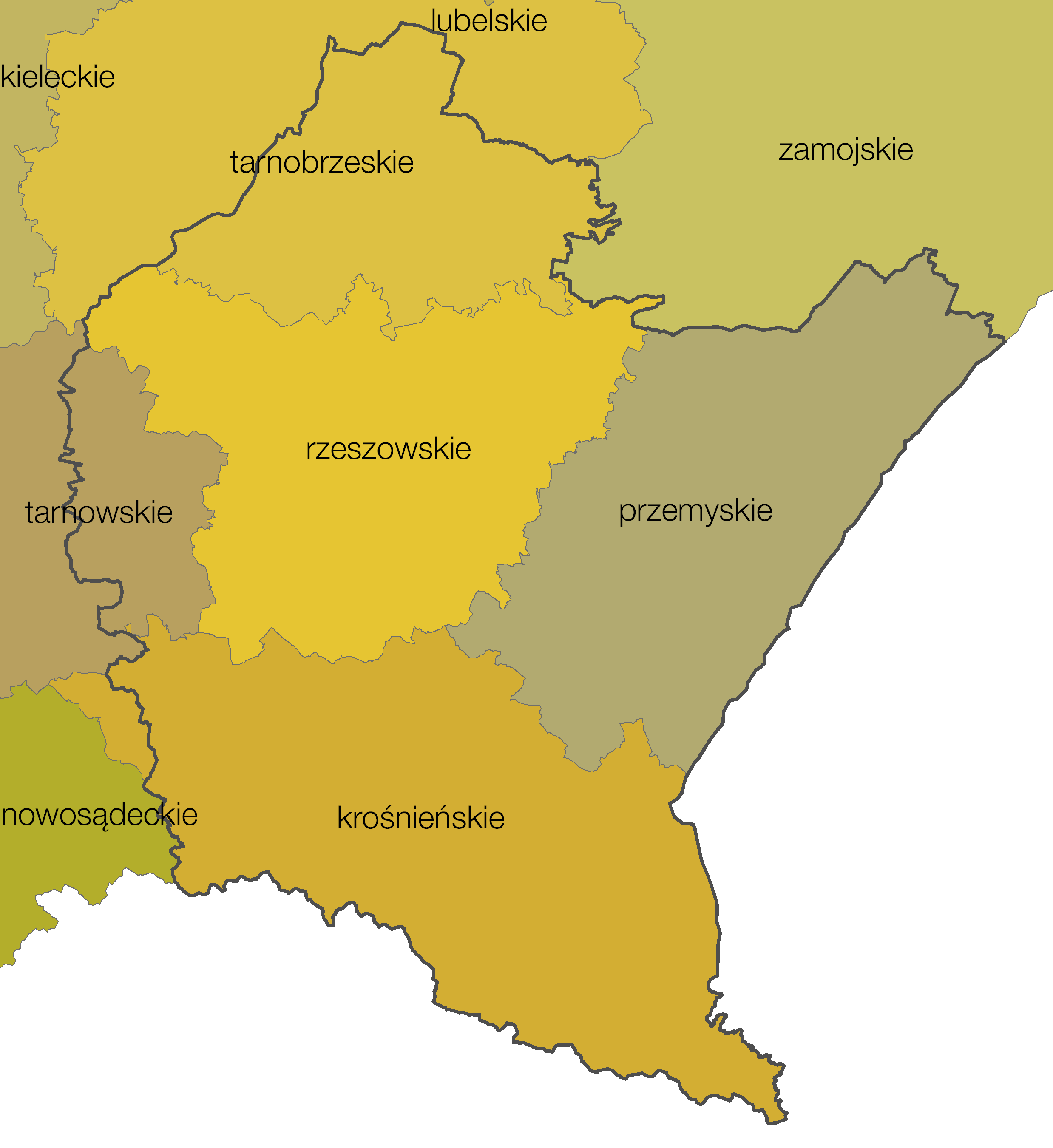
Województwa z lat 1975–1998 z granicą obecnego województwa podkarpackiego

Województwo podkarpackie powstało w 1999 r. w wyniku reformy podziału administracyjnego kraju i objęło tereny dawnych województw:
- rzeszowskiego (w całości),
- przemyskiego (w całości),
- krośnieńskiego (oprócz gmin: Biecz i Lipinki),
- tarnobrzeskiego (miasto Tarnobrzeg, gminy powiatów niżańskiego, stalowowolskiego i tarnobrzeskiego oraz gminy: Majdan Królewski i Padew Narodowa),
- tarnowskiego (gminy powiatu dębickiego oraz gminy: Radomyśl Wielki i Wadowice Górne).

Ponadto w latach 1999–2002 województwo podkarpackie obejmowało również obszar gminy Szerzyny, z dniem 01.01.2003 r. przeniesionej do powiatu tarnowskiego w województwie małopolskim.

### Położenie historyczne
Pod względem historycznym województwo podkarpackie obejmuje południowo-wschodnie obszary przedrozbiorowej Małopolski (części ówczesnych województw: krakowskiego, sandomierskiego i lubelskiego) oraz zachodnią część Rusi Czerwonej (głównie województwo ruskie, część bełskiego). Po rozbiorach ziemie obecnego województwa podkarpackiego znalazły się w granicach zaboru austriackiego stanowiąc środkową część ówczesnej Galicji. Natomiast po odzyskaniu niepodległości w 1918 roku tereny dzisiejszego województwa przynależały do województw: lwowskiego (większość z Rzeszowem), krakowskiego (część zachodnia) i lubelskiego (skrawki północne).

## Logo województwa podkarpackiego
„PODKARPACKIE. PRZESTRZEŃ OTWARTA” – znak promocyjny Województwa Podkarpackiego został ustanowiony przez Sejmik Województwa Podkarpackiego dnia 28 lutego 2011

## Geografia

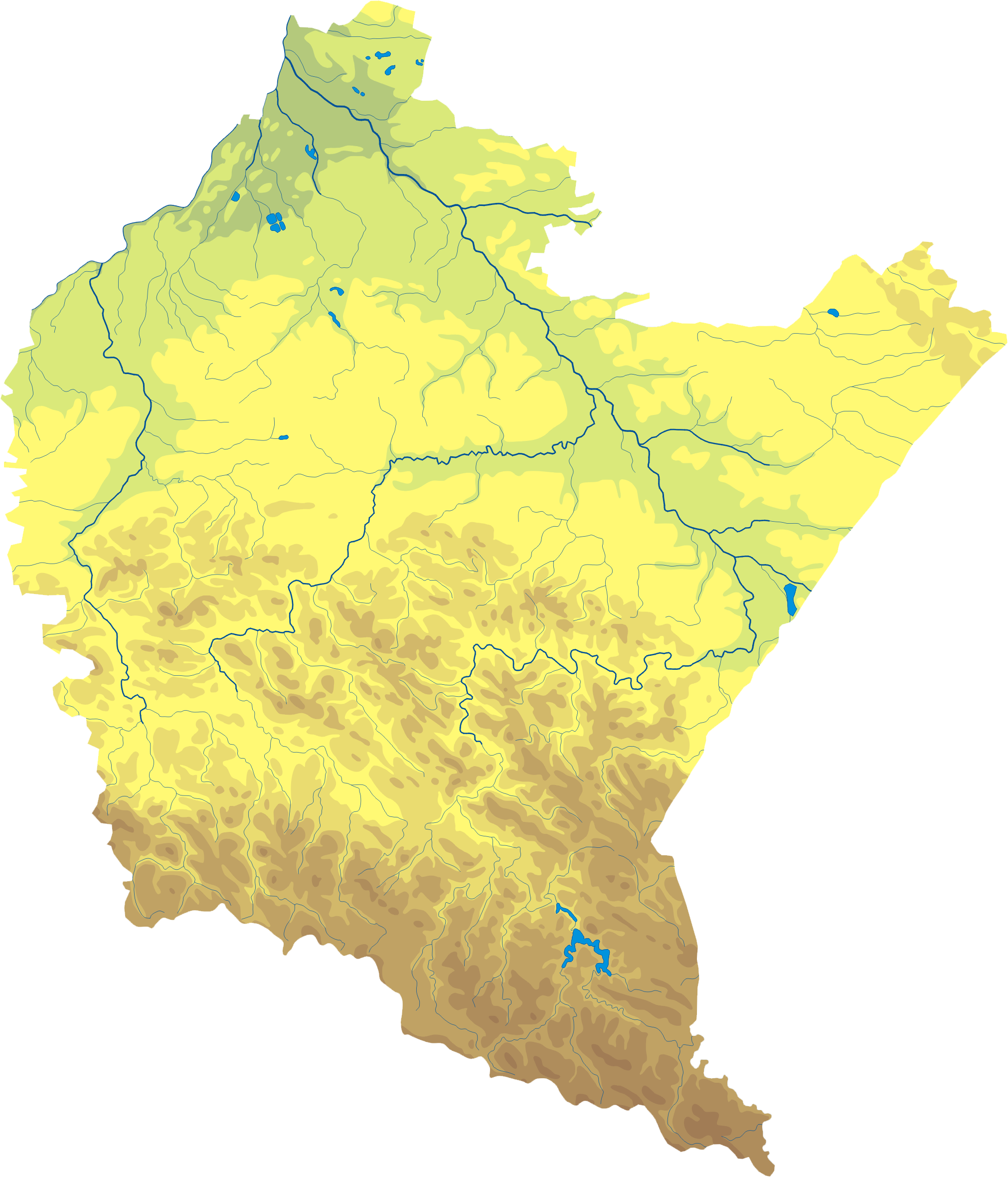

### Położenie administracyjne
Województwo jest położone w południowo-wschodniej Polsce i graniczy z:
- Słowacją (z krajem preszowskim) na długości 134 km na południu
- Ukrainą (z obwodami lwowskim i zakarpackim) na długości 239 km na wschodzie

oraz z województwami:
- lubelskim na długości 320 km na północnym wschodzie
- małopolskim na długości 182 km na zachodzie
- świętokrzyskim na długości 81,6 km na północnym zachodzie

### Położenie fizycznogeograficzne
Obszar woj. podkarpackiego obejmuje:
- środkową część Podkarpacia, w jego obrębie wschodnią część Podkarpacia Północnego (wschodnią część Kotliny Sandomierskiej),
- zachodnią część Zewnętrznych Karpat Zachodnich, a w ich obrębie wschodnią część Pogórza Środkowobeskidzkiego (w części lub w całości: Pogórze Ciężkowickie, Pogórze Strzyżowskie, Pogórze Dynowskie, Pogórze Przemyskie, Obniżenie Gorlickie, Kotlina Jasielsko-Krośnieńska, Pogórze Jasielskie i Pogórze Bukowskie) i wschodnią część Beskidów Środkowych (Beskid Niski),
- zachodni skrawek Zewnętrznych Karpat Wschodnich, a w ich obrębie zachodnią część Beskidów Wschodnich (Góry Sanocko-Turczańskie i Bieszczady Zachodnie),
- niewielki fragment Roztocza.

Według danych z 31 grudnia 2017 r. powierzchnia województwa wynosiła 17 845,76 km².
Według danych z 31 grudnia 2012 r. w woj. podkarpackim lasy obejmowały powierzchnię 674,4 tys. ha, co stanowiło 37,8% jego powierzchni. 40,9 tys. ha lasów znajdowało się w obrębie parków narodowych.

### Położenie matematycznogeograficzne

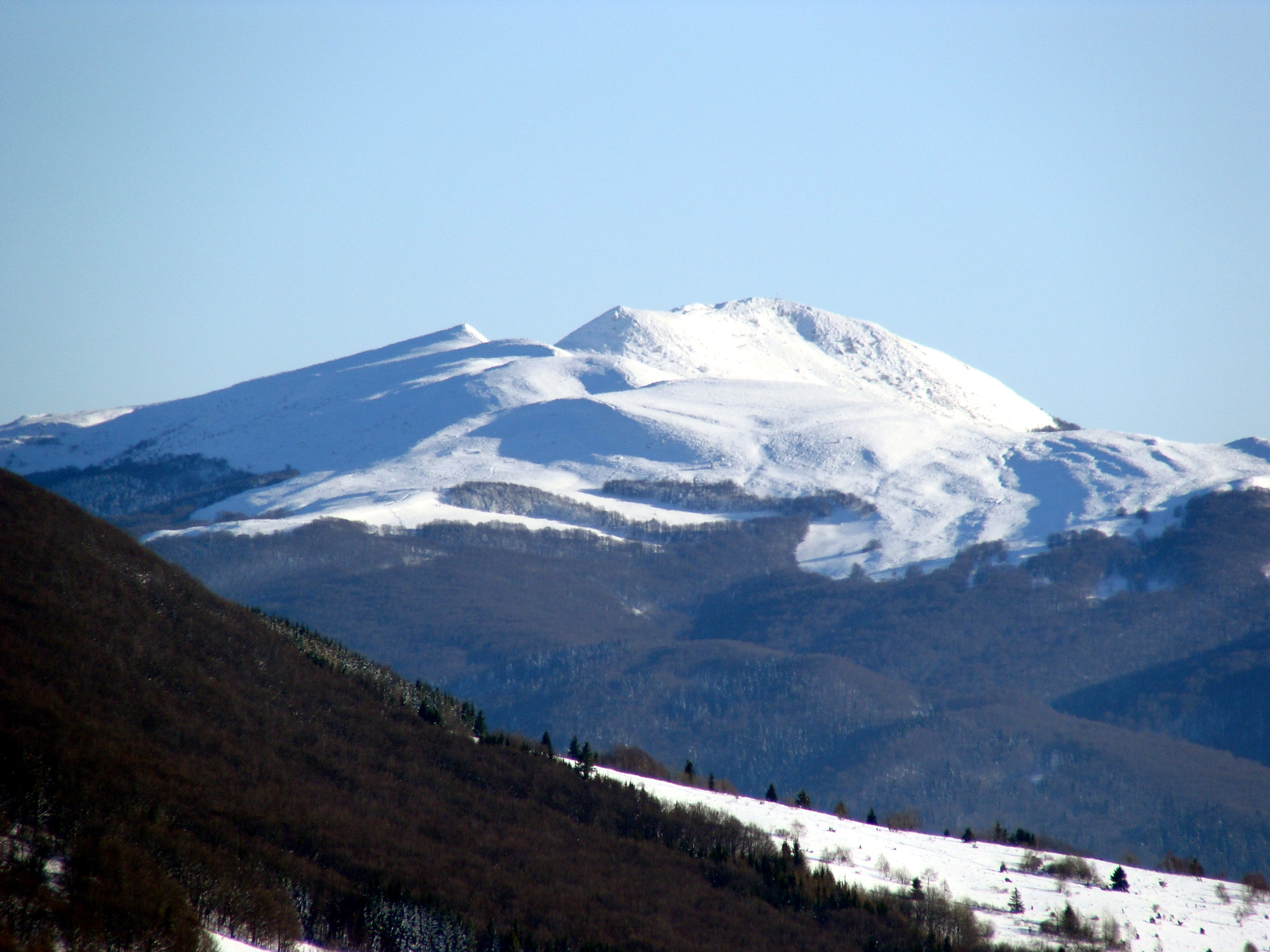
Tarnica 1346 m n.p.m. – najwyższy szczyt polskich Bieszczadów i najwyżej położony punkt województwa

W wymiarze północ–południe województwo rozciąga się na długości 202 km, to jest 1°49′05″. W wymiarze wschód–zachód rozpiętość województwa wynosi 172 km, co w mierze kątowej daje 2°24′21″.
Współrzędne geograficzne skrajnych punktów:
- północny: 50°49′13″N – pn. narożnik działki ewidencyjnej nr 1 (powiat stalowowolski),
- południowy: 49°00′08″N – słupek graniczny nr 215 (powiat bieszczadzki),
- zachodni: 21°08′31″E – zach. narożnik działki ewidencyjnej nr 1829 (powiat mielecki),
- wschodni: 23°32′52″E – granica państwowa pomiędzy słupkami granicznymi nr 638 a nr 639 (powiat lubaczowski).

Najwyższym punktem jest wierzchołek Tarnicy – 1346 m n.p.m.

### Stosunki wodne

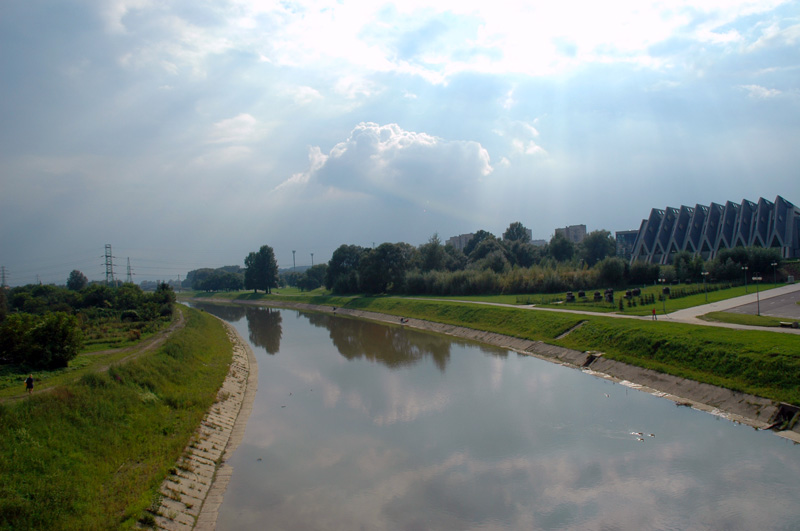
Wisłok w Rzeszowie

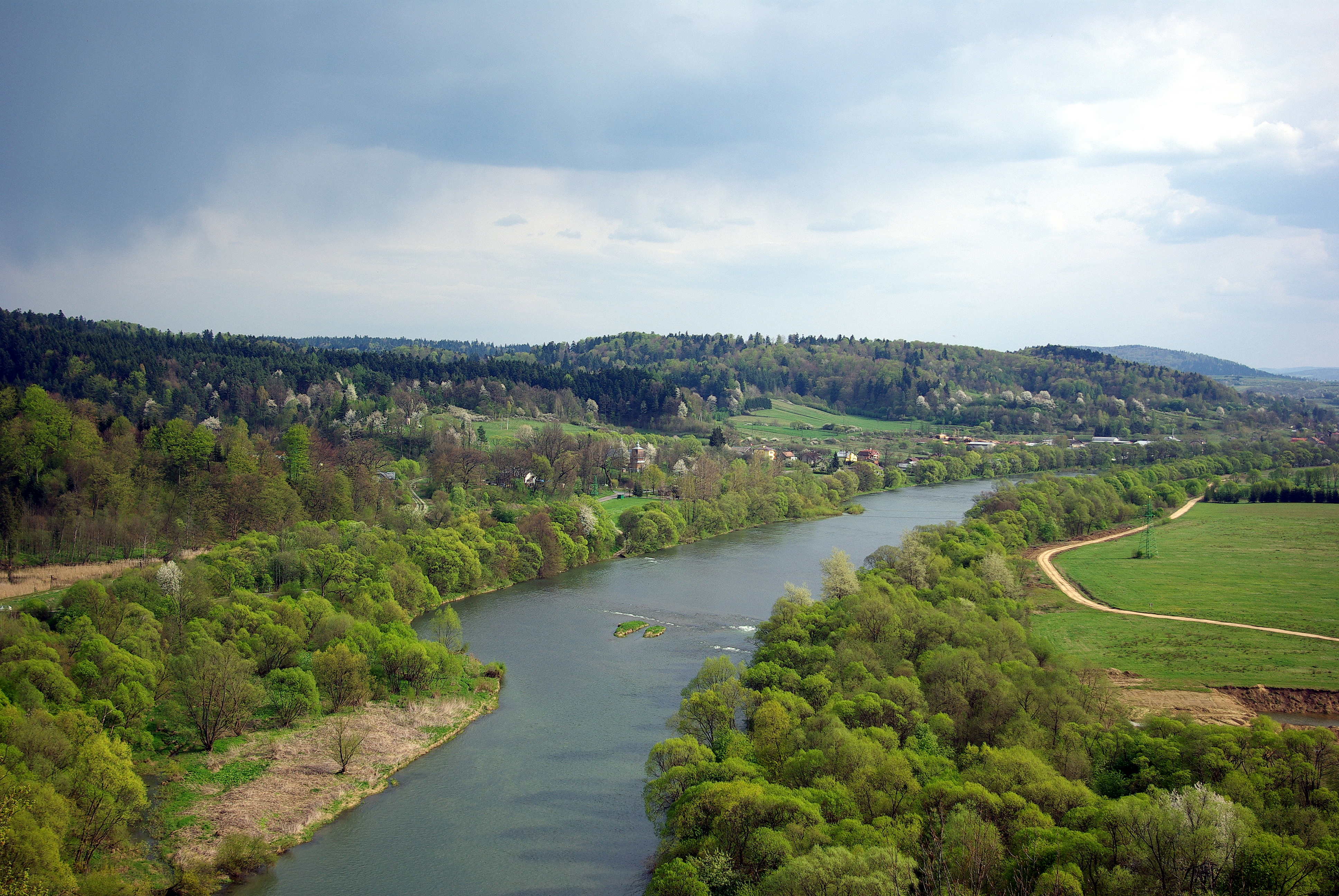
San widok z Zamku Sobień

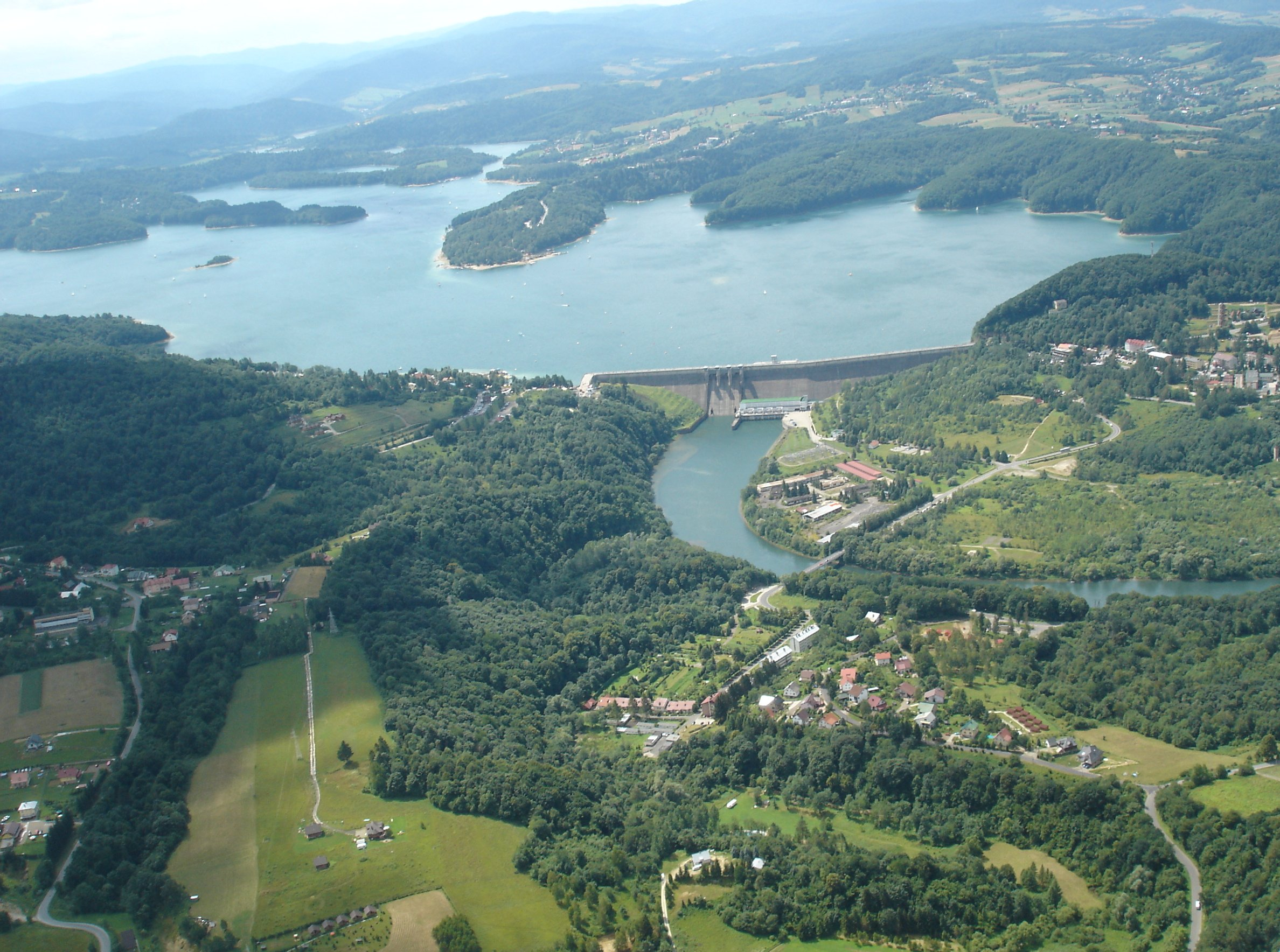
Zapora w Solinie na rzece San i fragment Jeziora Solińskiego w Bieszczadach

Trzy największe rzeki w województwie to prawe dopływy Wisły: San i Wisłoka oraz dopływ Sanu: Wisłok. Rzeki Strwiąż oraz Mszanka uchodzą do Dniestru i należą do zlewiska Morza Czarnego. Wszystkie pozostałe należą do zlewni Morza Bałtyckiego. Rzeki regionu są uważane za jedne z najczystszych w kraju.

## Podział administracyjny
Województwo podkarpackie jest podzielone na 21 powiatów oraz 4 miasta na prawach powiatu.
Podział na powiaty – powierzchnia dane według GUS z 31 grudnia 2017, liczba ludności z 30 czerwca 2019.
| Herb | Nazwa                  | Siedziba       | Powierzchnia (km²) | Ludność | Gęstość zaludnienia (osób/km²) |
| ---- | ---------------------- | -------------- | ------------------ | ------- | ------------------------------ |
|      | bieszczadzki           | Ustrzyki Dolne | 1139,07            | 21799   | 19,14                          |
|      | brzozowski             | Brzozów        | 539,34             | 65652   | 121,73                         |
|      | dębicki                | Dębica         | 777,48             | 135348  | 174,09                         |
|      | jarosławski            | Jarosław       | 1028,66            | 120462  | 117,11                         |
|      | jasielski              | Jasło          | 830,87             | 113730  | 136,88                         |
|      | kolbuszowski           | Kolbuszowa     | 773,17             | 62389   | 80,69                          |
|      | krośnieński            | Krosno         | 993,11             | 112301  | 113,08                         |
|      | leski                  | Lesko          | 834,94             | 26532   | 31,78                          |
|      | leżajski               | Leżajsk        | 583,71             | 69479   | 119,03                         |
|      | lubaczowski            | Lubaczów       | 1308,37            | 55438   | 42,37                          |
|      | łańcucki               | Łańcut         | 451,84             | 80898   | 179,04                         |
|      | mielecki               | Mielec         | 880,50             | 136591  | 155,13                         |
|      | niżański               | Nisko          | 785,64             | 66699   | 84,9                           |
|      | przemyski              | Przemyśl       | 1211,22            | 74234   | 61,29                          |
|      | przeworski             | Przeworsk      | 698,02             | 78354   | 112,25                         |
|      | ropczycko-sędziszowski | Ropczyce       | 548,31             | 74416   | 135,72                         |
|      | rzeszowski             | Rzeszów        | 1153,33            | 168614  | 146,2                          |
|      | sanocki                | Sanok          | 1156,43            | 94473   | 81,69                          |
|      | stalowowolski          | Stalowa Wola   | 831,74             | 106272  | 127,77                         |
|      | strzyżowski            | Strzyżów       | 503,47             | 61505   | 122,16                         |
|      | tarnobrzeski           | Tarnobrzeg     | 521,06             | 53115   | 101,94                         |
|      | Krosno                 | -              | 43,50              | 46369   | 1065,95                        |
|      | Przemyśl               | -              | 46,17              | 60999   | 1321,18                        |
|      | Rzeszów                | -              | 120,41             | 194886  | 1618,52                        |
|      | Tarnobrzeg             | -              | 85,40              | 46907   | 549,26                         |

W 2002 roku z zachodniej części powiatu bieszczadzkiego wydzielono powiat leski.

## Podregiony statystyczne
Województwo podkarpackie składa się z 4 podregionów statystycznych (GUS) – zgodnych ze standardem NUTS Unii Europejskiej:
- podregion krośnieński (kod 323) obejmuje 1 miasto na prawach powiatu i 6 powiatów: Krosno, powiat krośnieński, powiat sanocki, powiat jasielski, powiat brzozowski, powiat leski oraz powiat bieszczadzki
- podregion przemyski (kod 324) obejmuje 1 miasto na prawach powiatu i 4 powiaty: Przemyśl, powiat przemyski, powiat jarosławski, powiat przeworski oraz powiat lubaczowski
- podregion rzeszowski (kod 325) obejmuje 1 miasto na prawach powiatu i 5 powiatów: Rzeszów, powiat rzeszowski, powiat łańcucki, powiat ropczycko-sędziszowski, powiat kolbuszowski oraz powiat strzyżowski
- podregion tarnobrzeski (kod 326) obejmuje 1 miasto na prawach powiatu i 6 powiatów: Tarnobrzeg, powiat tarnobrzeski, powiat stalowowolski, powiat mielecki, powiat dębicki, powiat leżajski oraz powiat niżański

## Demografia
Obszar województwa zamieszkuje 2 127 462 mieszkańców (dane z 30 czerwca 2019) w 53 miastach, 2157 miejscowościach wiejskich tworzących 1530 sołectw, 160 gmin (stan na 1 stycznia 2011), 21 powiatów oraz 4 miasta na prawach powiatu.
Dane Głównego Urzędu Statystycznego z 30 czerwca 2019 roku:
| Opis                              | Ogółem        | Ogółem        | Kobiety       | Kobiety       | Mężczyźni     | Mężczyźni     |
| --------------------------------- | ------------- | ------------- | ------------- | ------------- | ------------- | ------------- |
| jednostka                         | osób          | %             | osób          | %             | osób          | %             |
| populacja                         | 2 127 462     | 100           | 1 085 572     | 51            | 1 041 890     | 49            |
| powierzchnia                      | 17 845,76 km² | 17 845,76 km² | 17 845,76 km² | 17 845,76 km² | 17 845,76 km² | 17 845,76 km² |
| gęstość zaludnienia (mieszk./km²) | 119           | 119           | 61            | 61            | 58            | 58            |

Według ostatnich danych GUS-u średnia życia w województwie jest najwyższą w Polsce i wynosi odpowiednio: mężczyźni 73 lata (Polska 71), kobiety 81 lat (Polska 80). Na długowieczność mieszkańców regionu decydujący wpływ mają: czyste środowisko, zdrowy styl życia oraz niski poziom stresu.
Województwo podkarpackie jest jednym z pięciu polskich województw obok małopolskiego, mazowieckiego, pomorskiego i wielkopolskiego w którym systematycznie, stale wzrasta liczba ludności.

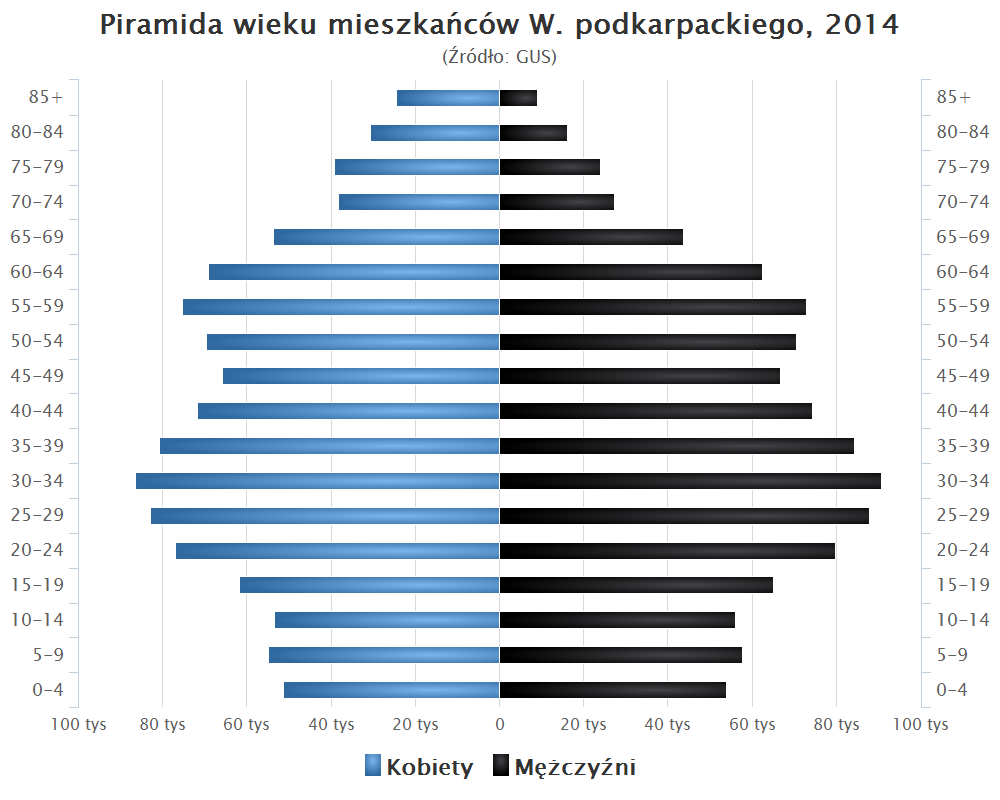
Piramida wieku mieszkańców W. podkarpackiego w 2014 roku

### Urbanizacja
W województwie podkarpackim są 54 miasta, w tym 4 miasta na prawach powiatu. Miasta zostały uszeregowane według liczby mieszkańców (faktycznego miejsca zamieszkania), na podstawie danych Głównego Urzędu Statystycznego z 31 grudnia 2020. Wskaźnik urbanizacji wynosi 41,4% jest on najniższy w Polsce (2017).

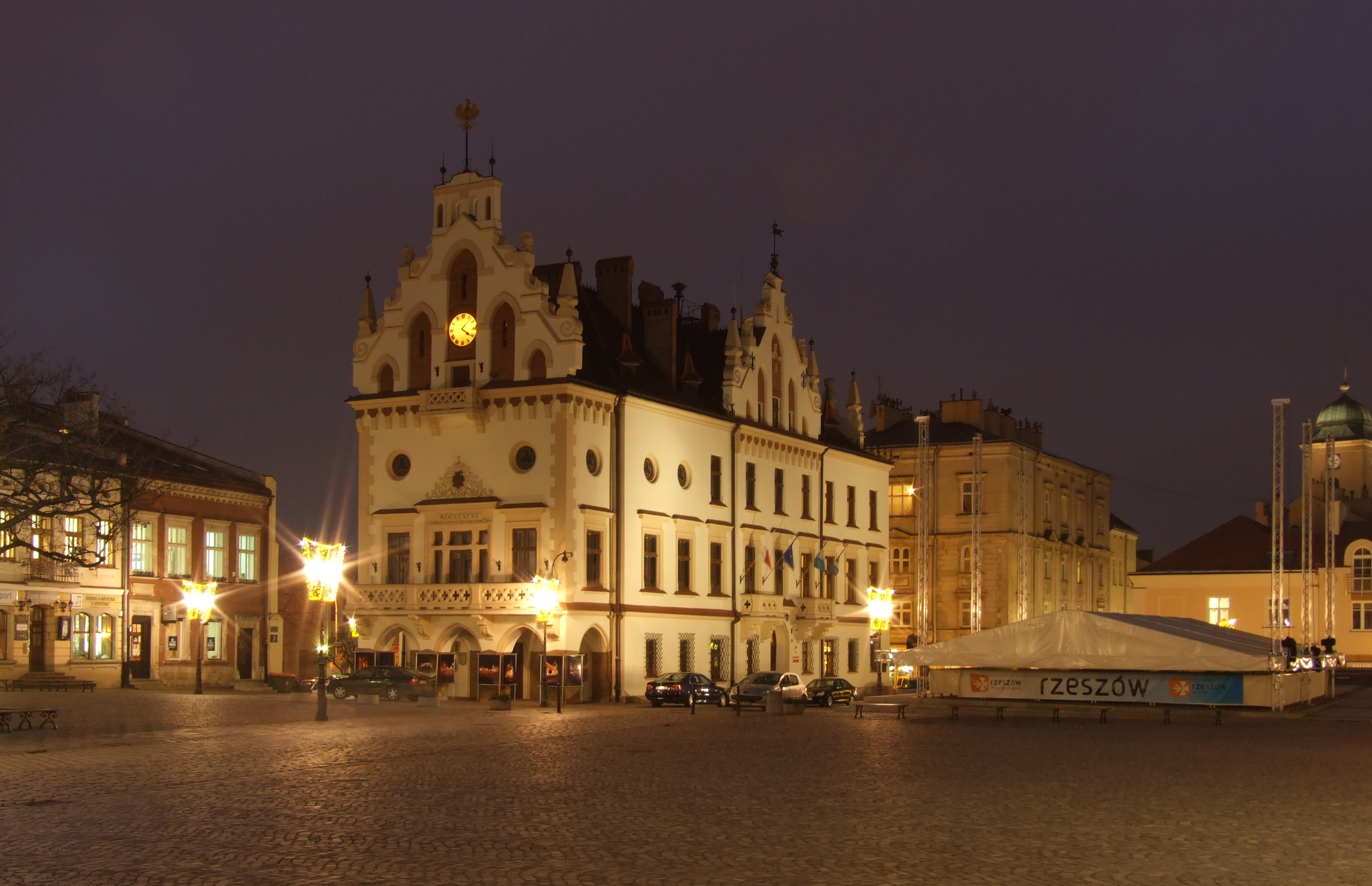
Ratusz w Rzeszowie
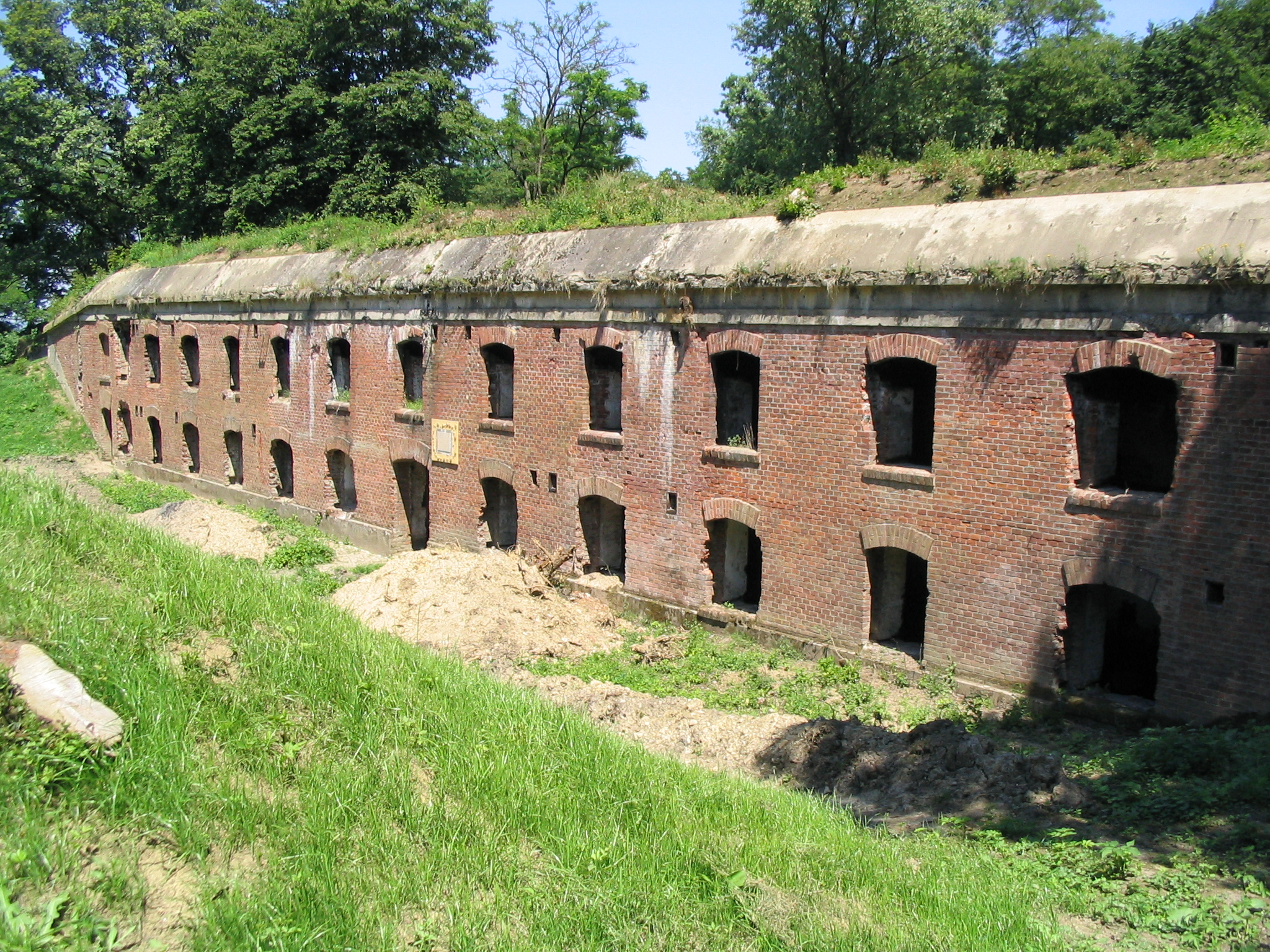
Fort XV „Borek” Twierdzy Przemyśl
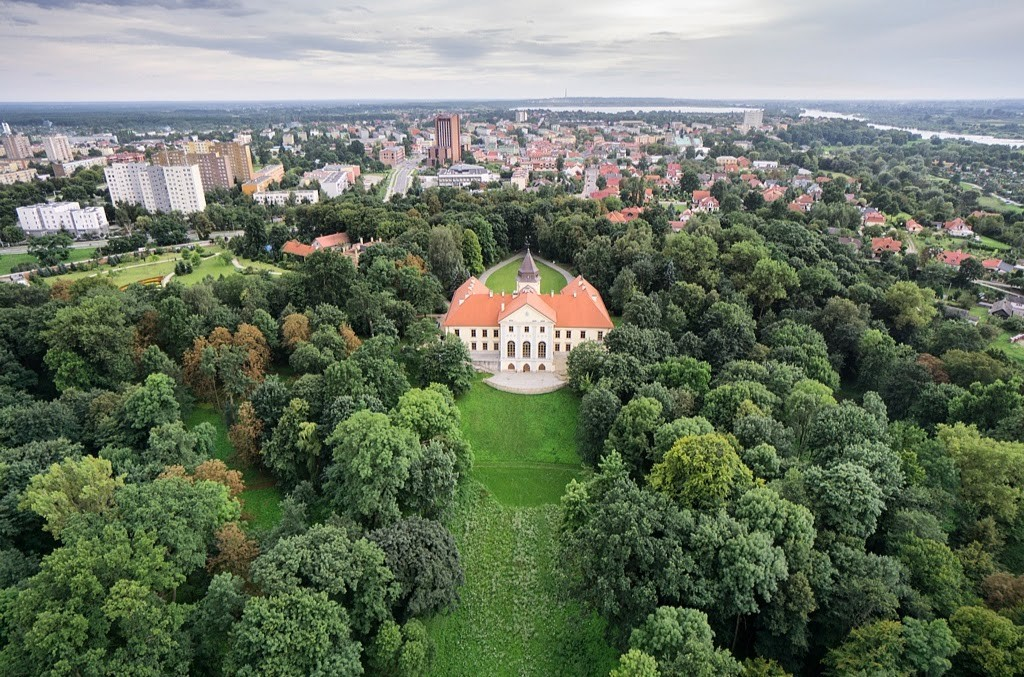
Tarnobrzeg z Pałacem Tarnowskich
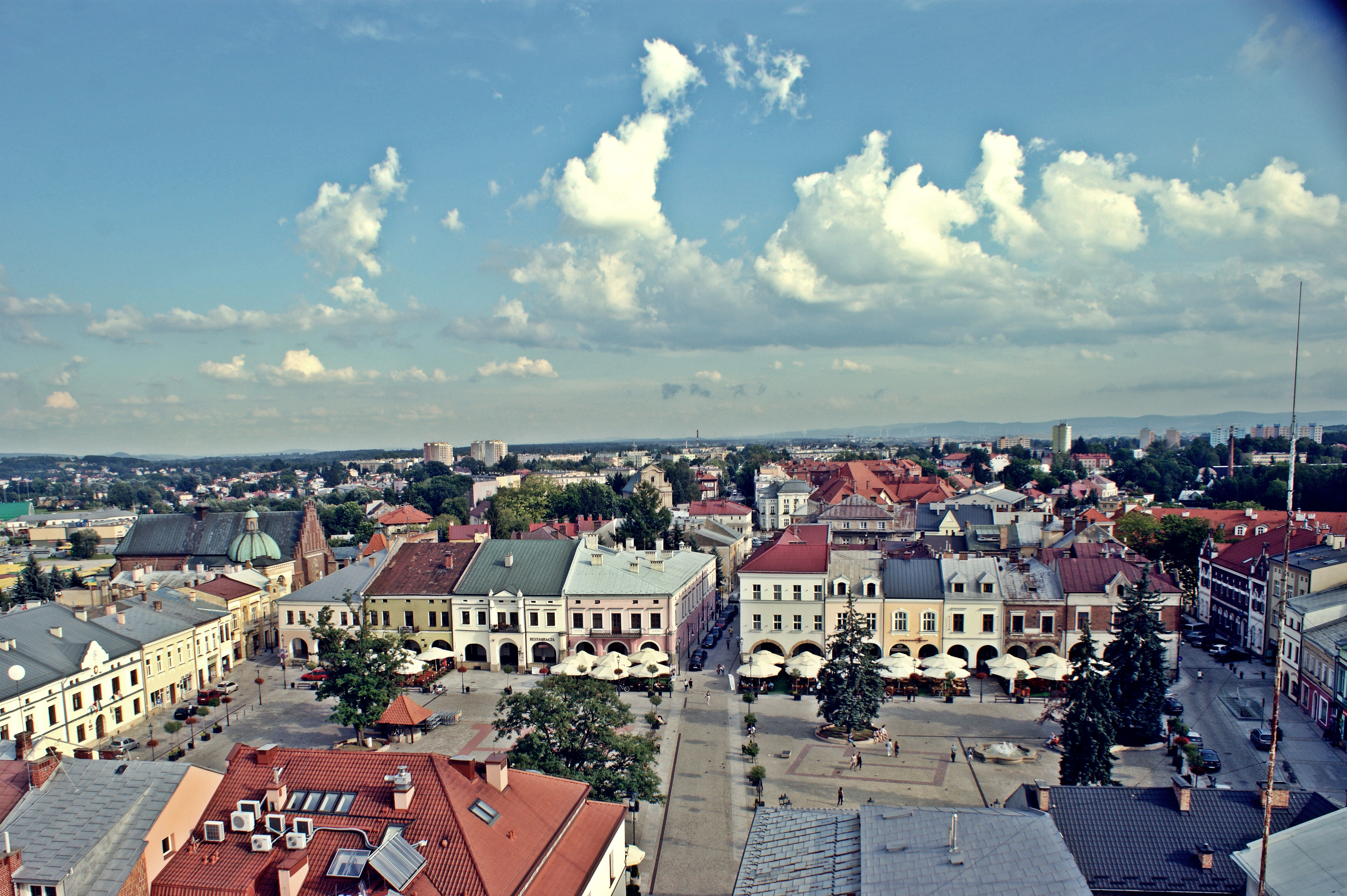
Krosno panorama – Parva Cracovia „Mały Kraków”
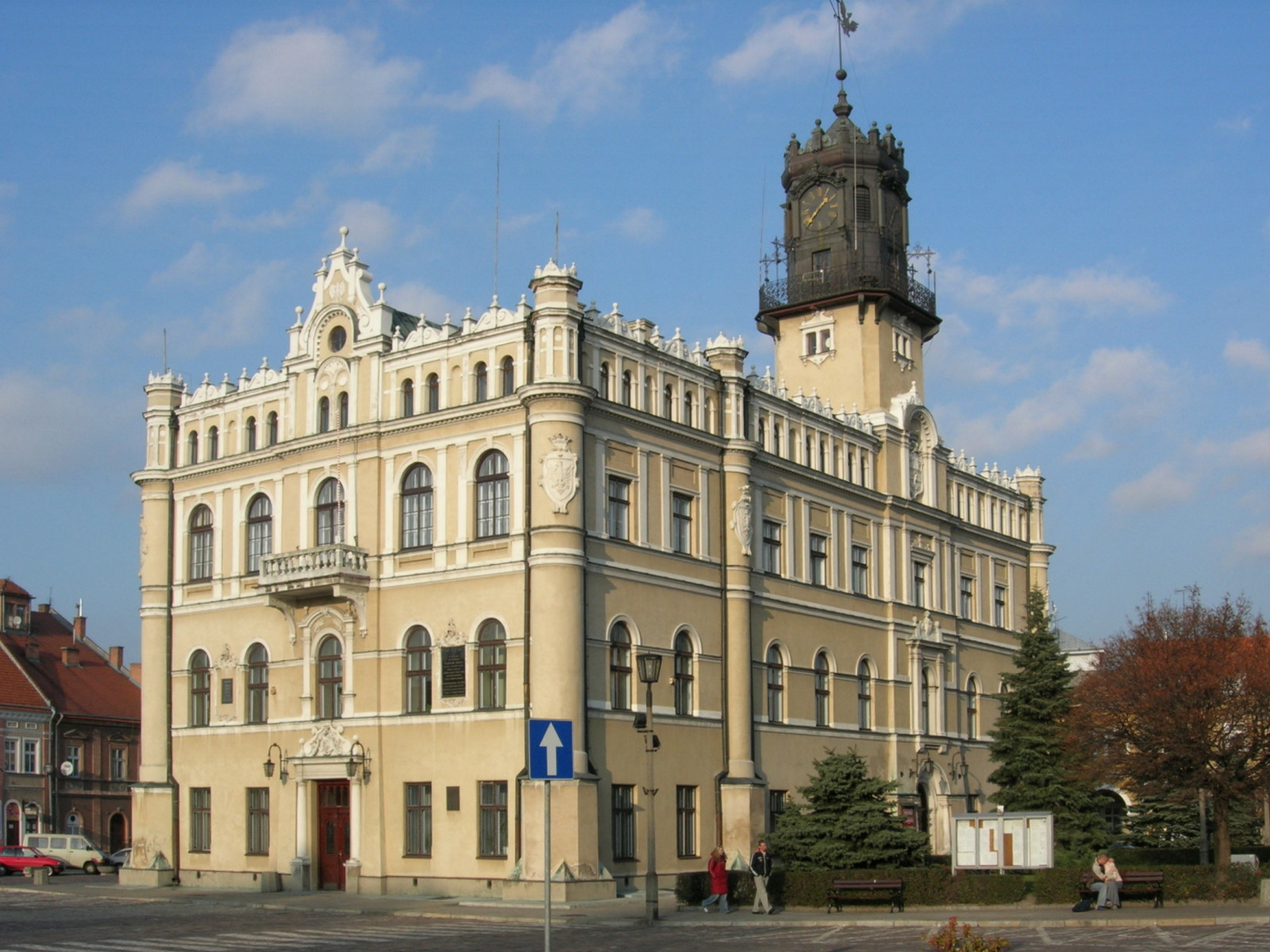
Ratusz w Jarosławiu
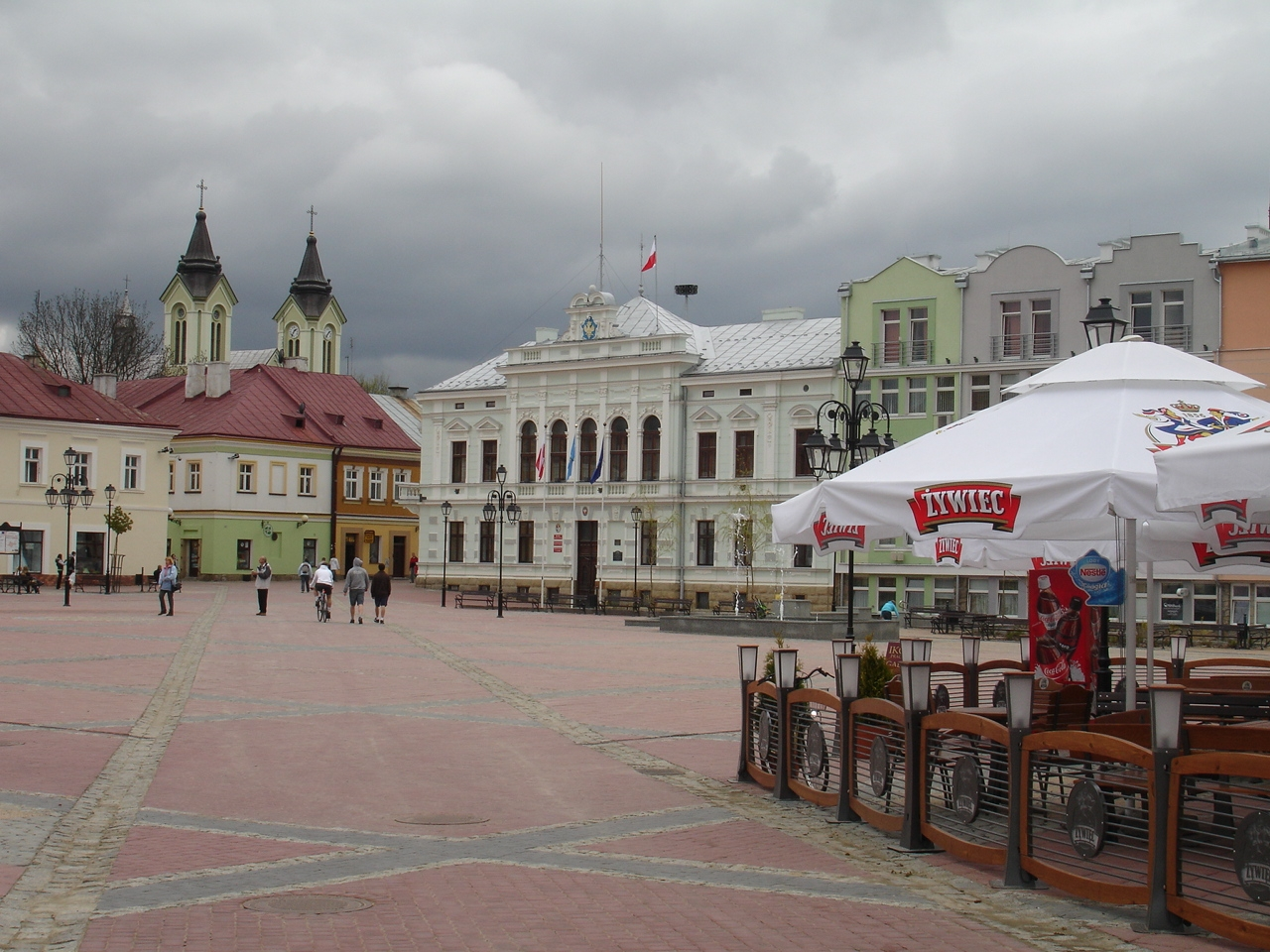
Część zachodnia Rynku w Sanoku

| Herb | Nazwa                | Powiat                    | Ludność | Powierzchnia (km²) | Gęstość zaludnienia (osób/km²) | Siedziba powiatu               |
| ---- | -------------------- | ------------------------- | ------- | ------------------ | ------------------------------ | ------------------------------ |
|      | Rzeszów              | miasto na prawach powiatu | 196 638 | 128,97             | 1524                           | m.n.p.p. oraz siedziba powiatu |
|      | Mielec               | mielecki                  | 60 075  | 46,89              | 1281                           | siedziba powiatu               |
|      | Przemyśl             | miasto na prawach powiatu | 59 779  | 46,17              | 1294                           | m.n.p.p. oraz siedziba powiatu |
|      | Stalowa Wola         | stalowowolski             | 59 623  | 82,52              | 722                            | siedziba powiatu               |
|      | Tarnobrzeg           | miasto na prawach powiatu | 46 360  | 85,40              | 542                            | m.n.p.p. oraz siedziba powiatu |
|      | Krosno               | miasto na prawach powiatu | 45 944  | 43,50              | 1056                           | m.n.p.p. oraz siedziba powiatu |
|      | Dębica               | dębicki                   | 45 189  | 33,83              | 1335                           | siedziba powiatu               |
|      | Jarosław             | jarosławski               | 37 073  | 34,61              | 1086                           | siedziba powiatu               |
|      | Sanok                | sanocki                   | 36 999  | 38,08              | 982                            | siedziba powiatu               |
|      | Jasło                | jasielski                 | 34 542  | 36,52              | 960                            | siedziba powiatu               |
|      | Łańcut               | łańcucki                  | 17 675  | 19,42              | 912                            | siedziba powiatu               |
|      | Ropczyce             | ropczycko-sędziszowski    | 15 864  | 47,10              | 336                            | siedziba powiatu               |
|      | Nisko                | niżański                  | 15 193  | 60,96              | 251                            | siedziba powiatu               |
|      | Przeworsk            | przeworski                | 15 105  | 22,13              | 694                            | siedziba powiatu               |
|      | Leżajsk              | leżajski                  | 13 585  | 20,58              | 673                            | siedziba powiatu               |
|      | Sędziszów Małopolski | ropczycko-sędziszowski    | 12 415  | 9,96               | 1241                           |                                |
|      | Lubaczów             | lubaczowski               | 11 830  | 25,73              | 467                            | siedziba powiatu               |
|      | Nowa Dęba            | tarnobrzeski              | 11 006  | 16,70              | 668                            |                                |
|      | Ustrzyki Dolne       | bieszczadzki              | 8 917   | 16,79              | 542                            | siedziba powiatu               |
|      | Kolbuszowa           | kolbuszowski              | 8 922   | 7,94               | 1143                           | siedziba powiatu               |
|      | Strzyżów             | strzyżowski               | 8 781   | 13,89              | 640                            | siedziba powiatu               |
|      | Głogów Małopolski    | rzeszowski                | 8 689   | 13,71              | 485                            |                                |
|      | Brzozów              | brzozowski                | 7 425   | 11,46              | 651                            | siedziba powiatu               |
|      | Rudnik nad Sanem     | niżański                  | 6 677   | 36,60              | 183                            |                                |
|      | Boguchwała           | rzeszowski                | 6 140   | 9,11               | 678                            |                                |
|      | Dynów                | rzeszowski                | 6 063   | 24,55              | 250                            |                                |
|      | Nowa Sarzyna         | leżajski                  | 5 740   | 9,15               | 638                            |                                |
|      | Jedlicze             | krośnieński               | 5 658   | 10,60              | 541                            |                                |
|      | Lesko                | leski                     | 5 406   | 15,33              | 354                            | siedziba powiatu               |
|      | Radymno              | jarosławski               | 5 214   | 13,62              | 388                            |                                |
|      | Zagórz               | sanocki                   | 5 093   | 22,29              | 229                            |                                |
|      | Pilzno               | dębicki                   | 4 958   | 16,04              | 306                            |                                |
|      | Sokołów Małopolski   | rzeszowski                | 4 210   | 15,54              | 270                            |                                |
|      | Rymanów              | krośnieński               | 3 774   | 12,39              | 309                            |                                |
|      | Tyczyn               | rzeszowski                | 3 983   | 9,67               | 395                            |                                |
|      | Pruchnik             | jarosławski               | 3 740   | 19,91              | 189                            |                                |
|      | Radomyśl Wielki      | mielecki                  | 3 225   | 8,79               | 368                            |                                |
|      | Kańczuga             | przeworski                | 3 131   | 7,60               | 417                            |                                |
|      | Zaklików             | stalowowolski             | 2 954   | 11,42              | 261                            |                                |
|      | Oleszyce             | lubaczowski               | 2 948   | 5,08               | 583                            |                                |
|      | Brzostek             | dębicki                   | 2 749   | 8,76               | 314                            |                                |
|      | Sieniawa             | przeworski                | 2 132   | 6,74               | 318                            |                                |
|      | Błażowa              | rzeszowski                | 2 148   | 4,23               | 506                            |                                |
|      | Narol                | lubaczowski               | 2 040   | 12,42              | 168                            |                                |
|      | Dukla                | krośnieński               | 2 044   | 5,48               | 376                            |                                |
|      | Cieszanów            | lubaczowski               | 1 922   | 15,06              | 127                            |                                |
|      | Iwonicz-Zdrój        | krośnieński               | 1 742   | 5,89               | 303                            |                                |
|      | Przecław             | mielecki                  | 1 788   | 16,04              | 111                            |                                |
|      | Baranów Sandomierski | tarnobrzeski              | 1 430   | 9,15               | 159                            |                                |
|      | Ulanów               | niżański                  | 1 427   | 8,20               | 173                            |                                |
|      | Kołaczyce            | jasielski                 | 1 427   | 7,15               | 197                            |                                |
|      | Jawornik Polski      | przeworski                | 1 177   | 8,48               | 139                            |                                |
|      | Bircza               | przemyski                 | 987     | 4,63               | 213                            |                                |
|      | Dubiecko             | przemyski                 | 871     | 2,39               | 364                            |                                |

## Administracja i polityka

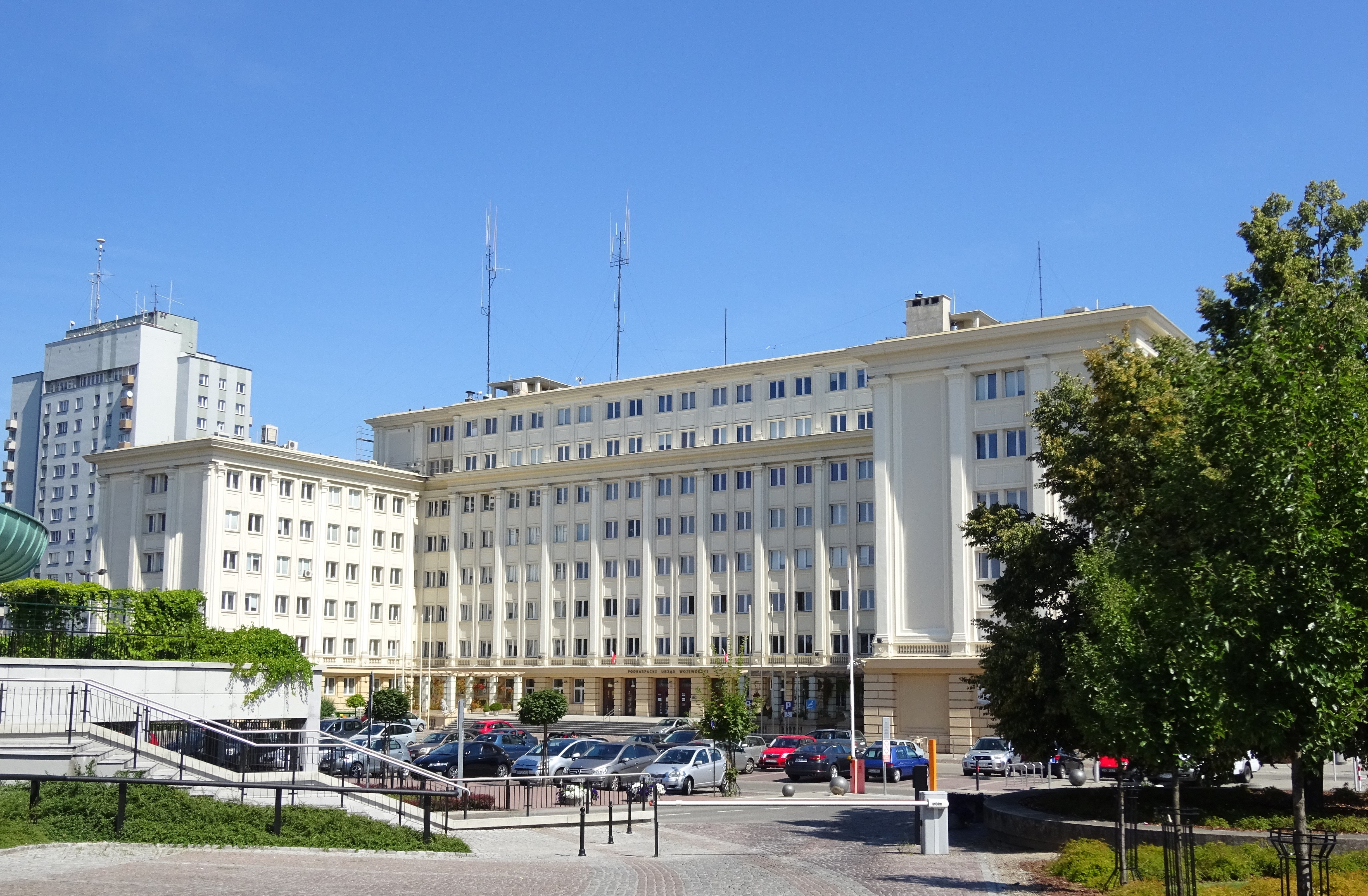
Urząd Wojewódzki w Rzeszowie (popularnie zwany Łubianką)

### Samorząd wojewódzki
Organem stanowiącym jest Sejmik Województwa Podkarpackiego, składający się z 33 radnych. Siedzibą sejmiku województwa jest Rzeszów.
Sejmik wybiera organ wykonawczy województwa, którym jest Zarząd Województwa Podkarpackiego, składający się z 5 członków z przewodniczącym mu marszałkiem.
Podział klubów w Sejmiku Województwa Podkarpackiego (stan na 12 stycznia 2024):
- Prawo i Sprawiedliwość – 24 radnych
- Platforma Obywatelska – 5 radnych
- Polskie Stronnictwo Ludowe – 3 radnych
- Niezrzeszeni – 1 radny

Marszałkowie województwa:
- od 1999 do 2002 Bogdan Rzońca (AWS)
- od 2002 do 2006 Leszek Deptuła (PSL)
- od 2006 do 2010 Zygmunt Cholewiński (PiS)
- od 2010 do 2013 Mirosław Karapyta (PSL)
- od 2013 Władysław Ortyl (PiS)

### Administracja rządowa
Organem administracji rządowej jest Wojewoda Podkarpacki, wyznaczany przez Prezesa Rady Ministrów. Siedzibą wojewody jest Rzeszów. Podkarpacki Urząd Wojewódzki w Rzeszowie znajduje się przy ulicy Grunwaldzkiej 15. W ramach urzędu działają także 3 delegatury: w Krośnie, Przemyślu i Tarnobrzegu.
Delegatury urzędu wojewódzkiego obejmują swoim zasięgiem działania:
- delegatura w Krośnie powiaty: bieszczadzki, brzozowski, jasielski, krośnieński, leski, sanocki i miasto Krosno;
- delegatura w Przemyślu powiaty: jarosławski, lubaczowski, przemyski, przeworski i miasto Przemyśl;
- delegatura w Tarnobrzegu powiaty: mielecki, niżański, stalowowolski, tarnobrzeski i miasto Tarnobrzeg[15].

Wojewodowie
- od 1 stycznia 1999 do 20 października 2001 Zbigniew Sieczkoś (AWS)
- od 20 października 2001 do 3 marca 2003 Zdzisław Siewierski (SLD)
- od 3 marca 2003 do 30 listopada 2005 Jan Kurp (SLD)
- od 30 listopada 2005 do 29 listopada 2007 Ewa Draus (PiS)
- od 29 listopada 2007 do 30 listopada 2010 Mirosław Karapyta (PSL)
- od 2 grudnia 2010 do 25 października 2011 Małgorzata Chomycz-Śmigielska (PO)
- od 12 grudnia 2011 do 8 grudnia 2015 Małgorzata Chomycz-Śmigielska (PO)
- od 8 grudnia 2015 do 11 listopada 2019 i od 13 stycznia 2020 do 2 listopada 2023 Ewa Leniart (PiS)
- od 20 grudnia 2023 Teresa Kubas-Hul (PO)

Wicewojewodowie
- od 19 stycznia 2011 do 14 lutego 2012 Andrzej Reguła (PSL)
- od 14 lutego 2012 do 1 grudnia 2014 Alicja Wosik (PSL)
- od 12 stycznia 2015 do 8 grudnia 2015 Grażyna Borek (PSL)
- od 17 grudnia 2015 do 25 stycznia 2017 Witold Lechowski (PiS)
- od 7 lutego 2017 do 29 stycznia 2018 Piotr Pilch (PiS)
- od 12 lutego 2018 do 30 stycznia 2020 Lucyna Podhalicz[16][17]
- od 31 stycznia 2020 do grudnia 2023 Jolanta Sawicka[18]
- od 17 stycznia 2024 Wiesław Buż[19]
- od 17 stycznia 2024 do 8 maja 2024 Paweł Bartoszek
- od 5 czerwca 2024 Tomasz Lorenc[20]

### Okręgi wyborcze
Okręg wyborczy nr 22 do Sejmu RP (stan na 13 listopada 2023)
- Prawo i Sprawiedliwość – Marek Kuchciński, Anna Schmidt-Rodziewicz, Piotr Uruski, Maria Kurowska, Teresa Pamuła, Piotr Babinetz, Tadeusz Chrzan
- KKW Koalicja Obywatelska PO.N iPL Zieloni – Joanna Frydrych, Marek Rząsa
- KKW Trzecia Droga Polska 2050 Szymona Hołowni – Polskie Stronnictwo Ludowe – Bartosz Romowicz
- Konfederacja Wolność i Niepodległość – Andrzej Zapałowski

Okręg wyborczy nr 23 do Sejmu RP (stan na 13 listopada 2023)
- Prawo i Sprawiedliwość – Zbigniew Ziobro, Ewa Leniart, Rafał Weber, Marcin Warchoł, Zbigniew Chmielowiec, Krzysztof Sobolewski, Fryderyk Kapinos, Kazimierz Gołojuch, Jan Warzecha,
- KKW Koalicja Obywatelska PO.N iPL Zieloni – Paweł Kowal, Krystyna Skowrońska, Zdzisław Gawlik
- KKW Trzecia Droga Polska 2050 Szymona Hołowni – Polskie Stronnictwo Ludowe – Adam Dziedzic, Elżbieta Burkiewicz
- Konfederacja Wolność i Niepodległość – Grzegorz Braun

Okręg wyborczy nr 54 do Senatu RP (stan na 13 listopada 2023)
- Janina Sagatowska (PiS)

Okręg wyborczy nr 55 do Senatu RP (stan na 13 listopada 2023)
- Zdzisław Pupa (PiS)

Okręg wyborczy nr 56 do Senatu RP (stan na 13 listopada 2023)
- Józef Jodłowski (PiS)

Okręg wyborczy nr 57 do Senatu RP (stan na 13 listopada 2023)
- Alicja Maria Zając (PiS)

Okręg wyborczy nr 58 do Senatu RP (stan na 13 listopada 2023)
- Mieczysław Golba (PiS)

Okręg wyborczy nr 9 do Parlamentu Europejskiego w Polsce (stan na 26 maja 2019)
- Bogdan Rzońca (PiS)
- Tomasz Poręba (PiS)
- Elżbieta Łukacijewska (PO)

## Gospodarka

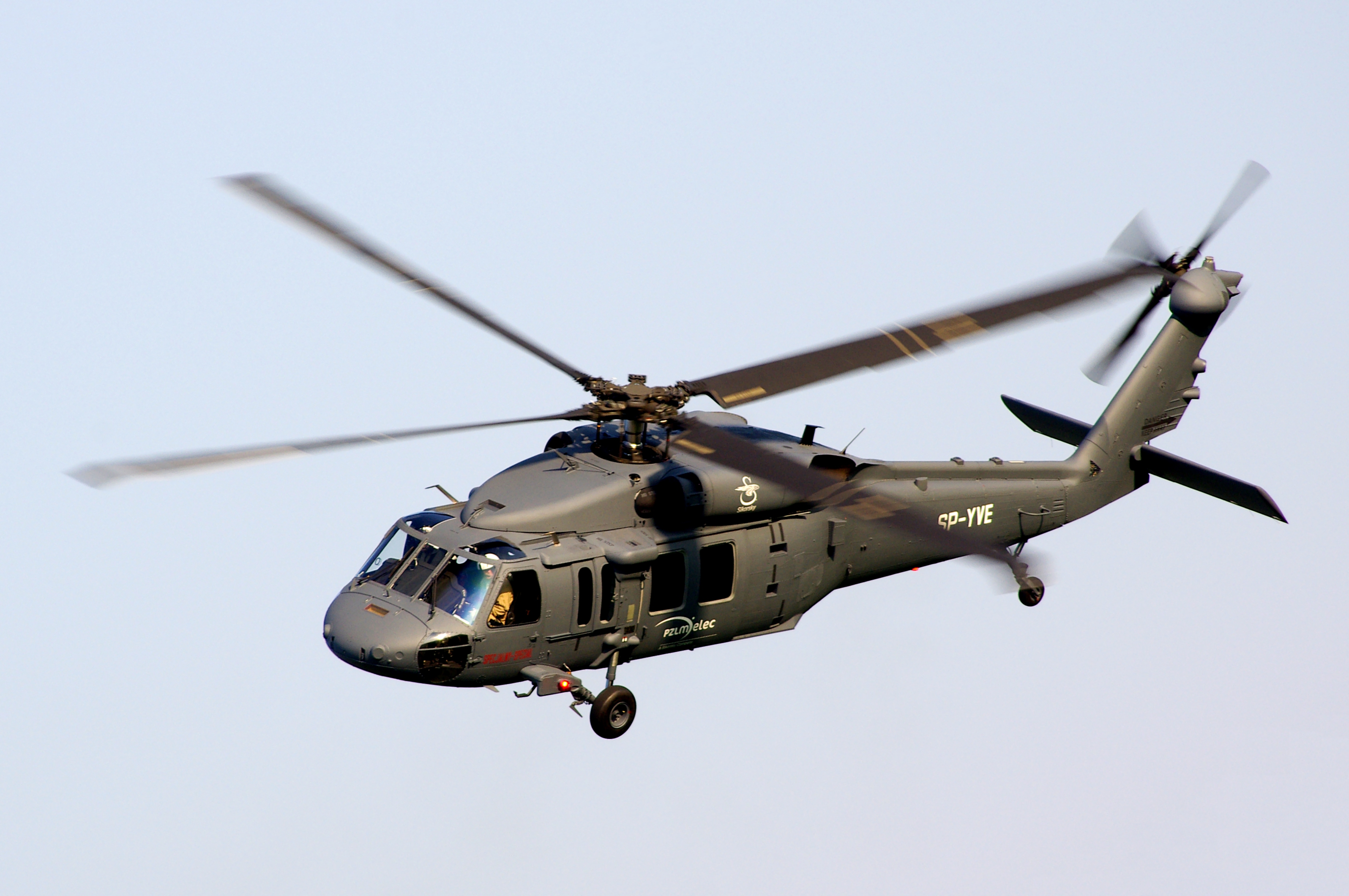
Black Hawk – średni wielozadaniowy amerykański śmigłowiec transportowy produkowany w PZL Mielec

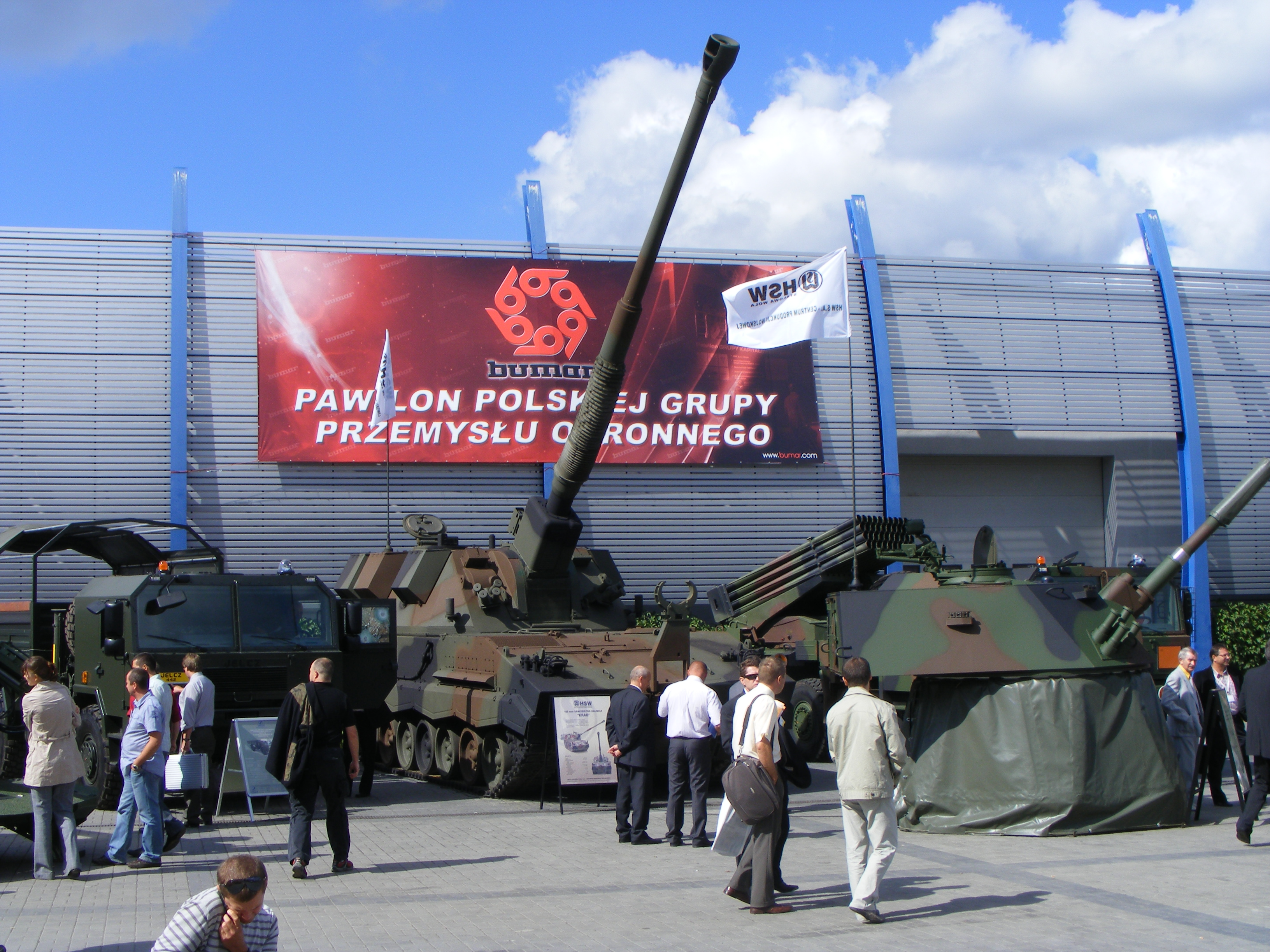
Haubicoarmata Krab produkowana w Hucie Stalowa Wola

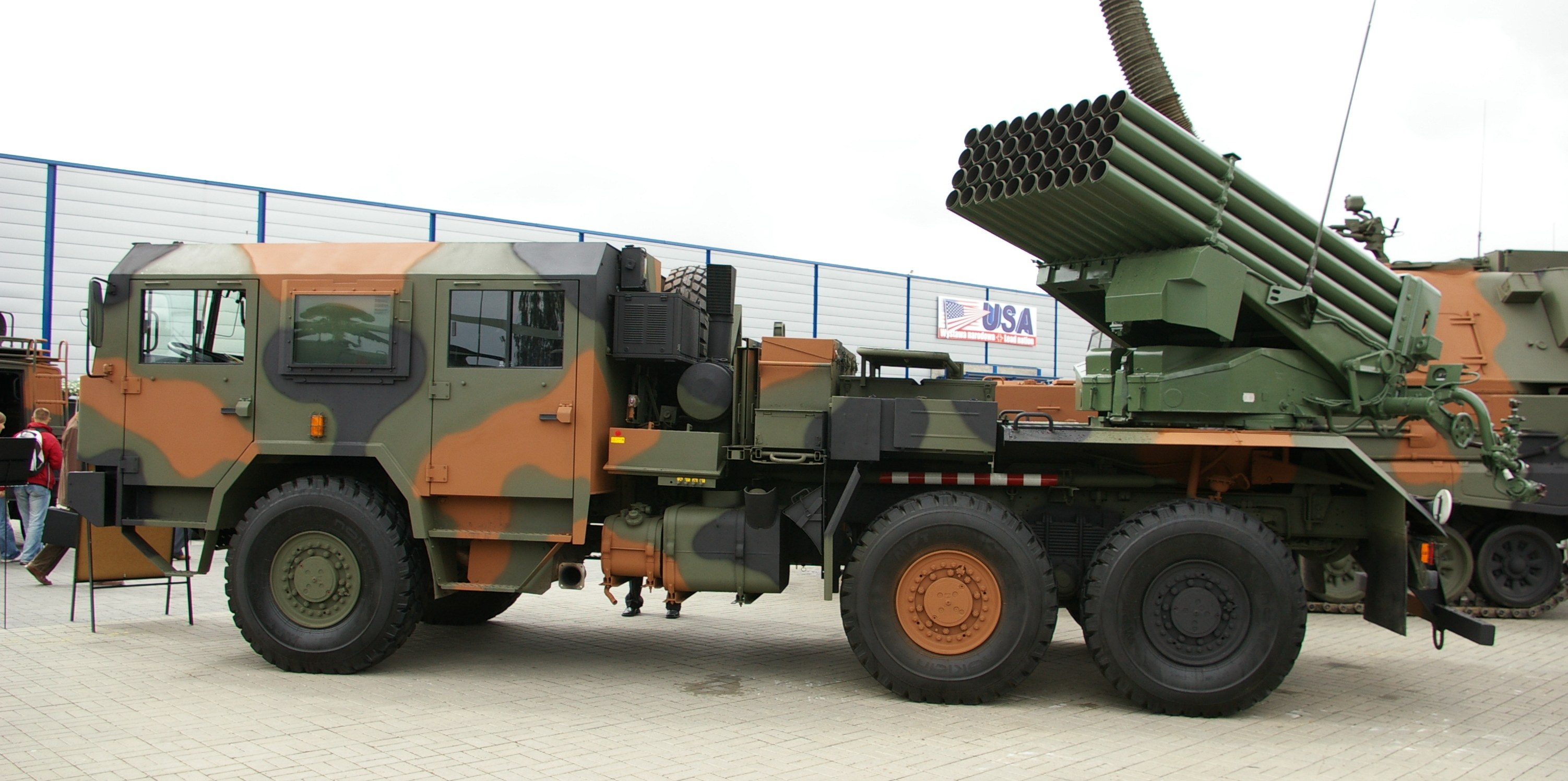
Wyrzutnia WR-40 Langusta produkowana w Hucie Stalowa Wola

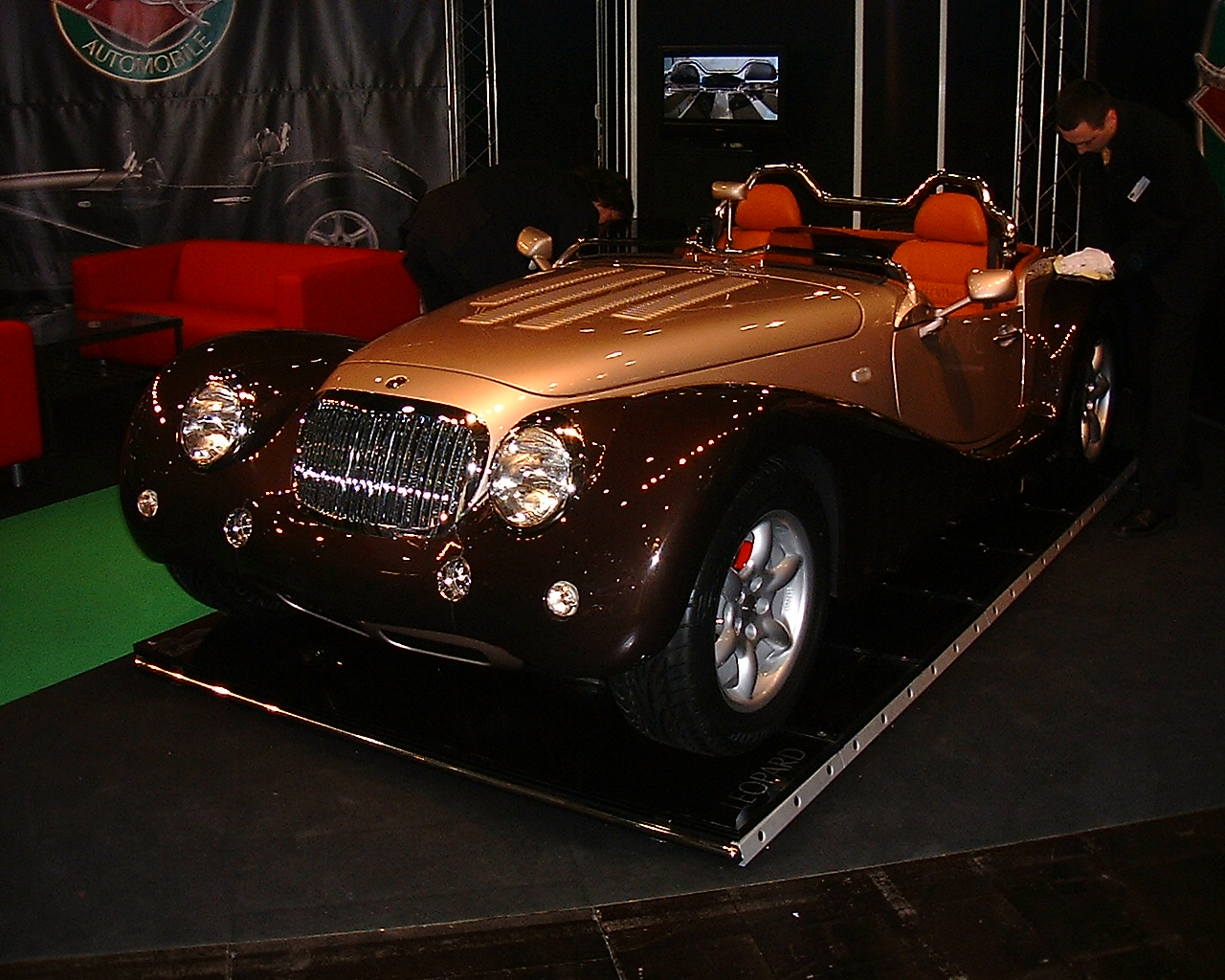
Leopard 6 Litre Roadster – luksusowy samochód sportowy produkowany przez Leopard Automobile AB w Mielcu

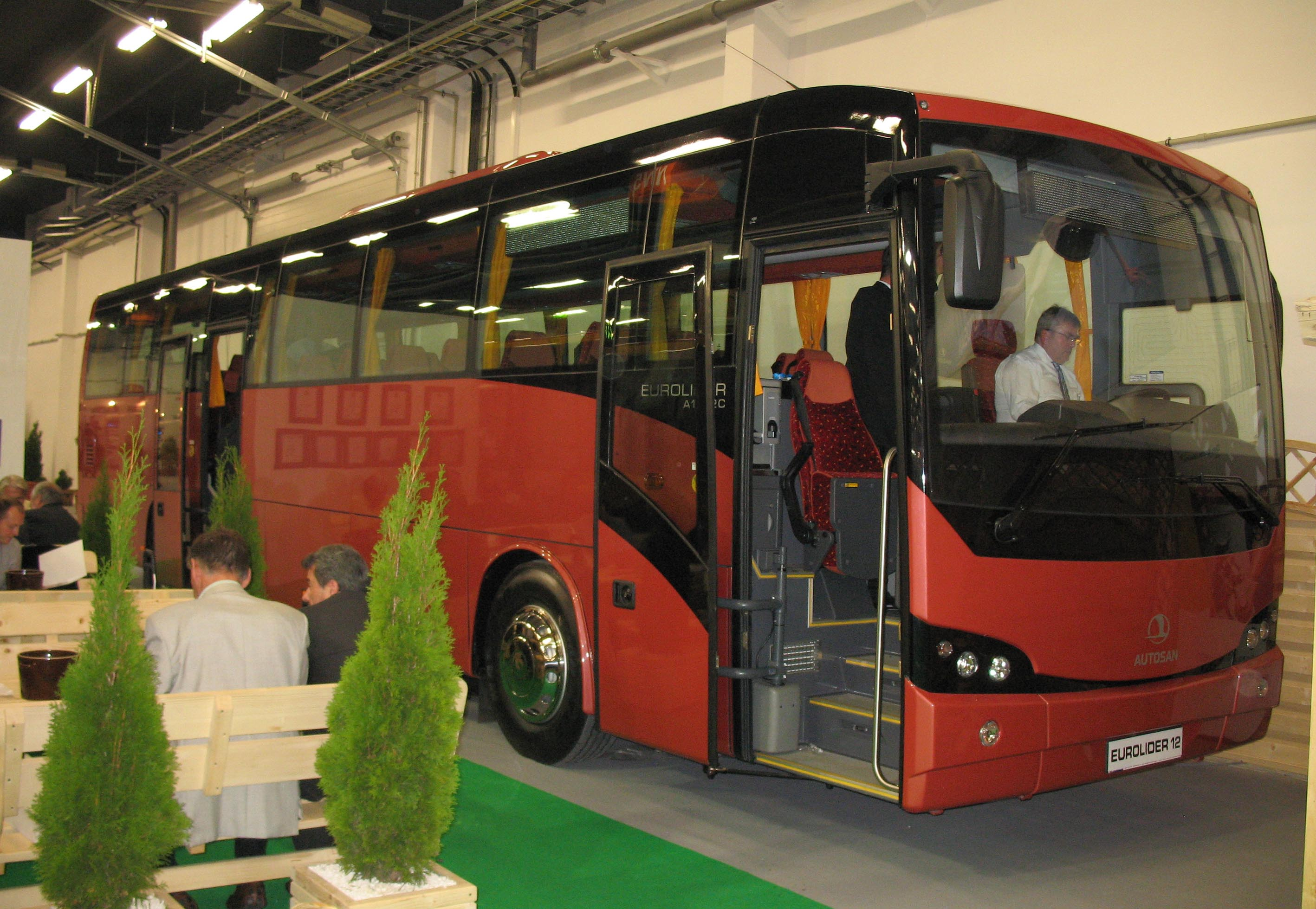
Autosan – marka autobusów produkowanych w Sanoku

W 2012 r. produkt krajowy brutto woj. podkarpackiego wynosił 62,4 mld zł, co stanowiło 3,9% PKB Polski. Produkt krajowy brutto na 1 mieszkańca wynosił 29,3 tys. zł (70,0% średniej krajowej), co plasowało podkarpackie na ostatnim miejscu względem innych województw.
Przeciętne miesięczne wynagrodzenie mieszkańca woj. podkarpackiego w 3. kwartale 2011 r. wynosiło 3074,48 zł, co lokowało je na 15. miejscu względem wszystkich województw.
We wrześniu 2019 liczba zarejestrowanych bezrobotnych w województwie obejmowała ok. 72,7 tys. mieszkańców, co stanowi stopę bezrobocia na poziomie 7,7% do aktywnych zawodowo.
W 2012 r. 7,0% mieszkańców w gospodarstwach domowych woj. podkarpackiego miało wydatki poniżej granicy ubóstwa skrajnego (tzn. znajdowało się poniżej minimum egzystencji).
W 2010 r. produkcja sprzedana przemysłu w woj. podkarpackim wynosiła 30,8 mld zł, co stanowiło 3,1% produkcji przemysłu Polski. Sprzedaż produkcji budowlano-montażowej w podkarpackim wynosiła 5,6 mld zł, co stanowiło 3,5% tej sprzedaży Polski.
Podkarpackie gospodarstwa rolne są jednak bardzo rozdrobnione, co bardzo negatywnie wpływa na ich rentowność i rzadko kiedy jest jedynym źródłem utrzymania rodziny.
Na terenie województwa podkarpackiego funkcjonuje największy w Polsce klaster przemysłu lotniczego – Dolina Lotnicza. Cechuje go duża koncentracja firm przemysłu lotniczego, ośrodków naukowo-badawczych oraz rozwinięte zaplecze edukacyjne i szkoleniowe. Centrum Doliny Lotniczej znajduje się w stolicy regionu Rzeszowie, a głównymi ośrodkami Doliny Lotniczej obok Rzeszowa są największe przemysłowe miasta województwa: Mielec, Krosno, Dębica, Stalowa Wola oraz Sędziszów Małopolski oraz miasta spoza regionu Bielsko-Biała i Świdnik. W większości z tych miast funkcjonują porty lotnicze Rzeszów: RZE, Świdnik LUZ oraz czynne cywilne lotniska sportowe: lotnisko Bielsko-Biała Aleksandrowice, Lotnisko Krosno, lotnisko Mielec, Lotnisko Stalowa Wola-Turbia.
Surowcami kopalnymi są siarka, ropa naftowa oraz gaz ziemny. Surowce mineralne są wydobywane głównie w górzystej, południowej części województwa: piaskowce, wapienie, gipsy (w tym gips alabastrowy), glinki ceramiczne, piaski (w tym piaski szklarskie) i żwiry, a także torf, wody mineralne i geotermalne. Swoją siedzibę mają tutaj największe polskie koncerny naftowo – gazowe: PGNiG Technologie w Krośnie oraz jeden z trzech polskich oddziałów PGNiG w Sanoku. W okolicach Rzeszowa oraz Sanoka znajdują się największe w Polsce podziemne magazyny gazu ziemnego w Brzeźnicy, Husowie, Strachocinie oraz Swarzowie. Ze względu na duże złoża ropy naftowej zlokalizowano tutaj trzy rafinerie w Jaśle, Jedliczu oraz Gorlicach.
Specjalne strefy ekonomiczne:
- Specjalna Strefa Ekonomiczna Euro-Park Mielec
- Tarnobrzeska Specjalna Strefa Ekonomiczna Euro-Park Wisłosan

Parki przemysłowe i technologiczne:
- Mielecki Park Przemysłowy
- Park Przemysłowy „Stare-Miasto Park”
- Podkarpacki Park Naukowo-Technologiczny
- Park Przemysłowy Lubaczów „Brama na Wschód”

## Transport

### Transport drogowy
- Gęstość dróg krajowych w regionie wynosi 4,2 km/100 km²,
- Gęstość dróg wojewódzkich w regionie wynosi 8,8 km/100 km²,
- Gęstość dróg powiatowych w regionie wynosi 36,0 km/100 km²,
- Gęstość dróg gminnych w regionie wynosi 30,6 km/100 km²[30].

Autostrady:
- A4E40  Autostrada A4: granica państwa (Niemcy) – Jędrzychowice – Zgorzelec – Bolesławiec – Krzyżowa – Legnica – Wrocław – Opole – Gliwice – Katowice – Mysłowice – Balice – Kraków – Tarnów – Dębica – Jasionka – Rzeszów – Jarosław – Korczowa – granica państwa (Ukraina)

Drogi ekspresowe:
- S19 Droga ekspresowa S19 (na północ i południe od Rzeszowa dalej budowana)
- S74 Droga ekspresowa S74 (planowana)

Drogi krajowe
- 94 Droga krajowa nr 94: Jędrzychowice (węzeł „Zgorzelec”) – Bolesławiec – Krzywa – Chojnów – Legnica – Prochowice – Wrocław – Oława – Brzeg – Opole – Strzelce Opolskie – Toszek – Pyskowice – Zabrze – Bytom – Siemianowice Śląskie – Czeladź – Będzin – Sosnowiec – Dąbrowa Górnicza – Sławków – Olkusz – Modlniczka – ... – Kraków (węzeł „Kraków Wielicka”) – Wieliczka – Bochnia – Brzesko – Wojnicz – Tarnów – Pilzno – Dębica – Ropczyce – Sędziszów Małopolski – Rzeszów – Łańcut – Przeworsk – Jarosław – Radymno – Korczowa – granica państwa (Ukraina)
- 9E371  Droga krajowa nr 9: Radom – Skaryszew – Iłża – Kunów – Ostrowiec Świętokrzyski – Opatów – Lipnik – Klimontów – Łoniów – Tarnobrzeg (Nagnajów) – Nowa Dęba – Kolbuszowa – Głogów Małopolski – Rudna Mała (węzeł „Rzeszów Północ”)
- 19 Droga krajowa nr 19: granica państwa (Białoruś) – Kuźnica – Białystok – Siemiatycze – Międzyrzec Podlaski – Kock – Lubartów – Lublin – Kraśnik – Janów Lubelski – Nisko – Sokołów Małopolski – Rzeszów – Babica – Lutcza – Domaradz – Miejsce Piastowe – Dukla – Barwinek – granica państwa (Słowacja)
- 28 Droga krajowa nr 28: Zator – Wadowice – Rabka-Zdrój – Limanowa – Nowy Sącz – Gorlice – Jasło – Krosno – Miejsce Piastowe – Sanok – Kuźmina – Bircza – Przemyśl – Medyka – granica państwa (Ukraina)
- 73 Droga krajowa nr 73: Wiśniówka – Kielce – Morawica – Busko-Zdrój – Szczucin – Dąbrowa Tarnowska – Tarnów – Pilzno – Jasło
- 77 Droga krajowa nr 77: Lipnik – Sandomierz – Gorzyce – Stalowa Wola – Nisko – Leżajsk – Tryńcza – Jarosław – Radymno – Żurawica – Przemyśl
- 84 Droga krajowa nr 84: Zabłotce – Sanok – Zagórz – Lesko – Olszanica – Ustrzyki Dolne – Krościenko – granica państwa (Ukraina)
- 97 Droga krajowa nr 97: Terliczka (węzeł „Rzeszów Wschód”) – Rzeszów

### Transport kolejowy

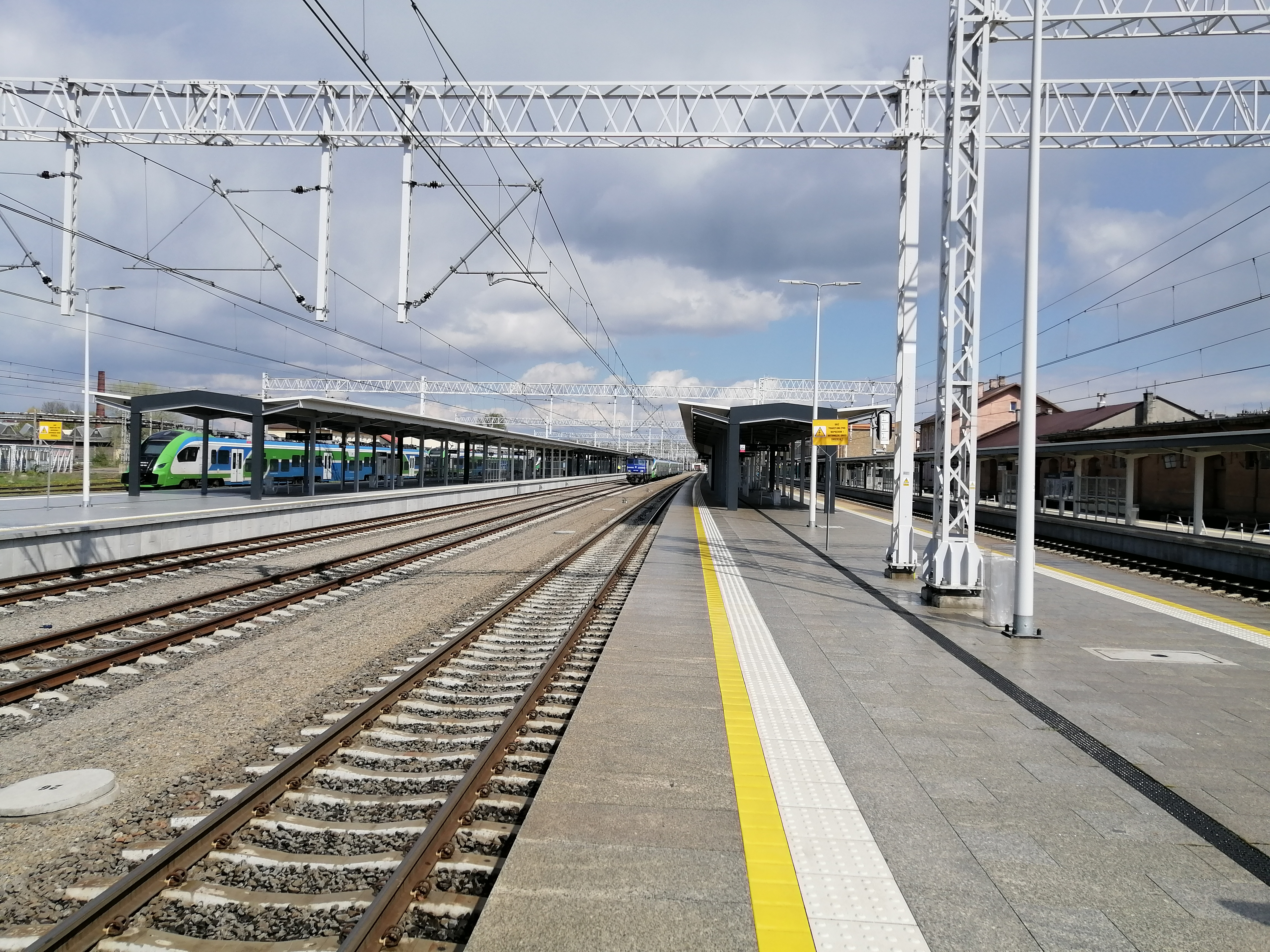
Rzeszów Główny – widok na perony

- linia kolejowa nr 25 – linia kolejowa Łódź Kaliska – Dębica
- linia kolejowa nr 65 – linia kolejowa Most na rzece Bug – Sławków Południowy LHS
- linia kolejowa nr 66 – linia kolejowa Zwierzyniec Towarowy – Stalowa Wola Południe
- linia kolejowa nr 68 – linia kolejowa Lublin Główny – Przeworsk
- linia kolejowa nr 70 – linia kolejowa Włoszczowice – Chmielów koło Tarnobrzega
- linia kolejowa nr 71 – linia kolejowa Ocice – Rzeszów Główny
- linia kolejowa nr 74 – linia kolejowa Sobów – Stalowa Wola Rozwadów
- linia kolejowa nr 78 – linia kolejowa Sandomierz – Grębów
- linia kolejowa nr 79 – linia kolejowa Padew – Wola Baranowska LHS
- linia kolejowa nr 91 – linia kolejowa Kraków Główny – Medyka
- Linia kolejowa nr 92 – linia kolejowa Przemyśl Główny – Medyka
- linia kolejowa nr 101 – linia kolejowa Munina – Hrebenne
- linia kolejowa nr 102 – linia kolejowa Przemyśl Główny – Malhowice
- linia kolejowa nr 106 – linia kolejowa Rzeszów Główny – Jasło
- linia kolejowa nr 107 – linia kolejowa Nowy Zagórz – Łupków
- linia kolejowa nr 108 – linia kolejowa Stróże – Krościenko
- Linia kolejowa nr 615 – Przemyśl – Przemyśl Bakończyce
- Linia kolejowa nr 617 – linia kolejowa Zagórz R46 – Zagórz R101

#### Tabor kolejowy

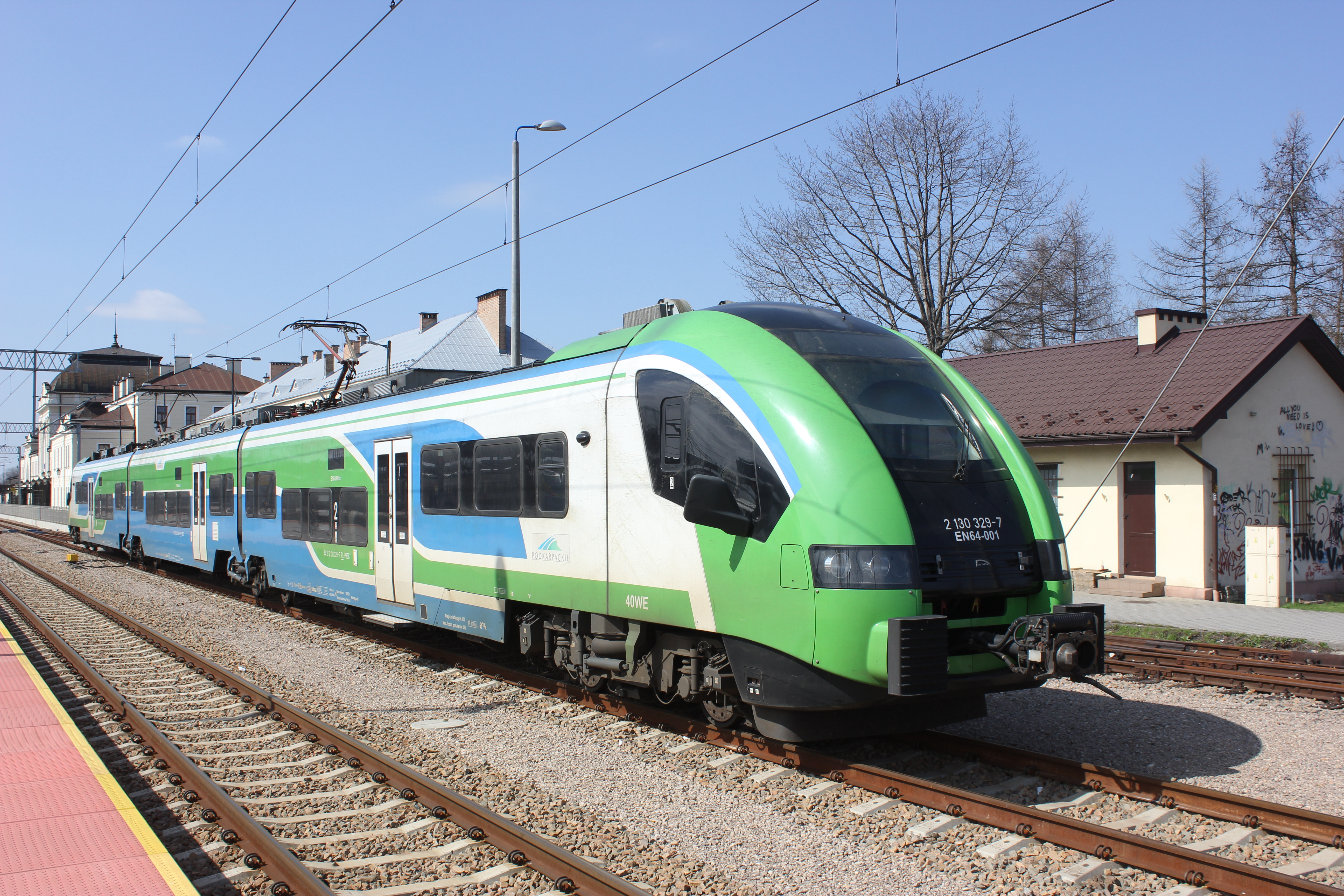
EN64 Acatus Plus

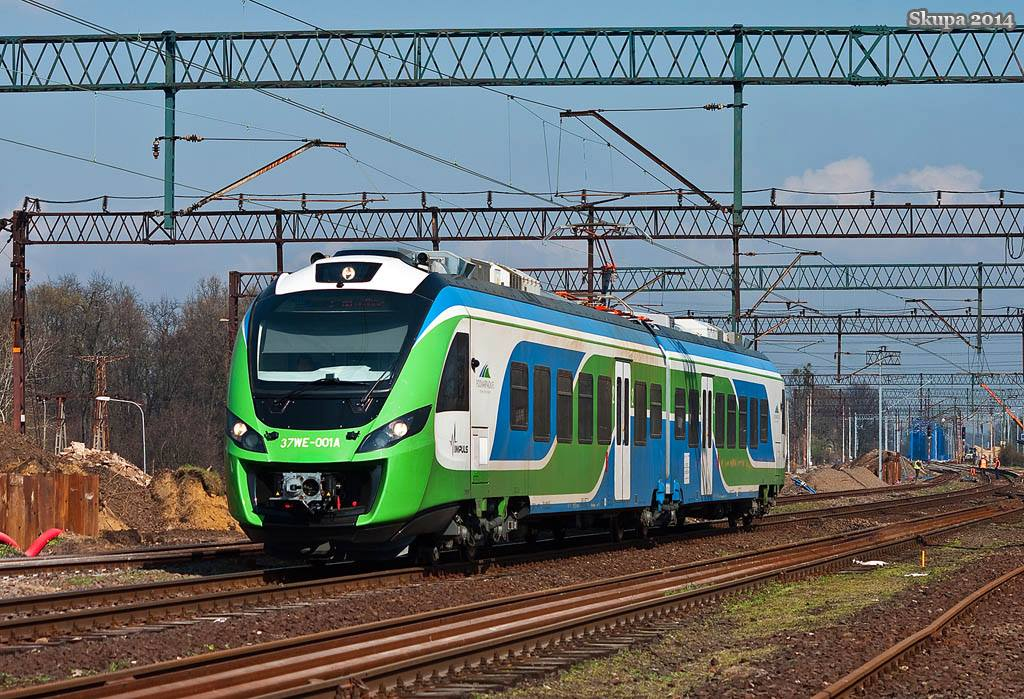
EN98 Impuls

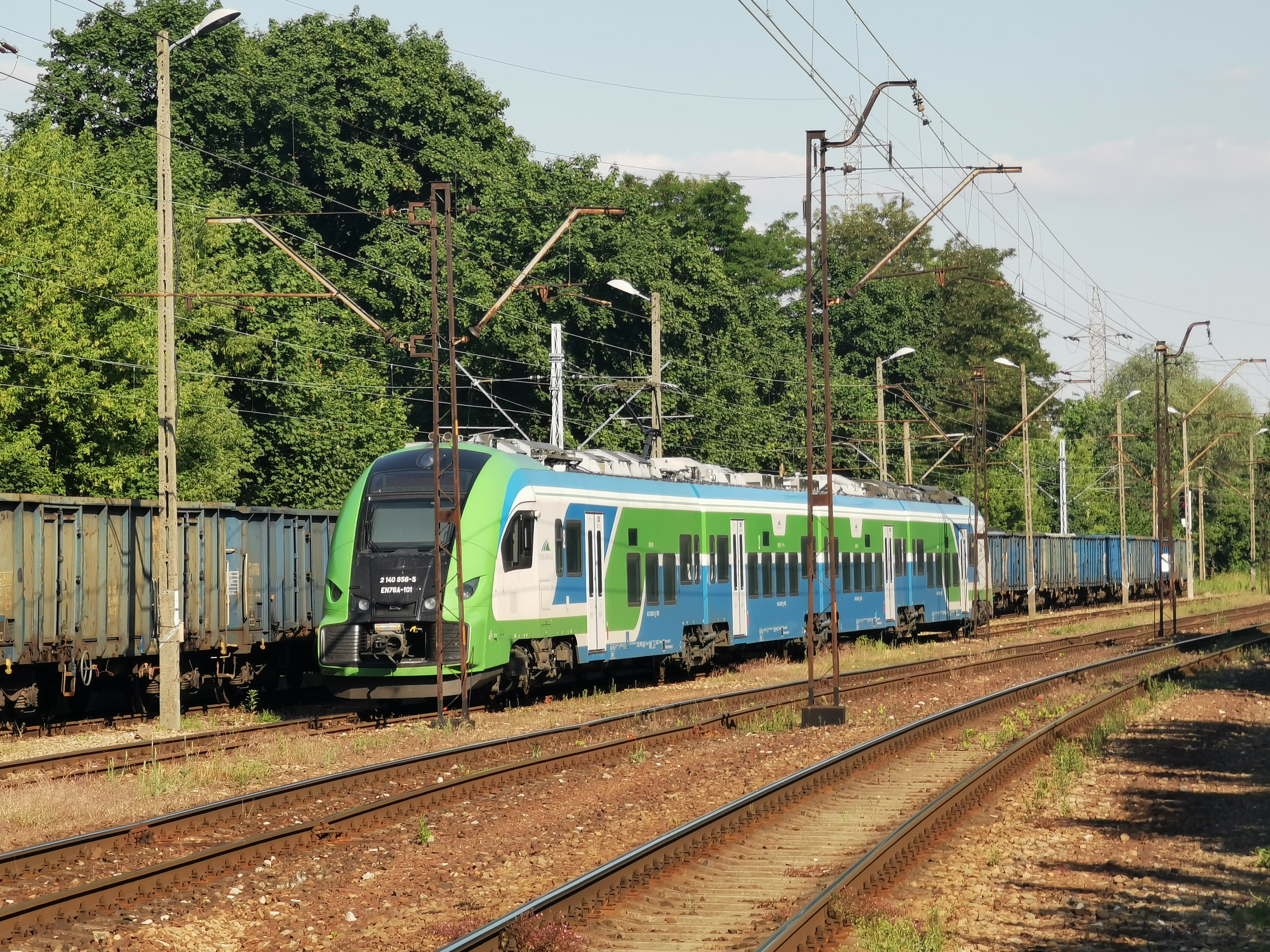
EN76A Elf II

Województwo podkarpackie jest właścicielem 49 pojazdów zakupionych przez Urząd Marszałkowski.
| Seria            | Typ    | Numery         | Liczba | Producent               | Użytkownik | Źródło               |
| ---------------- | ------ | -------------- | ------ | ----------------------- | ---------- | -------------------- |
| EN62A Elf II     | 21WEb  | 101 ÷ 105      | 5      | Pesa Bydgoszcz          | Polregio   | [ 31 ]               |
| EN63 Impuls      | 36WE   | 001            | 1      | Newag                   | Polregio   | [ 32 ]               |
| EN63A Impuls     | 36WEa  | 019            | 1      | Newag                   | Polregio   | [ 33 ]               |
| EN63B Impuls II  | 36WEdb | 101 ÷ 108      | 8      | Newag                   | Polregio   | [ 34 ] [ 35 ]        |
| EN64 Acatus Plus | 40WE   | 001, 005       | 2      | Pesa Bydgoszcz          | Polregio   | [ 36 ]               |
| EN76A Elf II     | 22WEf  | 101 ÷ 102      | 2      | Pesa Bydgoszcz          | Polregio   | [ 37 ] [ 38 ]        |
| EN98 Impuls      | 37WE   | 001 ÷ 002      | 2      | Newag                   | Polregio   | [ 39 ]               |
| 31WE Impuls II   | 31WEbb | 001 ÷ 008      | 8      | Newag                   | Polregio   | [ 40 ] [ 41 ]        |
| 36WE Impuls II   | 36WEhb | 001 ÷ 004      | 4      | Newag                   | Polregio   | [ 40 ] [ 41 ] [ 42 ] |
| SA103            | 214Ma  | 001 ÷ 002      | 2      | Pesa Bydgoszcz          | Polregio   | [ 43 ]               |
| SA109            | 212M   | 007, 010       | 2      | Kolzam                  | Polregio   | [ 43 ]               |
| SA134            | 218Md  | 022, 029       | 2      | ZNTK „Mińsk Mazowiecki” | Polregio   | [ 43 ]               |
| SA135            | 214Ma  | 010 ÷ 014, 023 | 6      | ZNTK „Mińsk Mazowiecki” | Polregio   | [ 43 ] [ 44 ]        |
| SA140            | 222Ma  | 001 ÷ 004      | 4      | Newag                   | Polregio   | [ 45 ] [ 46 ]        |

#### Koleje wąskotorowe

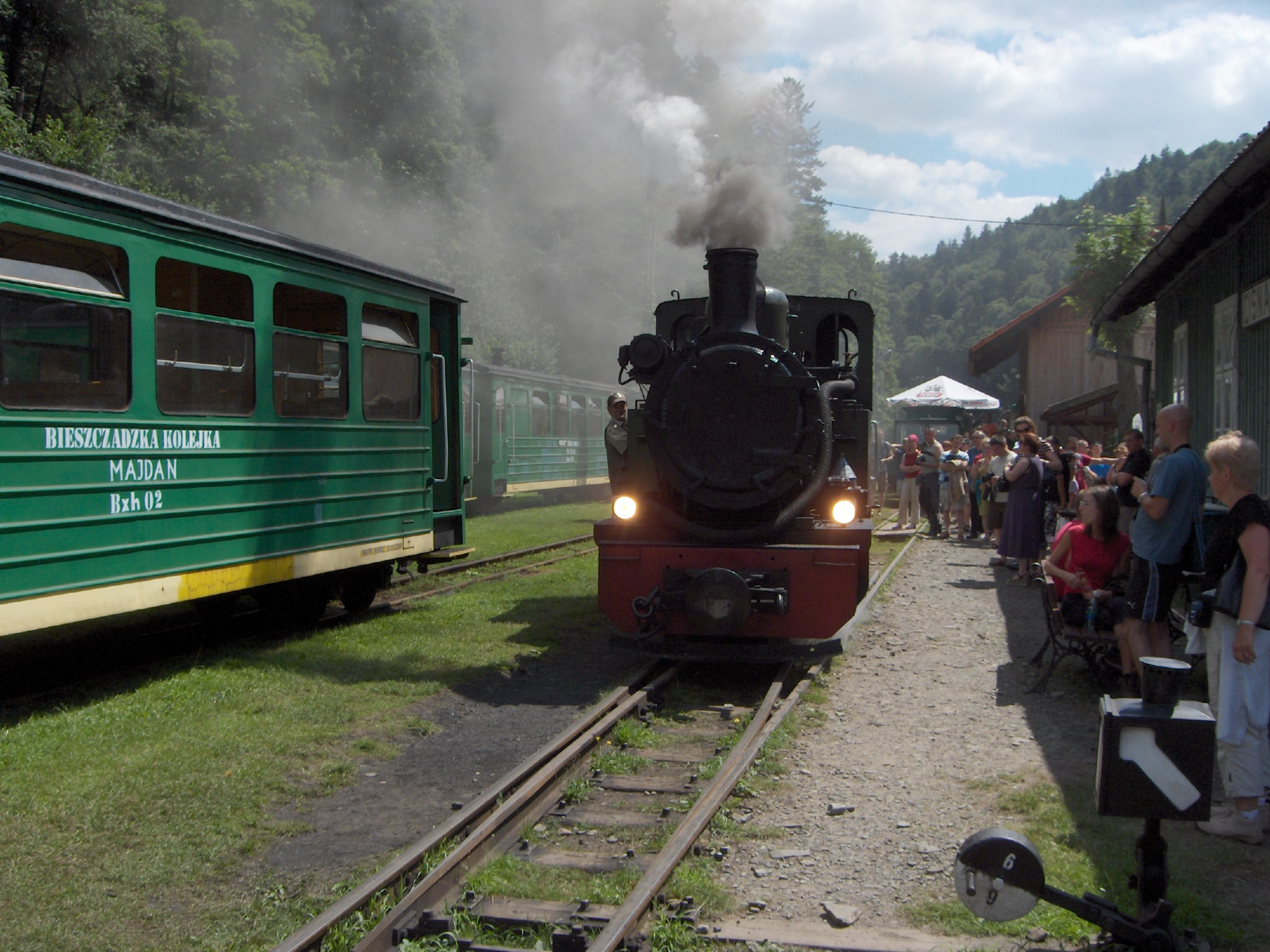
Bieszczadzka Kolejka Leśna

- Bieszczadzka Kolejka Leśna
- Przeworska Kolej Dojazdowa

### Transport lotniczy
- Port lotniczy Rzeszów-Jasionka (międzynarodowy)
- Lotnisko Krosno
- Lotnisko Mielec
- Lotnisko Stalowa Wola-Turbia
- Lotnisko Stara Wieś
- Lądowisko Sanok-Baza
- Lądowisko Sanok-Szpital
- Szybowisko Bezmiechowa Górna
- Szybowisko Weremień

### Przejścia graniczne
Drogowe:

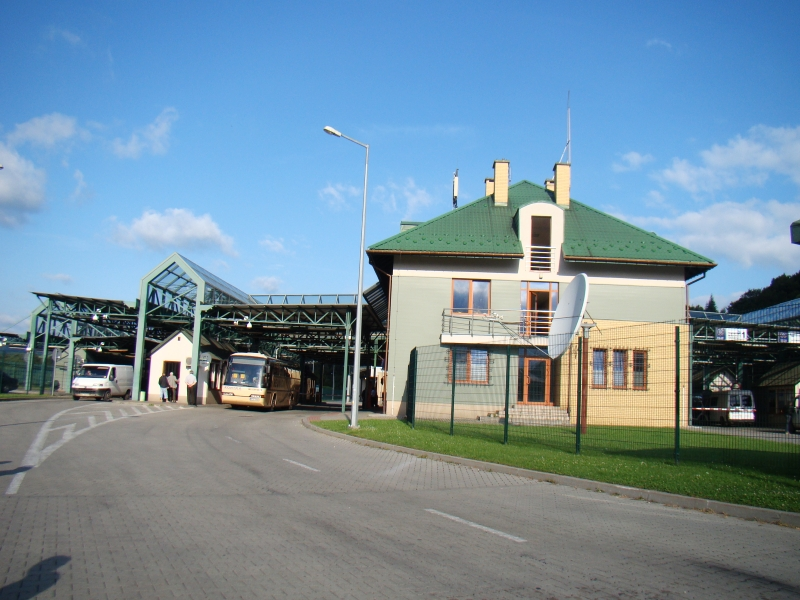
Przejście graniczne Krościenko-Smolnica – widok od strony UA na wyjazd z Polski

- przejście graniczne Korczowa-Krakowiec
- przejście graniczne Budomierz-Hruszów
- przejście graniczne Krościenko-Smolnica
- przejście graniczne Medyka-Szeginie
- przejście graniczne Malhowice-Niżankowice
- przejście graniczne Ożenna – Niżna Polianka
- przejście graniczne Barwinek – Vyšný Komárnik
- przejście graniczne Radoszyce – Palota

Kolejowe:
- przejście graniczne Krościenko-Chyrów
- przejście graniczne Przemyśl-Mościska
- przejście graniczne Werchrata-Rawa Ruska
- Przejście graniczne Łupków-Palota

Lotnicze przejścia graniczne:
- Port lotniczy Rzeszów-Jasionka

## Kultura

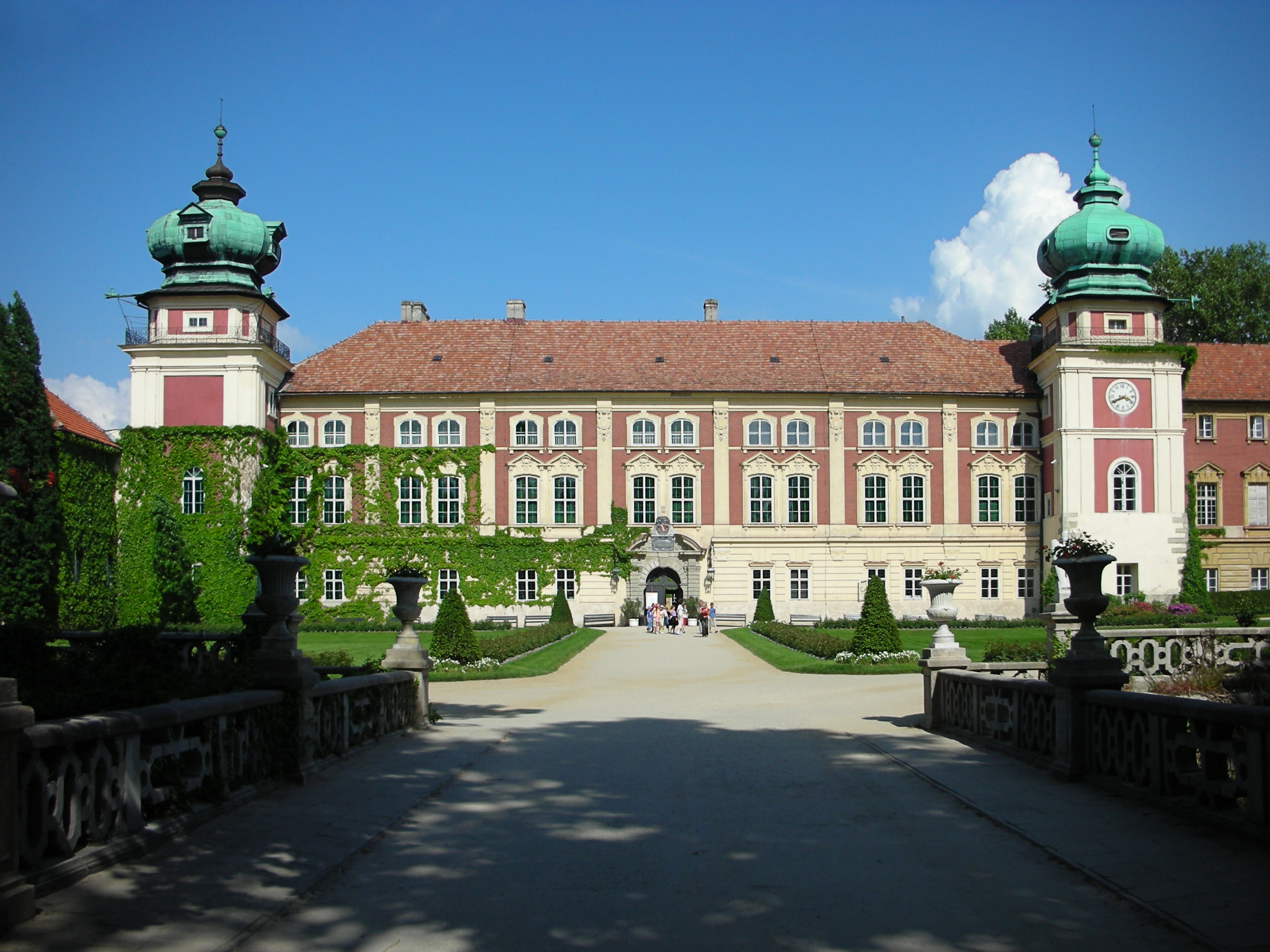
Zamek Lubomirskich w Łańcucie

Instytucje kultury samorządu województwa:

Teatr im. Wandy Siemaszkowej w Rzeszowie

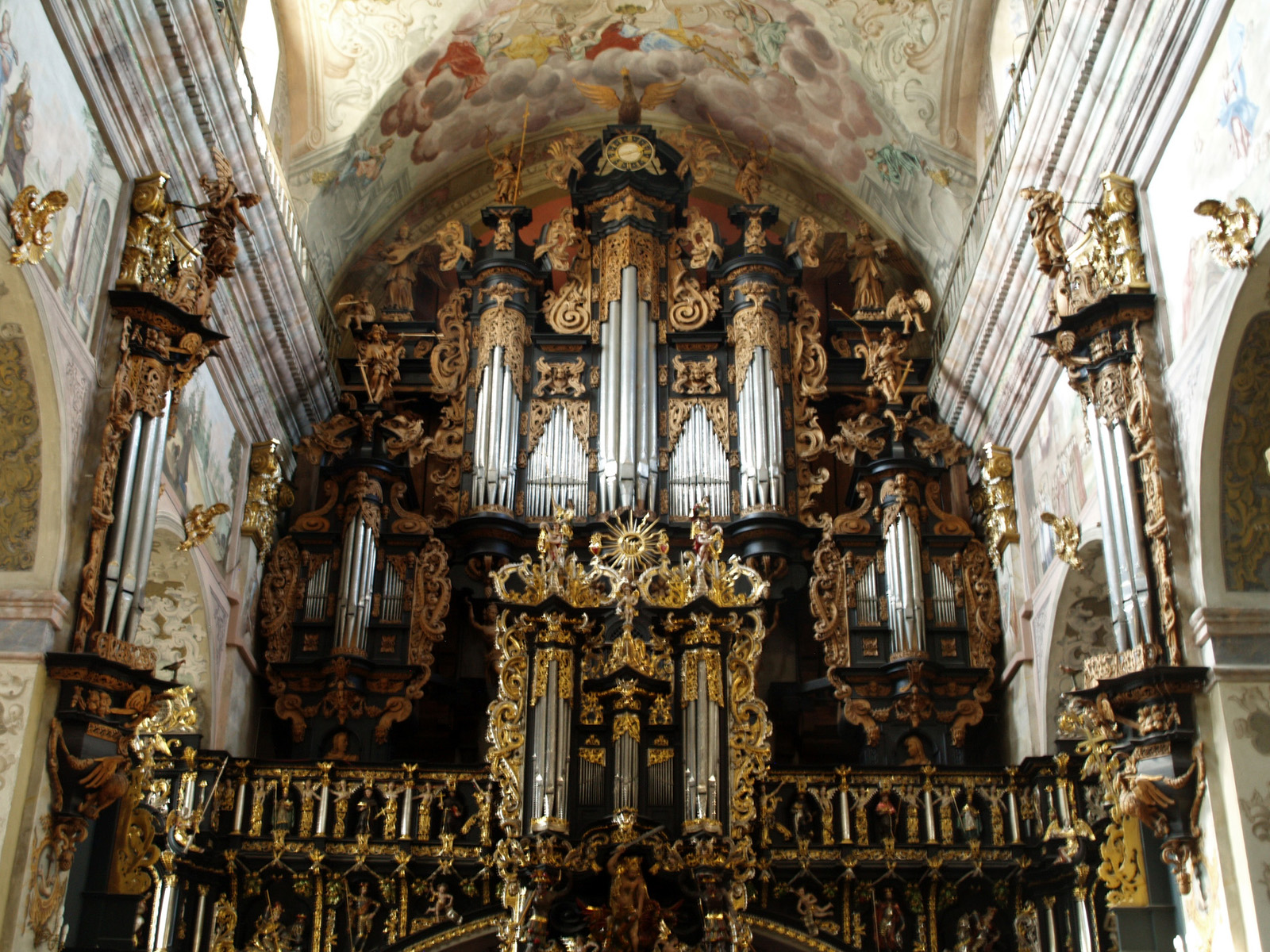
Organy w bazylice Zwiastowania Najświętszej Maryi Panny w Leżajsku

- Arboretum i Zakład Fizjografii w Bolestraszycach,
- Centrum Kulturalne w Przemyślu,
- Filharmonia Podkarpacka im. Artura Malawskiego w Rzeszowie,
- Galeria Sztuki Współczesnej w Przemyślu,
- Muzeum Kultury Ludowej w Kolbuszowej,
- Muzeum Podkarpackie w Krośnie,
- Muzeum – Zamek w Łańcucie,
- Muzeum Narodowe Ziemi Przemyskiej w Przemyślu,
- Muzeum Okręgowe w Rzeszowie,
- Muzeum Budownictwa Ludowego w Sanoku,
- Muzeum Marii Konopnickiej w Żarnowcu,
- Teatr im. Wandy Siemaszkowej w Rzeszowie,
- Wojewódzka i Miejska Biblioteka Publiczna w Rzeszowie,
- Wojewódzki Dom Kultury w Rzeszowie,

## Nauka i oświata
- Rzeszów

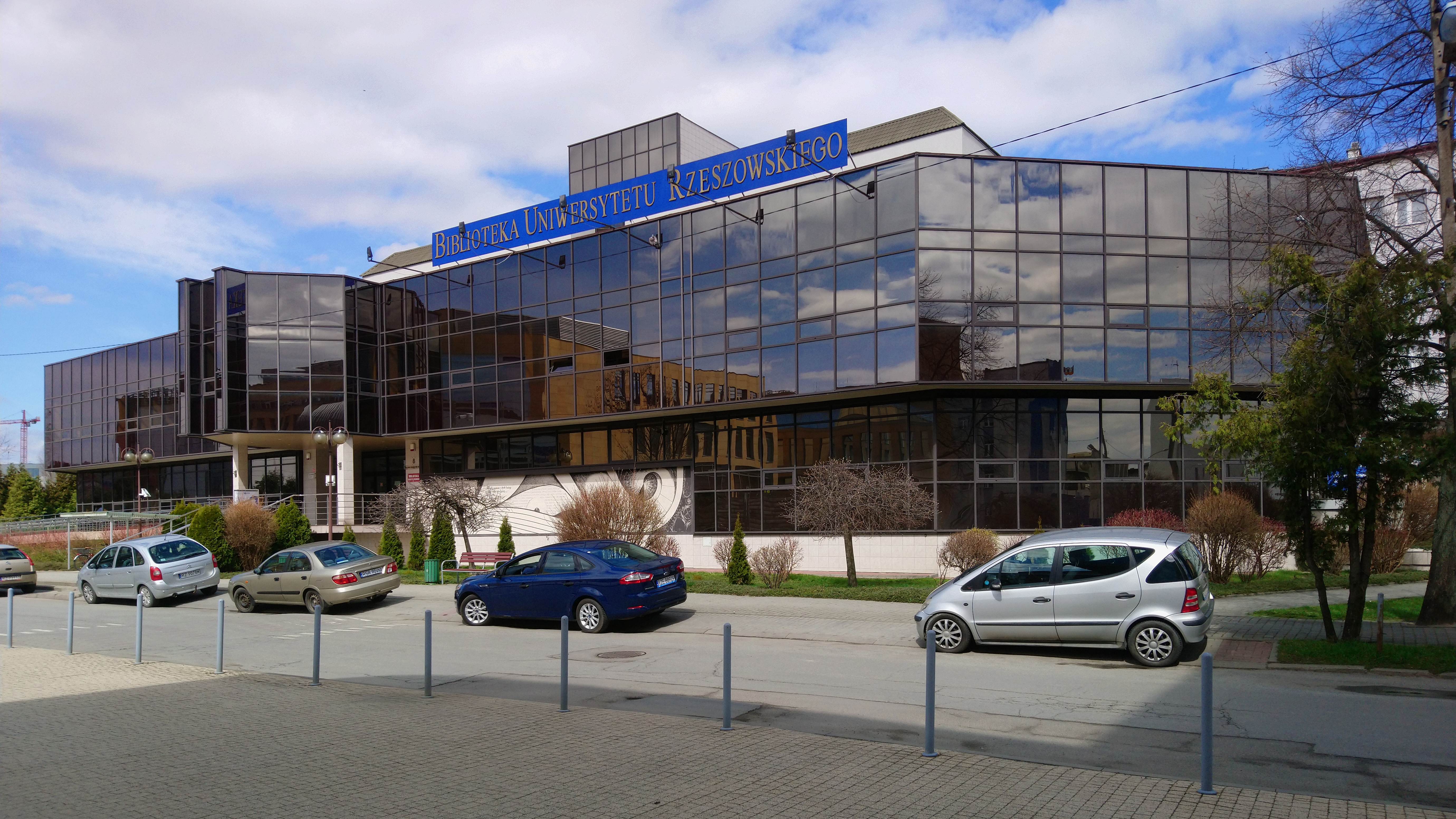
Biblioteka Uniwersytetu Rzeszowskiego

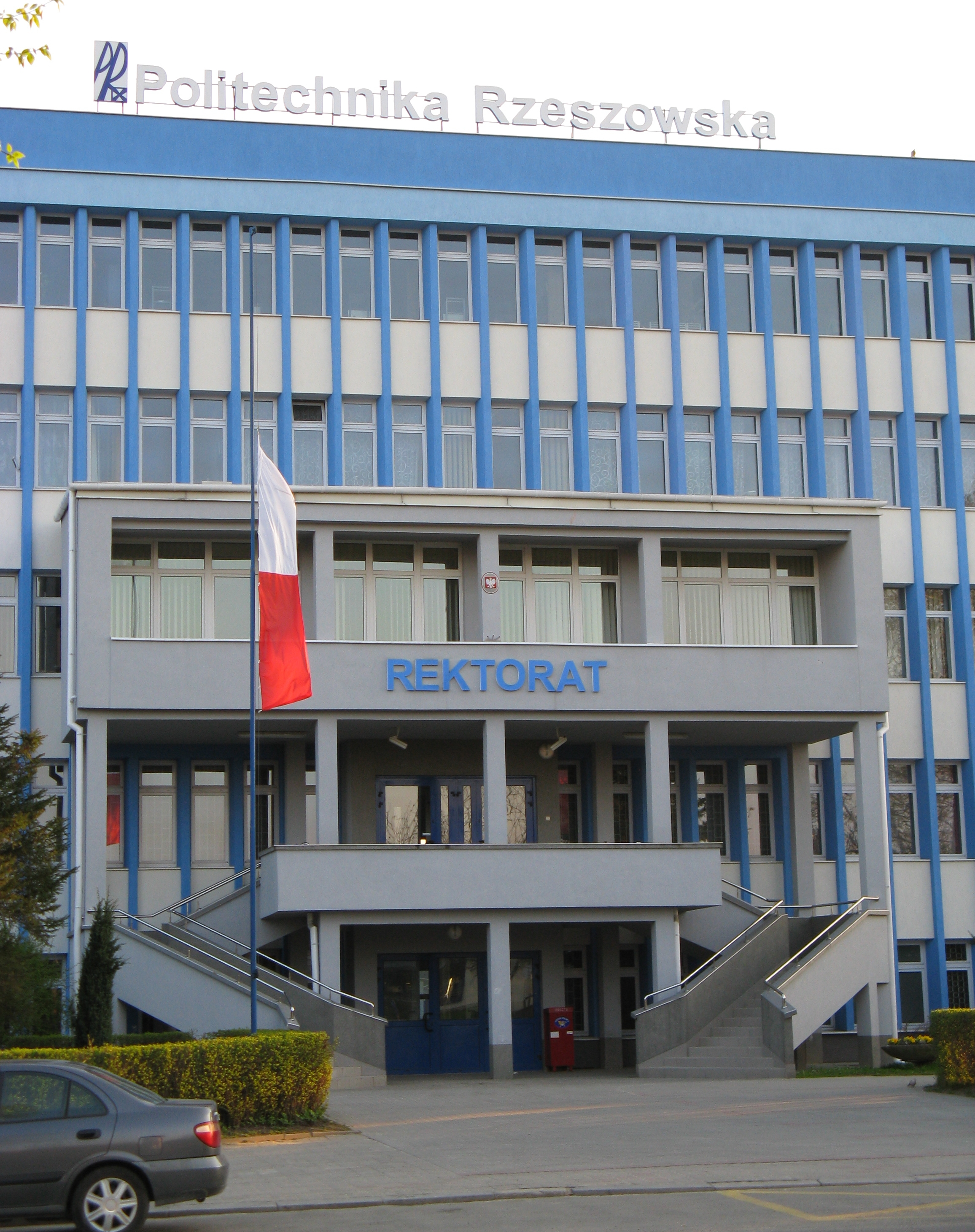
Politechnika Rzeszowska – bud. A (WEiI, dawniej Rektorat)

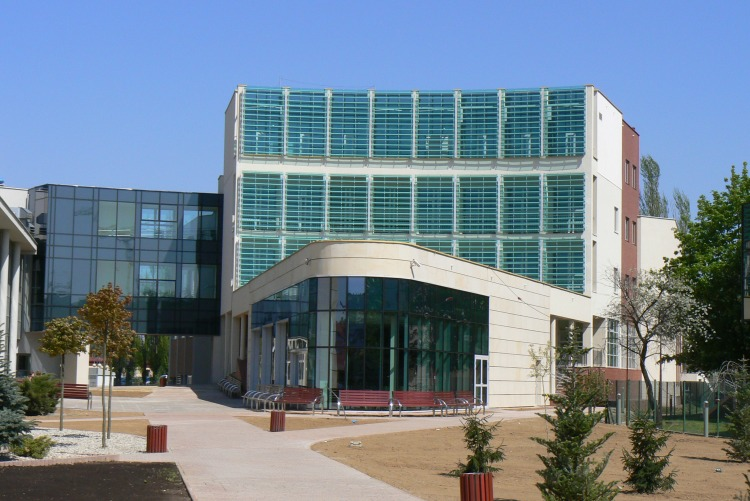
WSPiA Rzeszowska Szkoła Wyższa

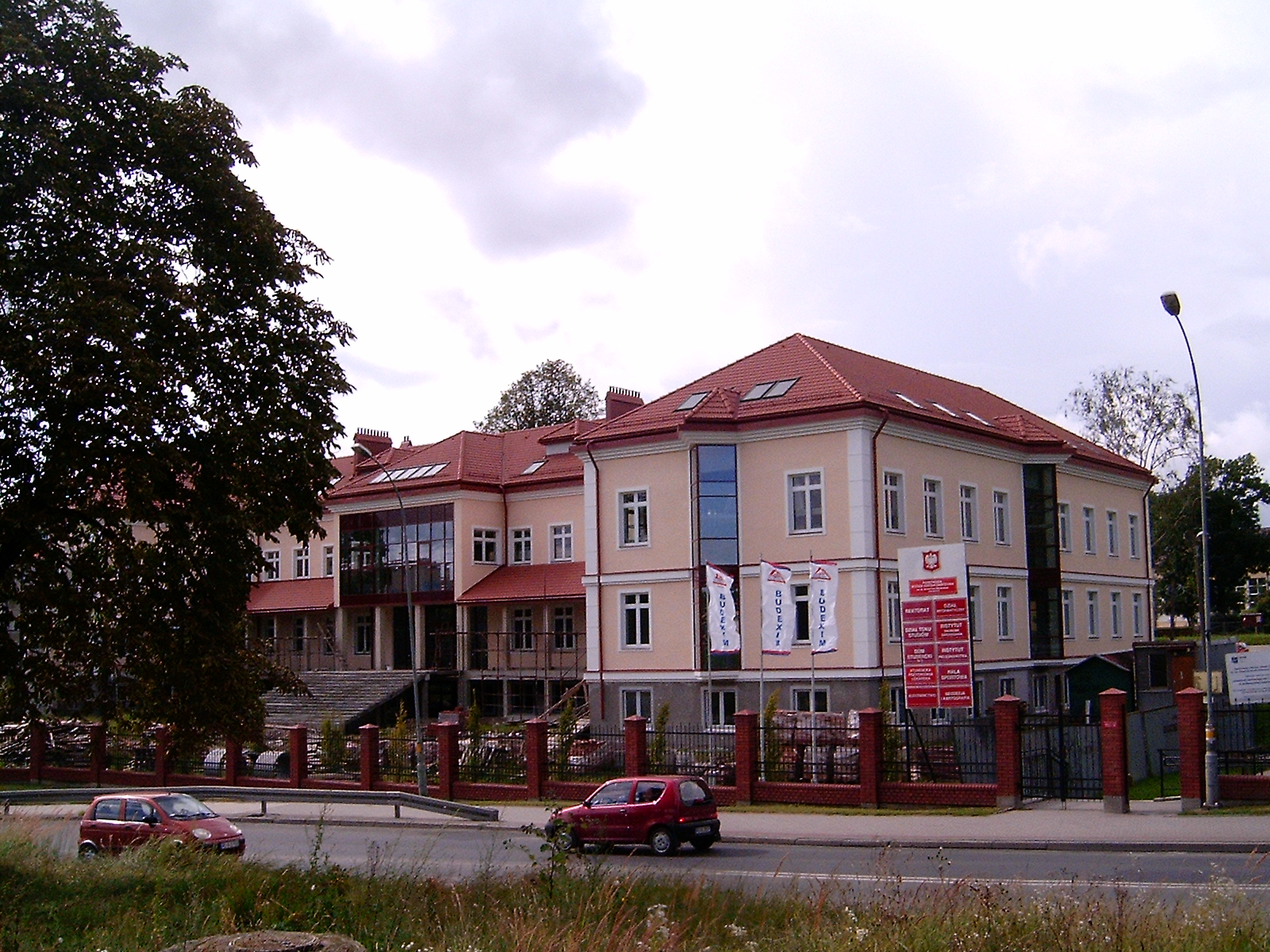
Budynek biblioteki Państwowej Wyższej Szkoły Techniczno-Ekonomicznej w Jarosławiu

  - Uniwersytet Rzeszowski (z 12 wydziałami, w tym Wydziałem Medycznym będącym podwalinami do utworzenia Wyższej Szkoły Medycznej w Rzeszowie. W roku 2015 uruchomiono kierunek lekarski)
  - Politechnika Rzeszowska im. Ignacego Łukasiewicza (największa uczelnia techniczna południowo-wschodniej Polski, z ośrodkiem kształcenia pilotów lotnictwa cywilnego)
  - Wyższe Seminarium Duchowne w Rzeszowie
  - Wyższa Szkoła Informatyki i Zarządzania w Rzeszowie (największa niepubliczna uczelnia wyższa na Podkarpaciu)
  - Nauczycielskie Kolegium Języków Obcych w Rzeszowie
  - Szkoła Języków Obcych i Zarządzania PROMAR w Rzeszowie
  - WSPiA Rzeszowska Szkoła Wyższa
  - Wyższa Szkoła Inżynieryjno-Ekonomiczna
- Przemyśl

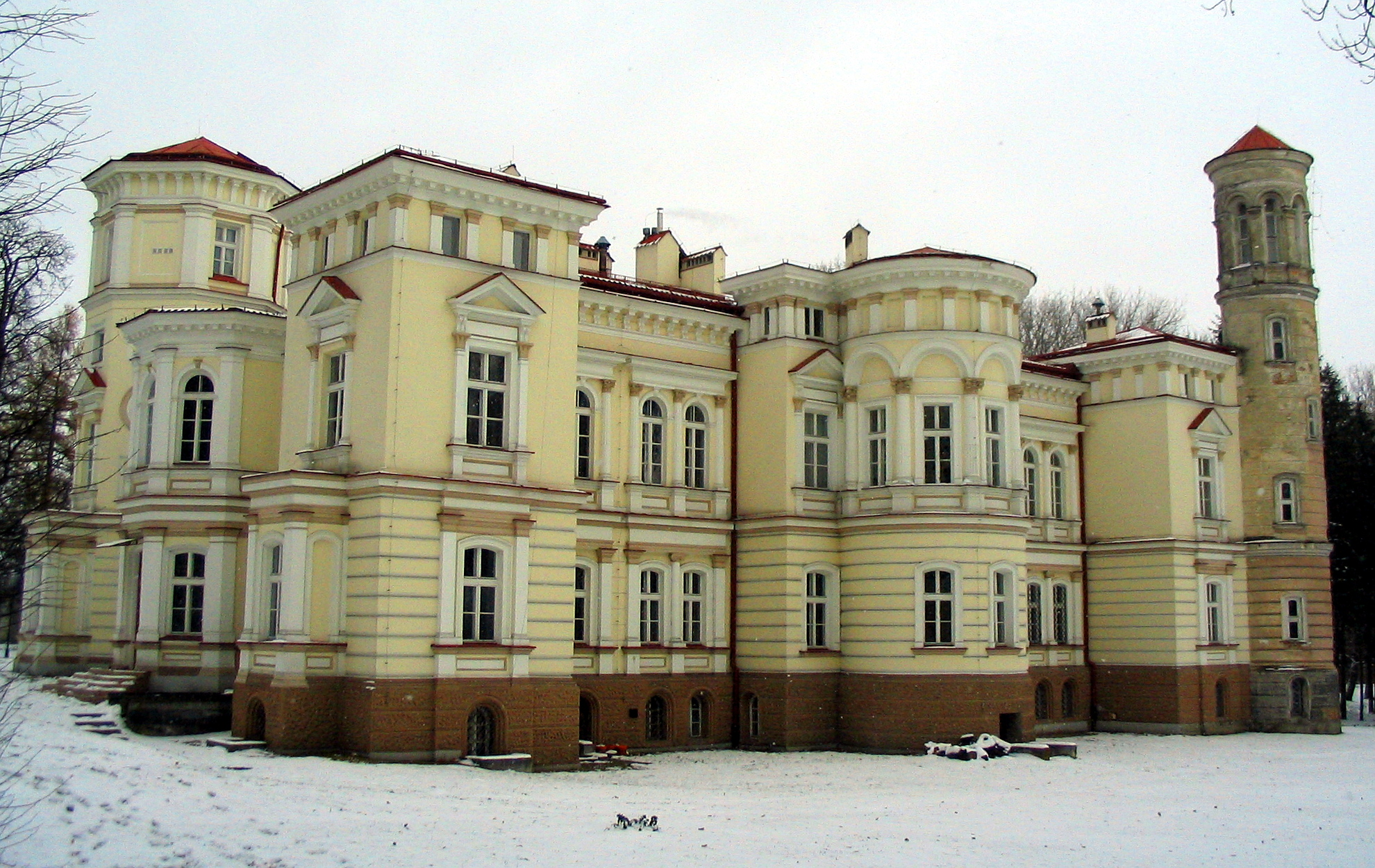
Główny budynek Państwowej Wyższej Szkoły Wschodnioeuropejskej w Przemyślu, Pałac Lubomirskich

- - Państwowa Wyższa Szkoła Wschodnioeuropejska w Przemyślu
  - Wyższa Szkoła Gospodarcza w Przemyślu
  - Wyższa Szkoła Informatyki i Zarządzania w Przemyślu
  - Nauczycielskie Kolegium Języków Obcych w Przemyślu
  - Wyższe Seminarium Duchowne w Przemyślu
- Tarnobrzeg
  - Państwowa Wyższa Szkoła Zawodowa im. prof. Stanisława Tarnowskiego w Tarnobrzegu
  - Zespół Kolegiów Nauczycielskich w Tarnobrzegu
  - Wyższa Szkoła Handlowa w Kielcach Wydział Zamiejscowy w Tarnobrzegu[47]
  - Profesjonalna Szkoła Biznesu
  - Małopolska Szkoła Handlowa
  - Szkoła Zarządzania
- Krosno
  - Państwowa Wyższa Szkoła Zawodowa w Krośnie – (14 kierunków kształcenia) z jednostkami: Instytut Politechniczny, Instytut Kultury Fizycznej, Instytut Humanistyczny, Instytut Zdrowia i Gospodarki, Studium Języków Obcych i Nauk Społecznych, Studium Nauk Matematyczno-Przyrodniczych, Studium Wychowania Fizycznego i Sportu.
  - Państwowe Pomaturalne Studium Kształcenia Animatorów Kultury i Bibliotekarzy w Krośnie
  - Niepubliczna Szkoła Biznesu w Krośnie
  - Wyższa Szkoła Informatyki i Zarządzania w Rzeszowie Oddział w Krośnie
  - Akademia Górniczo-Hutnicza w Krakowie – oddział w Krośnie
- Dębica
  - Uniwersytet Ekonomiczny w Krakowie – Zamiejscowy Wydział Rozwoju Regionalnego w Dębicy
  - Wyższa Szkoła Informatyki i Zarządzania w Rzeszowie – Centrum Edukacyjne w Dębicy
  - Nauczycielskie Kolegium Języków Obcych w Dębicy
- Jarosław
  - Państwowa Wyższa Szkoła Techniczno-Ekonomiczna im. ks. Bronisława Markiewicza w Jarosławiu
  - Akademia Humanistyczno-Ekonomiczna w Łodzi – Zamiejscowy Ośrodek Dydaktyczny w Jarosławiu
  - Nauczycielskie Kolegium Języków Obcych w Jarosławiu
- Jasło
  - Podkarpacka Szkoła Wyższa w Jaśle im. bł. księdza Władysława Findysza
- Leżajsk
  - Nauczycielskie Kolegium Języków Obcych w Leżajsku
- Mielec
  - Wyższa Szkoła Gospodarki i Zarządzania w Mielcu
  - Akademia Górniczo-Hutnicza w Krakowie – ośrodek zamiejscowy
  - Akademia Wychowania Fizycznego w Warszawie – ośrodek zamiejscowy
  - Niepubliczna Szkoła Biznesu w Mielcu
  - Nauczycielskie Kolegium Języków Obcych w Mielcu
  - Policealne Studium Medyczne
  - British School w Mielcu
- Przeworsk
  - Nauczycielskie Kolegium Języków Obcych w Przeworsku
- Nisko
  - Nauczycielskie Kolegium Języków Obcych w Nisku (Język angielski) – zlikwidowane z dniem 30.09.2015
  - Uniwersytet Radomski im. Kazimierza Pułaskiego
    - Wydział Transportu i Elektrotechniki – Zamiejscowy Ośrodek Dydaktyczny w Nisku

  - Wyższa Szkoła Bezpieczeństwa i Ochrony im. Marszałka Józefa Piłsudskiego z siedzibą w Warszawie
    - Wydział Zamiejscowy w Nisku
- Ropczyce
  - Wyższa Szkoła Inżynieryjno-Ekonomiczna w Ropczycach
  - Nauczycielskie Kolegium Języków Obcych w Ropczycach
- Sanok
  - Państwowa Wyższa Szkoła Zawodowa im. Jana Grodka w Sanoku
  - Nauczycielskie Kolegium Języków Obcych w Sanoku
  - Wyższa Szkoła Sanocka (o uprawnieniach publicznych)
  - Wydział zamiejscowy Uniwersytetu Śląskiego
  - Podkarpacka Szkoła Przedsiębiorczości (PSP)
  - Centrum Doskonalenia Nauczycieli w Sanoku
- Stalowa Wola
  - Katolicki Uniwersytet Lubelski
    - Wydział Zamiejscowy Prawa i Nauk o Społeczeństwie w Stalowej Woli

  - Wyższa Szkoła Ekonomiczna w Stalowej Woli
  - Polsko-Czeska Wyższa Szkoła Biznesu i Sportu „Collegium Glacense” z siedzibą w Stalowej Woli
  - Politechnika Rzeszowska
    - Wydział Mechaniczno-Technologiczny Politechniki Rzeszowskiej

## Zamki i pałace

Warowny Klasztor Karmelitów Bosych w Zagórzu

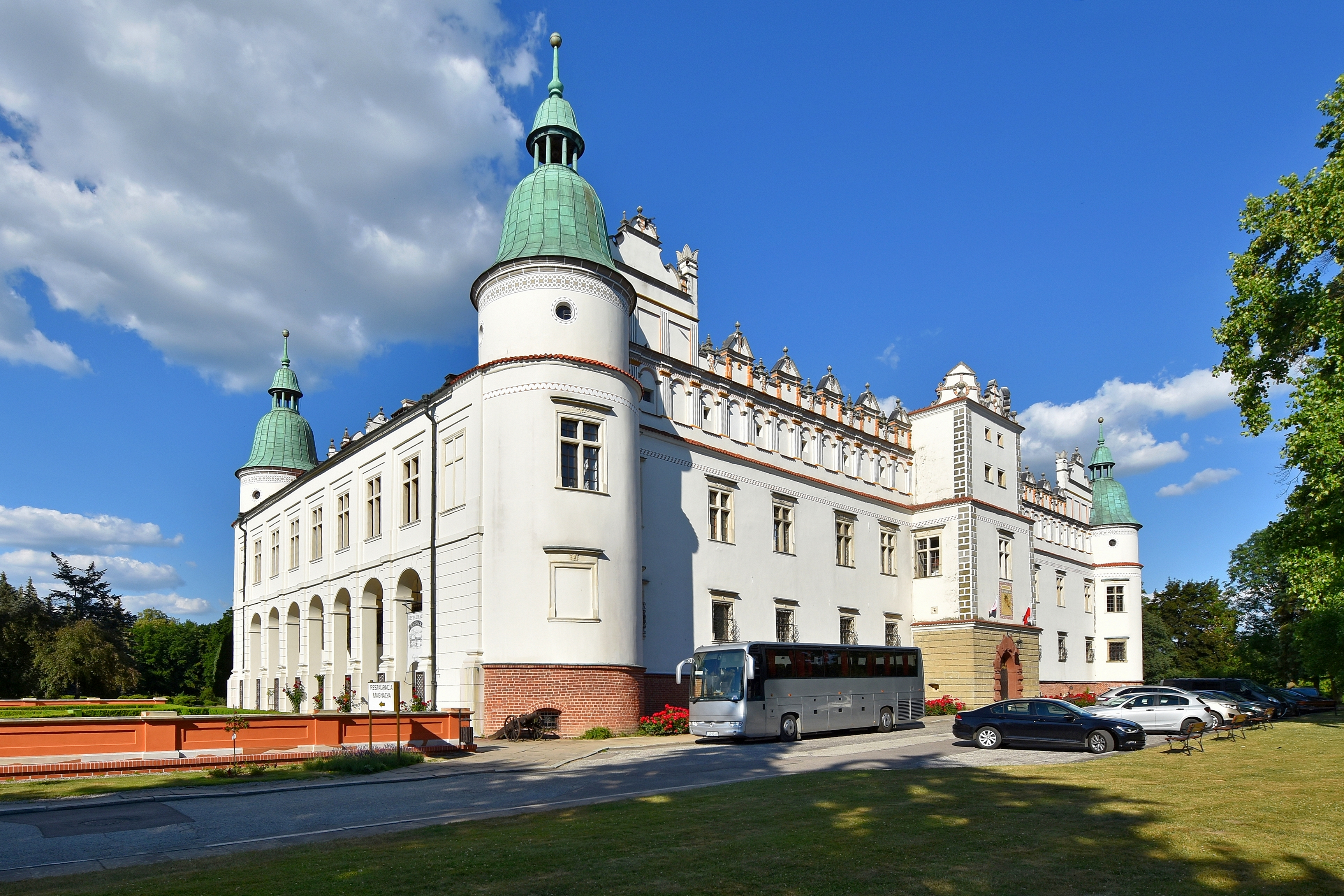
Zamek w Baranowie Sandomierskim

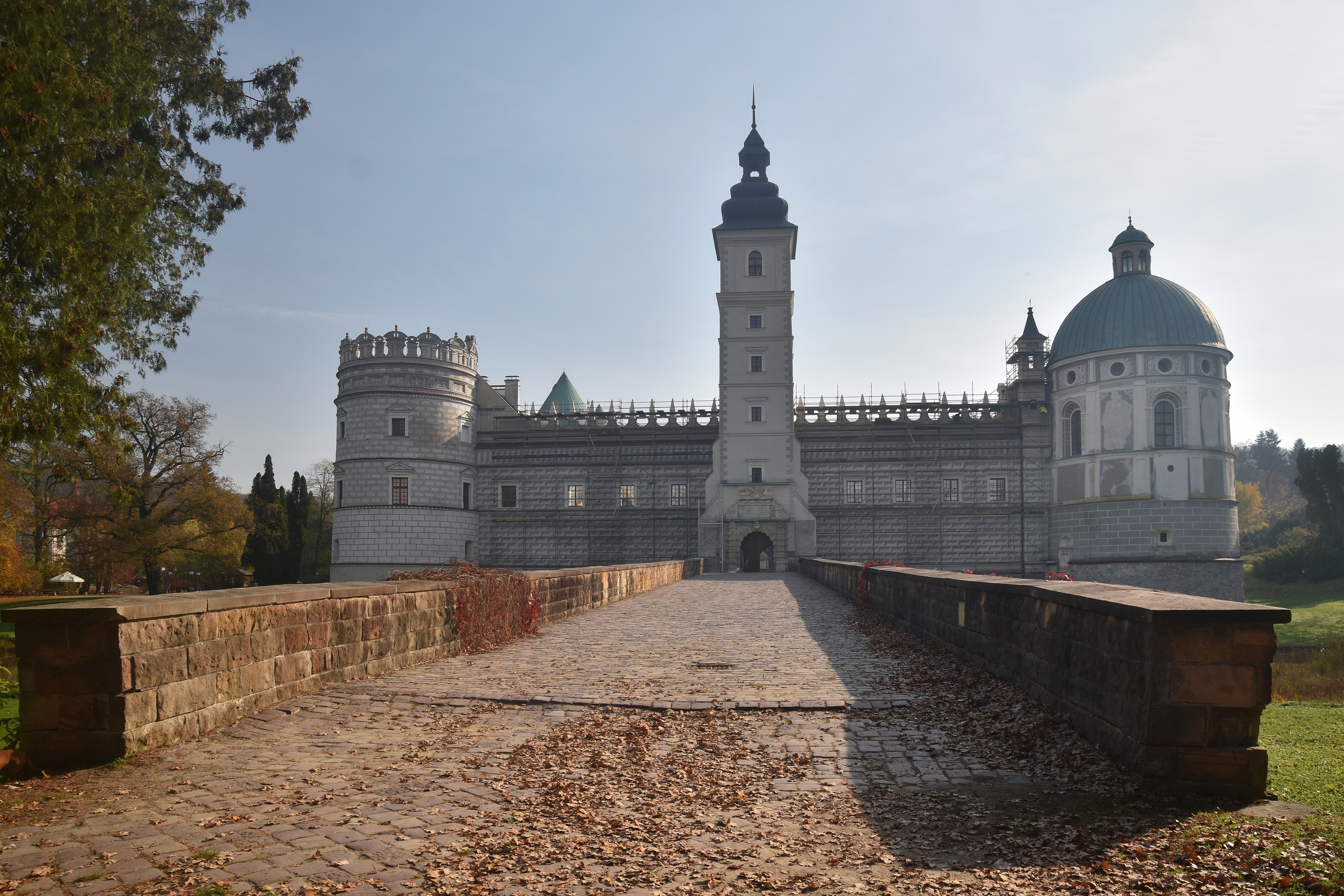
Zamek w Krasiczynie

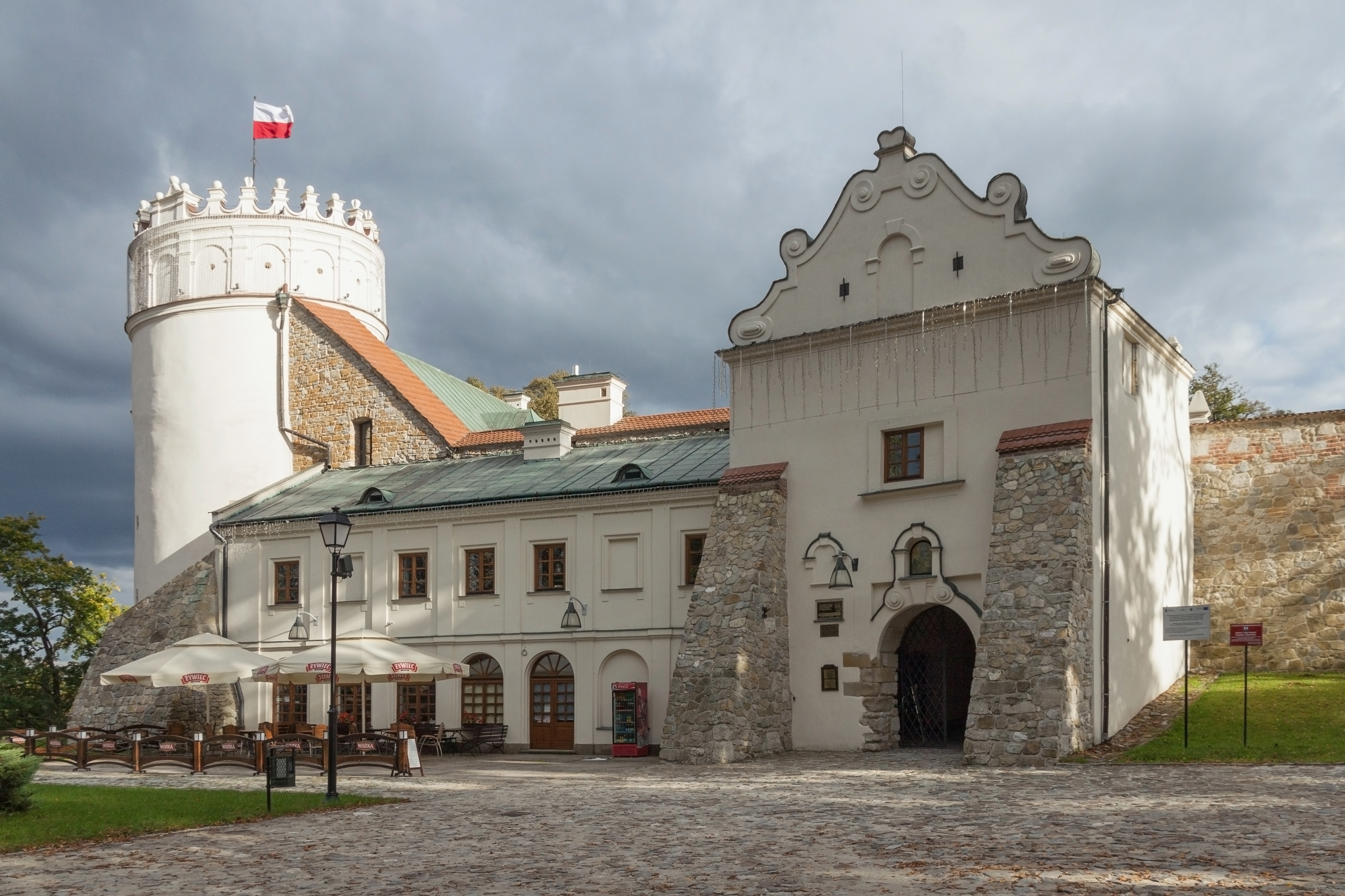
Zamek Kazimierzowski w Przemyślu

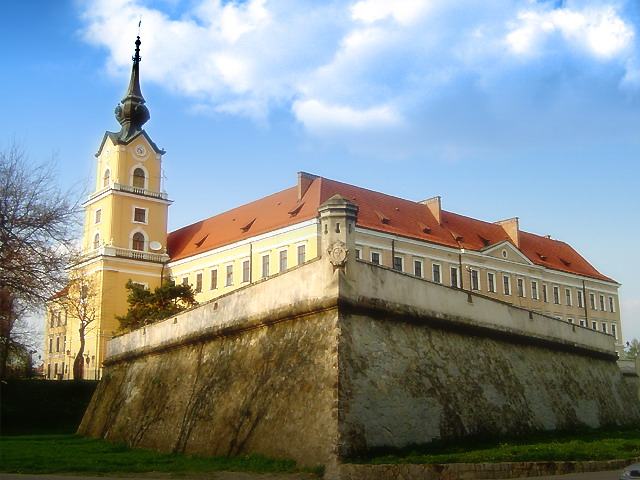
Zamek Lubomirskich w Rzeszowie

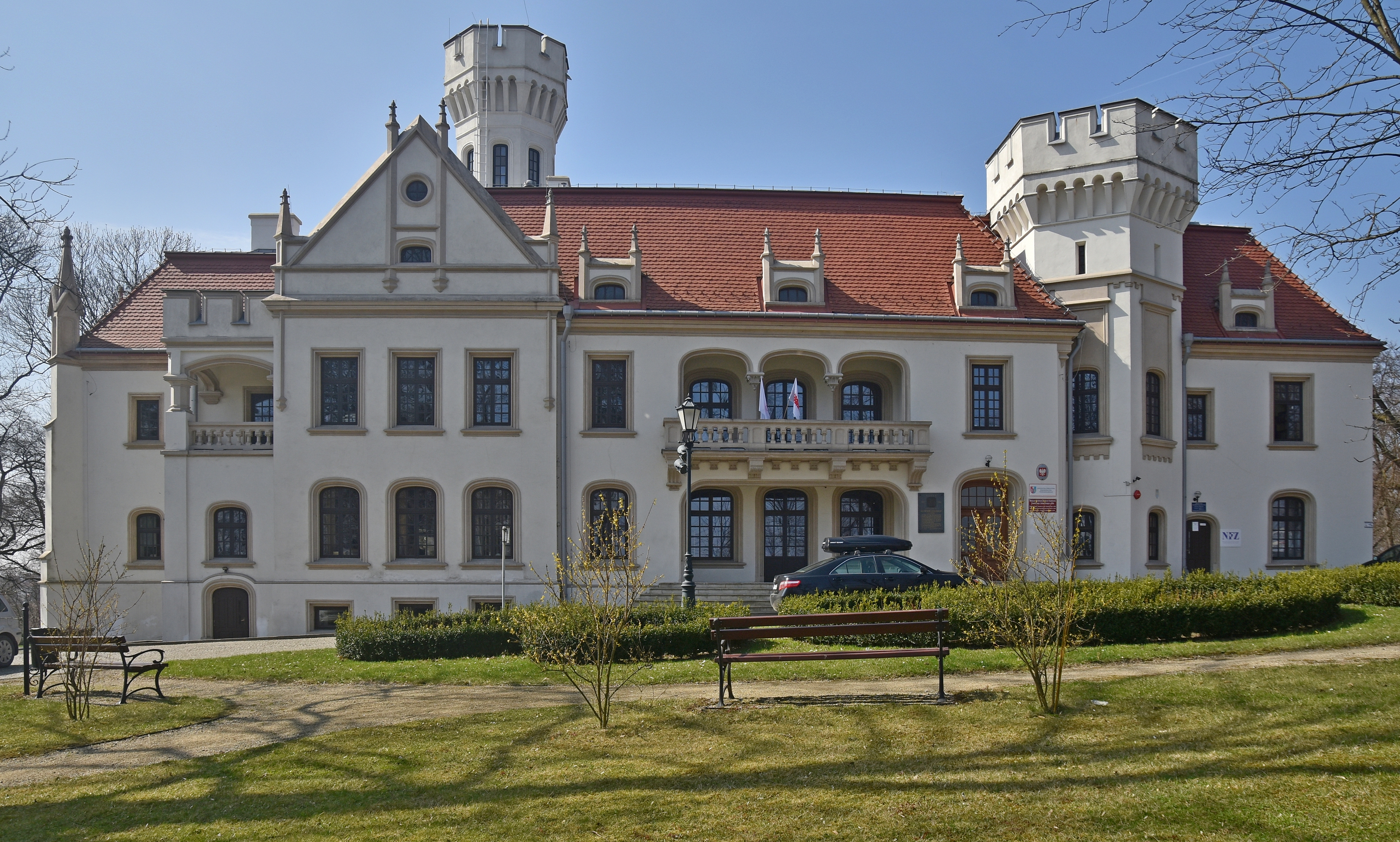
Pałac Sroczyńskich w Jaśle, miejsce urodzenia Hubala

Lista zamków i pałaców woj. podkarpackiego:
- Zamek Kamieniec – Odrzykoń,
- Zamek w Baranowie Sandomierskim,
- Renesansowy zamek Krasickich i Sapiehów – Krasiczyn,
- Zamek Kazimierzowski w Przemyślu,
- Dwór w Wolicy – Dębica,
- Barokowy zamek – Dukla,
- Zamek w Łańcucie,
- Zamek w Rzeszowie,
- Letni Pałac Lubomirskich w Rzeszowie,
- Pałac w Sieniawie,
- Pałac w Ropczycach,
- Pałac Tarnowskich w Tarnobrzegu,
- Dwór Mycielskich w Wiśniowej,
- dwór Lubomirskich w Boguchwale,
- Zamek Królewski w Sanoku,
- Dwór w Bolestraszycach,
- Dworek w Boratynie,
- Pałac w Iwoniczu Zdroju,
- Pałac Stawiarskich w Jedlicze,
- Zamek w Lesku,
- Pałac Miera w Leżajsku,
- Pałacyk Oborskich w Mielcu,
- Zamek Lubomirskich w Stalowej Woli,
- Pałac obecnie Dom Dziecka w Strzyżowie,
- Zespół Pałacowo-Parkowy w Przeworsku,
- Pałac w Birczy,
- Zamek w Przecławiu,
- Pałac Sroczyńskich – Jasło – Gorajowice
- Zamek Szaszkiewiczów w Rzemieniu,
- Zespół pałacowo – dworski w Czudcu,
- Pałac Lubomirskich w Przemyślu,
- Kamienica – Dębica Wiluszówka,
- Pałac Ponińskich w Horyńcu Zdroju,
- Pałac w Pełkiniach,
- Pałac Wodzickich w Tyczynie,
- Pałacyk Bobrowskich w Długie,
- Pałac w Julinie,
- Pałac w Weryni,
- Pałac w Zarzeczu,
- Dworek – Dębica,
- Dworek – Ciemięrzowice,
- Pałac biskupów przemyskich w Krośnie,
- Dwór Starościński w Leżajsku,
- Dwór w Targowiskach.

## Bezpieczeństwo publiczne
W województwie podkarpackim działa centrum powiadamiania ratunkowego, które znajduje się w Rzeszowie i które obsługuje zgłoszenia alarmowe kierowane do numerów alarmowych 112, 997, 998 i 999.

### Opieka zdrowotna
Szpitale w Rzeszowie:

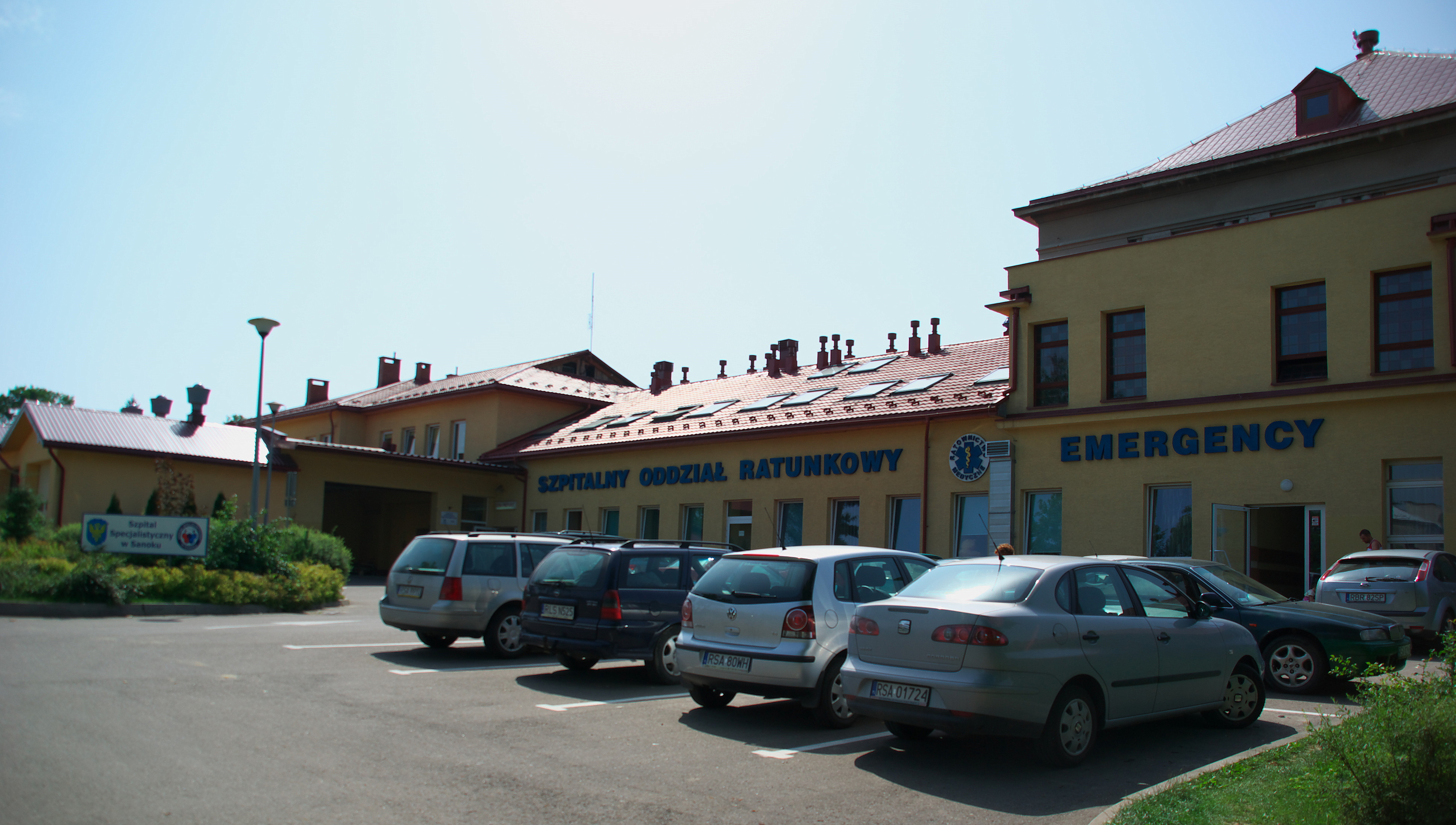
Szpitalny Oddział Ratunkowy – Szpital Specjalistyczny w Sanoku

Szpital Specjalistyczny w Jaśle

Szpital Powiatowy im. PCK w Nisku

Szpital Specjalistyczny – Podkarpacki Ośrodek Onkologiczny im. ks. B. Markiewicza w Brzozowie

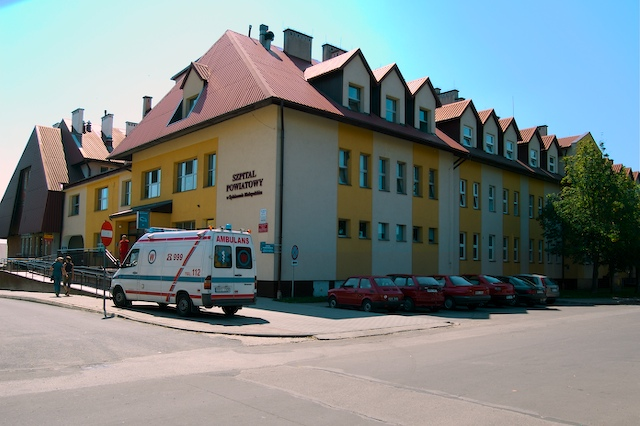
Szpital im. Ojca Pio w Sędziszowie Małopolskim

- Wojewódzki Szpital Specjalistyczny im. Fryderyka Chopina w Rzeszowie,
- Szpital Wojewódzki nr 2 w Rzeszowie,
- Szpital Miejski im. Jana Pawła II w Rzeszowie,
- Szpital MSWiA w Rzeszowie,
- Szpital Specjalistyczny – Zespół Gruźlicy i Chorób Płuc w Rzeszowie,
- Szpital Specjalistyczny „Pro-Familia”,

Szpitale w Przemyślu:
- Szpital Wojewódzki im. św. Ojca Pio w Przemyślu,
- Szpital Miejski z Przychodnią w Przemyślu (dawniej Szpital Wojskowy nr 114),
- Wojewódzki Podkarpacki Szpital Psychiatryczny w Żurawicy,

Szpital w Stalowej Woli:
- Powiatowy Szpital Specjalistyczny w Stalowej Woli

Szpital w Krośnie:
- Wojewódzki Szpital Podkarpacki im. Jana Pawła II w Krośnie,

Szpital w Tarnobrzegu:
- Wojewódzki Szpital im.Zofii z Zamoyskich Tarnowskiej w Tarnobrzegu,

Szpital w Mielcu:
- Szpital Specjalistyczny im. Edmunda Biernackiego w Mielcu,

Szpital w Dębicy:
- Zespół Opieki Zdrowotnej w Dębicy,

Szpital w Jarosławiu:
- Centrum Opieki Medycznej w Jarosławiu,
- Specjalistyczny Psychiatryczny Zespół Opieki Zdrowotnej w Jarosławiu,

Szpital w Sanoku:
- Szpital Specjalistyczny w Sanoku,

Szpital w Jaśle:
- Szpital Specjalistyczny w Jaśle,

Szpital w Łańcucie:
- Szpital św. Michała Archanioła w Łańcucie,

Szpital w Przeworsku:
- Szpital Rejonowy w Przeworsku,

Szpital w Ropczycach:
- Zespół Opieki Zdrowotnej w Ropczycach,

Szpital w Nisku:
- Szpital Powiatowy im. Polskiego Czerwonego Krzyża w Nisku,

Szpital w Leżajsku:
- Samodzielny Publiczny Zespół Opieki Zdrowotnej w Leżajsku,

Szpital w Lubaczowie:
- Samodzielny Publiczny Zakład Opieki Zdrowotnej w Lubaczowie,

Szpital w Nowej Dębie:
- Samodzielny Publiczny Zespół Zakładów Opieki Zdrowotnej Nowej Dębie,

Szpital w Ustrzykach Dolnych:
- Samodzielny Publiczny Zespół Opieki Zdrowotnej w Ustrzykach Dolnych,

Szpital w Kolbuszowej:
- Samodzielny Publiczny Zespół Opieki Zdrowotnej w Kolbuszowej,

Szpital w Strzyżowie:
- Zespół Opieki Zdrowotnej w Strzyżowie,

Szpital w Brzozowie:
- Szpital Specjalistyczny w Brzozowie Podkarpacki Ośrodek Onkologiczny im. ks. B. Markiewicza,

Szpital w Sędziszowie Młopolskim:
- Oddziały Szpitala Powiatowego pod wezwaniem Ojca Pio w Sędziszowie Młopolskim,

Szpital w Lesku:
- Szpital Powiatowy w Lesku

Szpital w Górnie:
- Samodzielny Publiczny Zespół Zakładów Opieki Zdrowotnej „Sanatorium” im. Jana Pawła II w Górnie

Uzdrowiska w Województwie Podkarpackim:
- Horyniec-Zdrój
- Iwonicz-Zdrój
- Polańczyk
- Rymanów-Zdrój

### Policja
Podkarpacka policja posiada 17 jednostek powiatowych i 4 miejskie. Komenda Wojewódzka Policji znajduje się w Rzeszowie.

### Straż pożarna

Komenda Powiatowa Państwowej Straży Pożarnej w Sanoku

Główną siedzibą straży pożarnej jest Komenda Wojewódzka Państwowej Straży Pożarnej w Rzeszowie. Na terenie województwa działa 17 komend powiatowych oraz 4 komendy miejskie PSP. Na obszarze stworzono 27 jednostek ratowniczo-gaśniczych, na bazie kilku z nich powstało kilka grup specjalistycznych: 2 – ratownictwo chemiczno-ekologiczne (Nowa Sarzyna, Rzeszów), 5 – ratownictwo wodno-nurkowe (Tarnobrzeg, Przemyśl, Sanok, Brzozów, Jasło), 2 – ratownictwo wysokościowe (Rzeszów, Krosno).

### Siły Zbrojne
Jednostki wojskowe w województwie podkarpackim:
- Wojewódzki Sztab Wojskowy w Rzeszowie,
- 21 Brygada Strzelców Podhalańskich w Rzeszowie,
- 21 Batalion Dowodzenia w Rzeszowie,
- 1 Batalion Strzelców Podhalańskich w Rzeszowie,
- 21 Batalion Logistyczny w Rzeszowie,
- 3 Podkarpacka Brygada Obrony Terytorialnej w Rzeszowie,
- 21 Rejonowe Warsztaty Techniczne im. Hetmana Wielkiego Koronnego Mikołaja Kamienieckiego w Rzeszowie,
- 5 Batalion Strzelców Podhalańskich w Przemyślu,
- 4 Okręgowe Warsztaty Techniczne w Żurawicy,
- 1 Batalion Czołgów w Żurawicy,
- 3 Batalion Inżynieryjny w Nisku,
- 18 Pułk Saperów w Nisku,
- Ośrodek Szkolenia Poligonowego Wojsk Lądowych im. płk. Jana Szypowskiego „Leśnika” w Nowej Dębie,
- 18 Pułk Artylerii w Nowej Dębie,
- 14 Dywizjon Artylerii Samobieżnej w Jarosławiu,
- 14 Dywizjon Przeciwlotniczy w Jarosławiu.

Wojskowe Centra Rekrutacji w Województwie Podkarpackim:
- WCR Jarosław,
- WCR Jasło,
- WCR Mielec,
- WCR Nisko,
- WCR Rzeszów,
- WCR Sanok.

## Ochrona środowiska

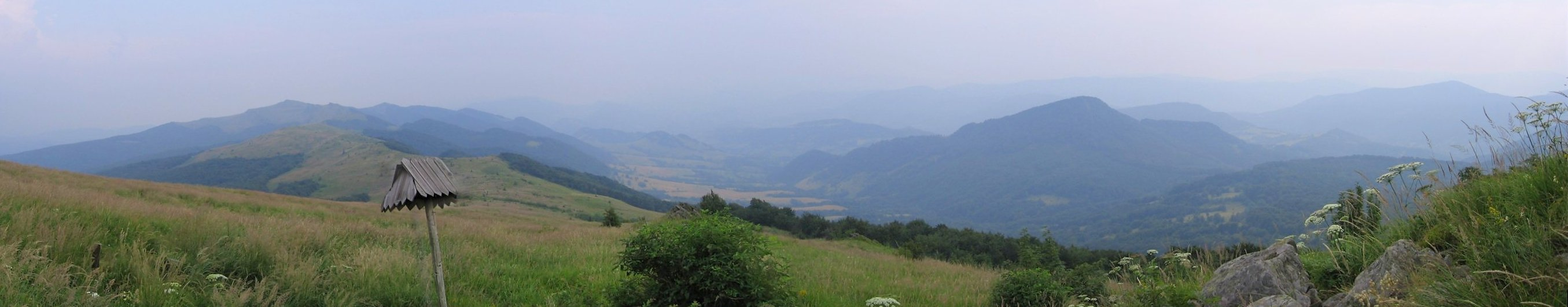
Panorama Bieszczadów Wysokich z Rozsypańca

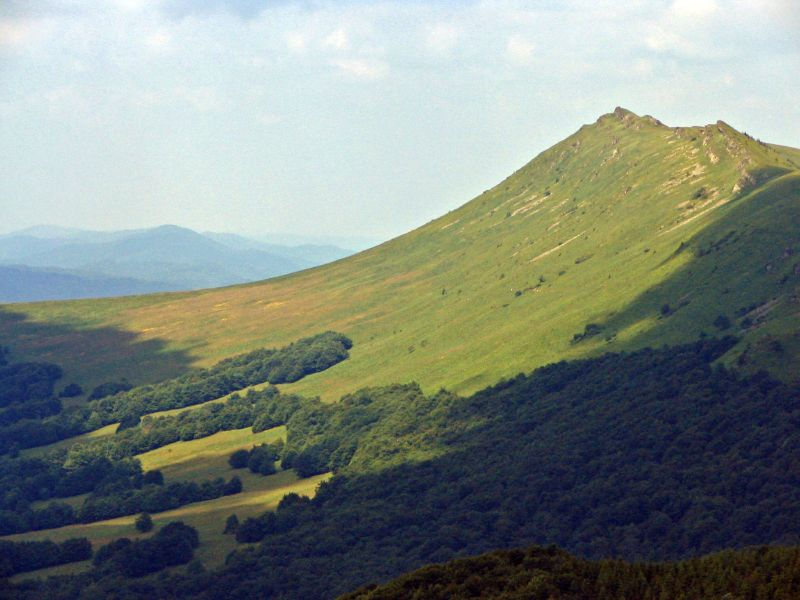
Krzemień

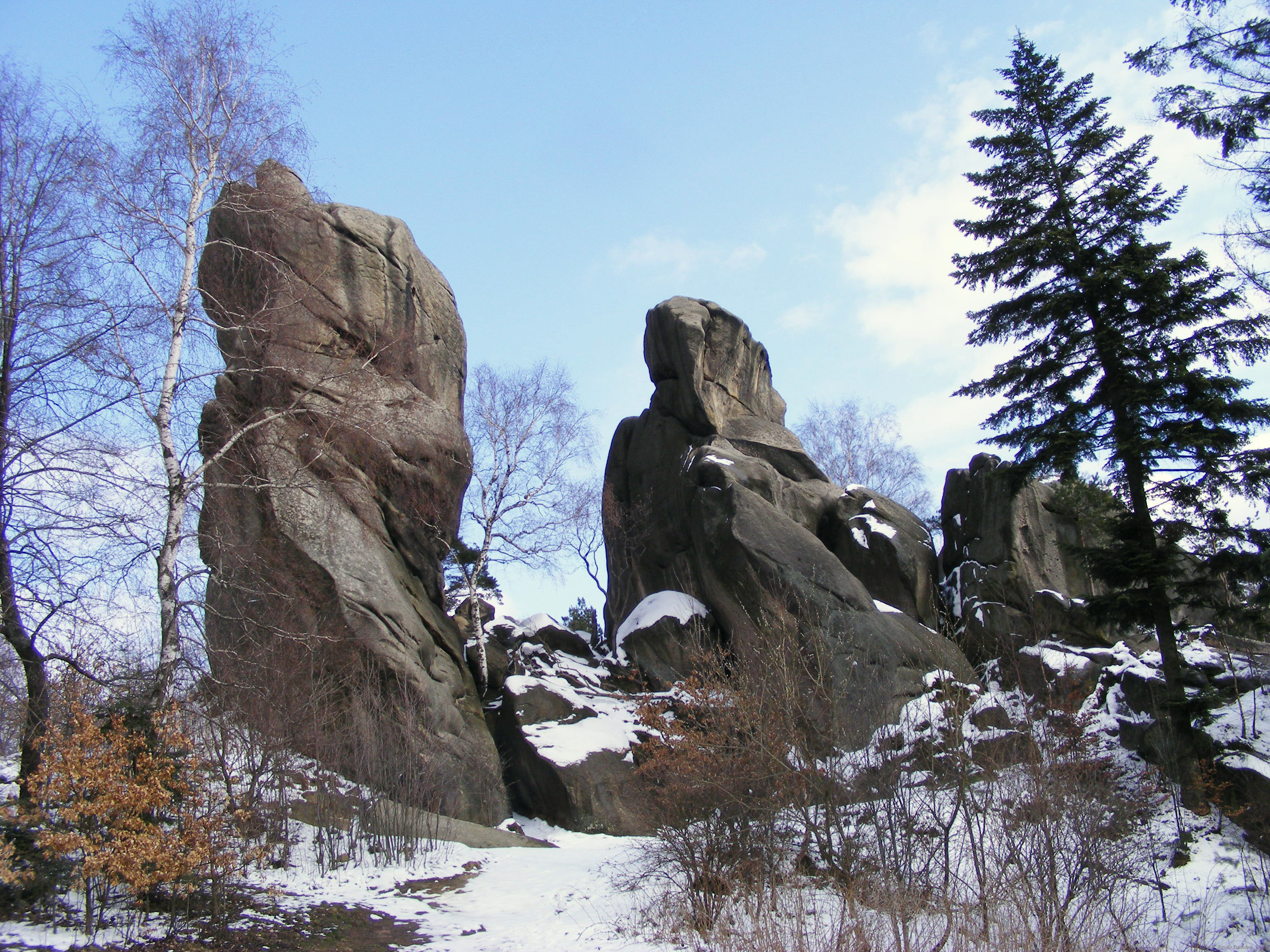
Rezerwat w Czarnorzekach „Prządki”

### Parki narodowe
- Bieszczadzki Park Narodowy
- część Magurskiego Parku Narodowego

### Parki krajobrazowe
- Ciśniańsko-Wetliński Park Krajobrazowy
- Czarnorzecko-Strzyżowski Park Krajobrazowy
- Jaśliski Park Krajobrazowy
- Park Krajobrazowy Doliny Sanu
- Park Krajobrazowy Gór Słonnych
- Park Krajobrazowy Pogórza Przemyskiego
- część Południoworoztoczański Park Krajobrazowy
- część Parku Krajobrazowego Lasy Janowskie
- część Parku Krajobrazowego Pasma Brzanki
- część Parku Krajobrazowego Puszczy Solskiej

### Obszary Natura 2000
Obszary specjalnej ochrony ptaków:
- Pogórze Przemyskie
- Beskid Niski
- Góry Słonne
- Puszcza Sandomierska
- Bieszczady

Obszary specjalnej ochrony siedlisk:
- Kołacznia
- Rzeka San
- Fort Salis Soglio
- Jasiołka
- Ostoja Przemyska
- Góry Słonne
- Ostoja Jaśliska
- Łysa Góra
- Rymanów
- Horyniec
- Trzciana
- Dąbrowa koło Zaklikowa
- Dolina Dolnego Sanu (obszar Natura 2000)
- Dorzecze Górnego Sanu
- Klonówka
- Las nad Braciejową
- Łukawiec
- Nad Husowem
- Moczary
- Ostoja Czarnorzecka
- Patria nad Odrzechową
- Wisłok Środkowy z dopływami
- Golesz
- Jaćmierz
- Józefów – Wola Dębowiecka
- Kościół w Dydni
- Kościół w Nowosielcach
- Kościół w Równem
- Kościół w Skalniku
- Ladzin
- Las Hrabeński
- Las Niegłowicki
- Łąki nad Młynówką
- Łąki w Komborni
- Mrowle Łąki
- Osuwiska w Lipowicy
- Sanisko w Bykowcach
- Lasy Leżajskie
- Bory Bagienne nad Bukową
- Starodub w Pełkiniach
- Łąki nad Wojkówką
- Dolna Wisłoka z dopływami
- Lasy Sieniawskie

### Rezerwaty przyrody
Według stanu na dzień 1 stycznia 2005 roku w województwie jest 94 rezerwatów przyrody o łącznej powierzchni 10733,10 ha, czyli 0,6% powierzchni województwa.
Podział rezerwatów według typu:
- 40 leśnych
- 25 florystycznych
- 6 torfowiskowych
- 3 faunistycznych
- 13 krajobrazowych
- 6 geologicznych
- 1 faunistyczny, wodny

## Religia

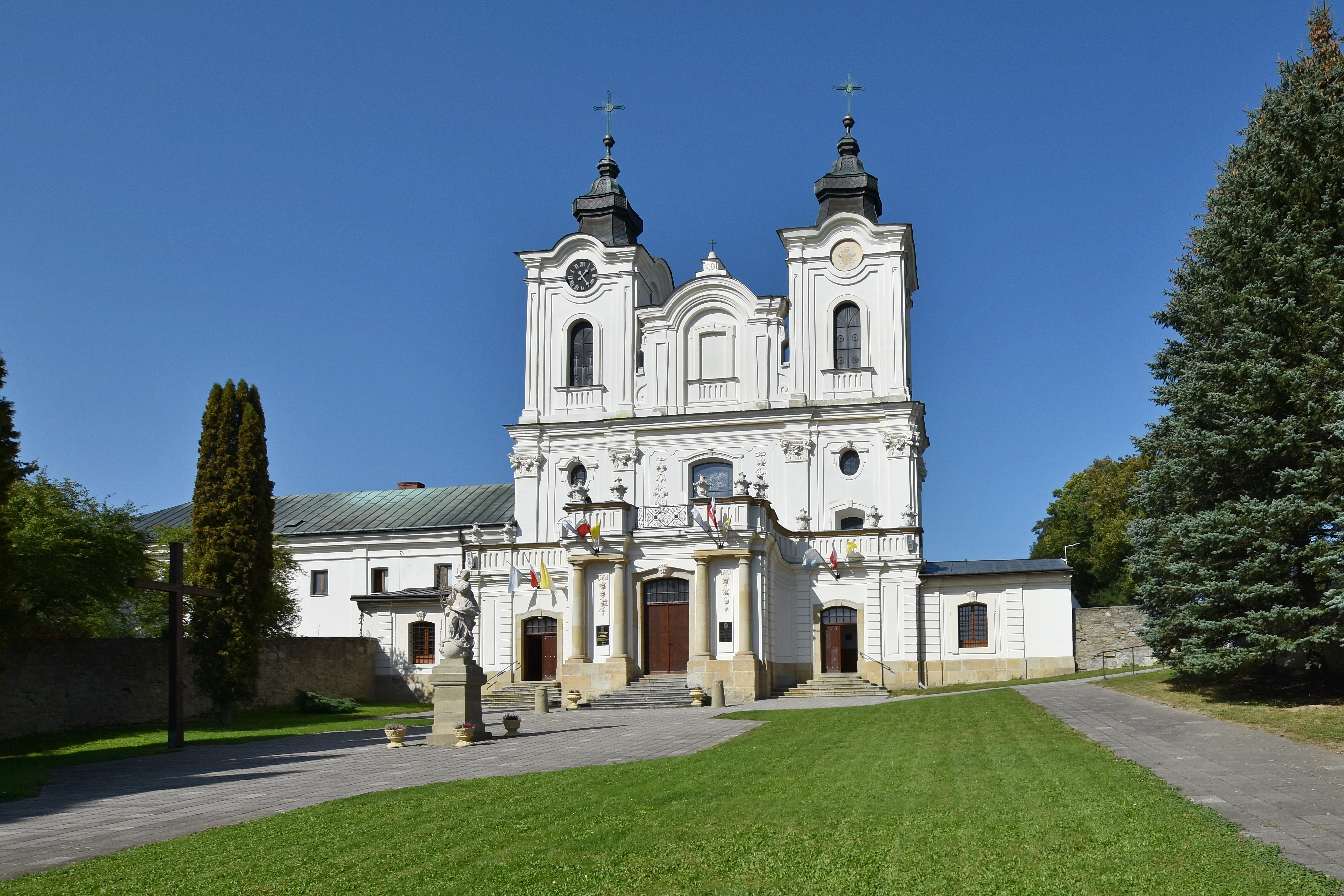
Klasztor oo. Bernardynów i Kościół św. Jana z Dukli w Dukli

Gotyckie prezbiterium katedry w Przemyślu

Zdecydowana większość mieszkańców województwa podkarpackiego należy do Kościoła rzymskokatolickiego. Na terenie województwa znajdują się części: metropolia lubelska, metropolia krakowska oraz metropolia przemyska w której skład wchodzi: archidiecezja przemyska w całości oraz dwie diecezje w częściach: diecezja rzeszowska, diecezja zamojsko-lubaczowska. Działa również
Kościół Greckokatolicki, Kościół Polskokatolicki, Polski Autokefaliczny Kościół Prawosławny, Kościoły protestanckie oraz Świadkowie Jehowy.
Na terenie województwa podkarpackiego znajdują się ważne sanktuaria katolickie: sanktuarium Grobu Bożego w Przeworsku, sanktuarium Pasyjno-Maryjne w Kalwarii Pacławskiej, sanktuarium MB Pocieszenia w Leżajsku, sanktuarium MB Miłosierdzia w Starej Wsi, sanktuarium MB Saletyńskiej w Dębowcu, sanktuarium Świętego Jana w Dukli.
W Miejscu Piastowym położony jest dom macierzysty Zgromadzeń Świętego Michała Archanioła (michalitów i michalitek), zaś w Starej Wsi koło Brzozowa dom generalny służebniczek starowiejskich.

## Produkty tradycyjne
Na liście produktów tradycyjnych Ministerstwa Rolnictwa i Rozwoju Wsi znajduje się 248 produktów z województwa podkarpackiego (5 stycznia 2022), najwięcej w Polsce:

## Sport

### Piłka nożna
Najbardziej utytułowanym klubem piłkarskim w województwie jest Stal Mielec, dwukrotny mistrz Polski w sezonach 1972/73 i 1975/76, wicemistrz 1974/75, finalista Pucharu Polski 1975/76 oraz jeden z dwóch polskich ćwierćfinalistów Pucharu UEFA w historii (edycja 1975/76). W czasach świetności klubu, które przypadły na lata 70. XX wieku, grało w nim wielu reprezentantów Polski i innych czołowych piłkarzy. Na początku lat 90. główny sponsor klubu, PZL Mielec, popadł w poważne tarapaty finansowe, a wraz z nim klub. W sezonie 2014/2015 drużyna seniorów gra w II lidze, jednak trofea zdobywają młodzi piłkarze (Mistrzostwo Polski U-17 w 2007, wicemistrzostwo U-19 w 2007).
Stal Mielec nie jest jedynym klubem województwa, który osiągał sukcesy. W rozgrywkach najwyższej ligi w Polsce brały udział również Stal Rzeszów, Stal Stalowa Wola, Siarka Tarnobrzeg, oraz Igloopol Dębica. Od 2022 roku Stal Rzeszów oraz CWKS Resovia Rzeszów uczestniczą w rozgrywkach I ligi (zaplecze Ekstraklasy). Stal Rzeszów w 1975 roku zdobyła Puchar Polski. W sezornie 1980 /1981 do 1/2 Pucharu Polski awansowała CWKS Resovia Rzeszów.
Od sezonu 2020/2021 w Ekstraklasie ponownie gra Stal Mielec, od 2022 roku w II lidze gra Siarka Tarnobrzeg, natomiast Stal Stalowa Wola gra w III lidze.
W 2020 roku do zawodowej I ligi (zaplecze Ekstraklasy) awansowała drużyna piłkarska CWKS Resovia Rzeszów. Był to pierwszy awans na drugi szczebel rozgrywkowy dla klubu z Rzeszowa od 26 lat. Resovia awansowała w derbach piłkarskich pokonując w karnych lokalnego rywala Stal Rzeszów. CWKS Resovia rozgrywa swoje mecze na Stadionie Miejskim w Rzeszowie. W 2022 roku do zawodowej Resovii w I lidze dołączyła również drużyna piłkarska Stali Rzeszów.

### Siatkówka

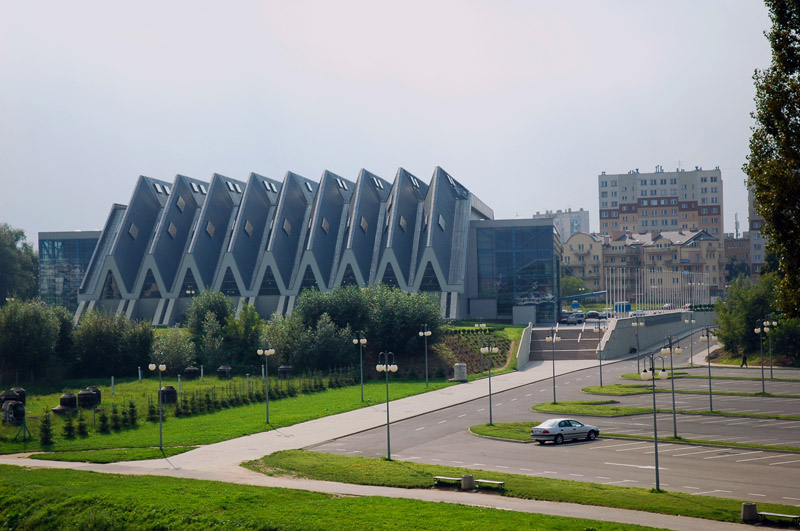
Hala Podpromie w Rzeszowie

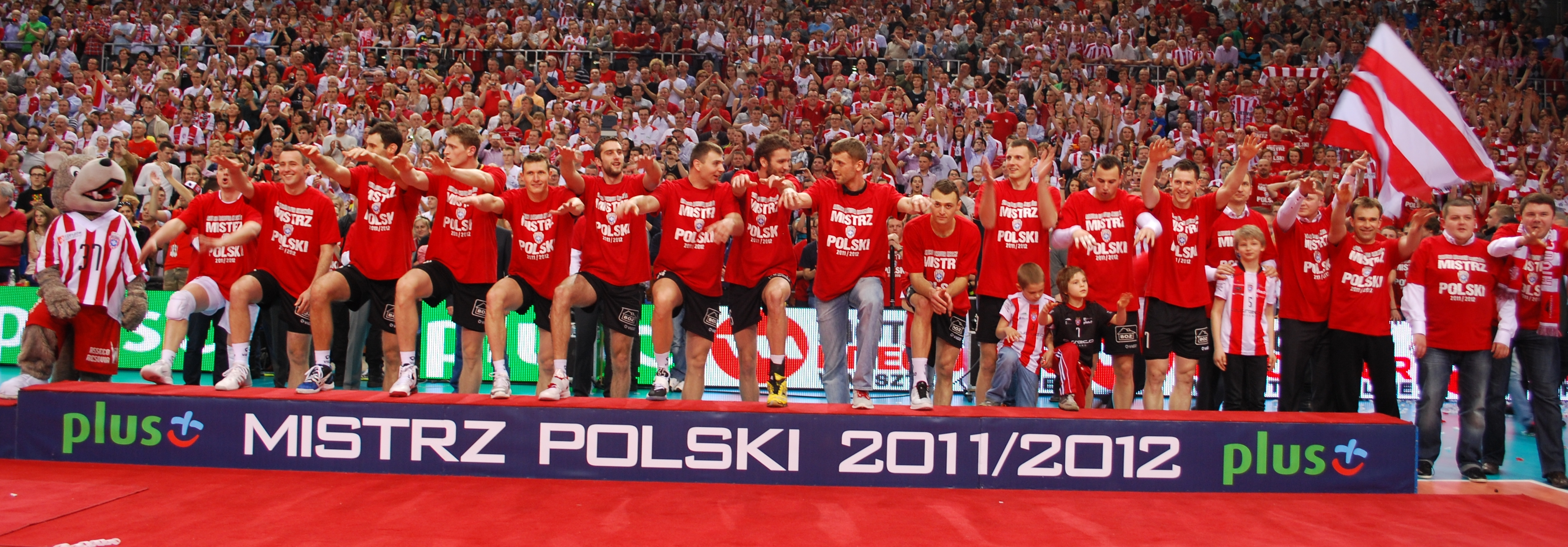
Asseco Resovia – Mistrz PlusLigi 2012

Szczególnie zasłużonym klubem jest Resovia, który święcił największe triumfy w latach 70. i 80. Resovia jest siedmiokrotnym Mistrzem Polski, trzykrotnym zdobywcą Pucharu Polski oraz Klubowym Wicemistrzem Świata z 1974 roku. Obecnie drużyna powraca do świetności – w 2004 roku, po dwunastoletniej przerwie, wywalczyła awans do Polskiej Ligi Siatkówki, a w latach 2009, 2010 i 2011 stawała na podium Mistrzostw Polski. 22.04.2012 po 37-latach Asseco Resovia zdobyła tytuł Mistrza Polski. W 2013 zespół z Rzeszowa powtórzył ten sukces. Zespół zajął też 2. miejsce w Pucharze CEV w sezonie 2011/2012.
Również siatkarze Stali Mielec odnosili sukcesy – mężczyźni w 1976 roku zdobyli Puchar Polski, kobiety zaś w 2000 roku wicemistrzostwo Polski i ćwierćfinał Pucharu Konfederacji CEV w 2003 roku.
W sezonie 2011/2012 województwo w PlusLidze reprezentowali siatkarze Resovii, w 1 lidze kobiet zaś siatkarki Stal Mielec S.A.
Od sezonu 2014/2015 w kobiecej Orlen Lidze występuje zespół KS DevelopRes Rzeszów, który w latach 2017, 2019 zajął 3. miejsce, a w latach 2020–2021 zdobył vicemistrzostwo Polski.

### Żużel

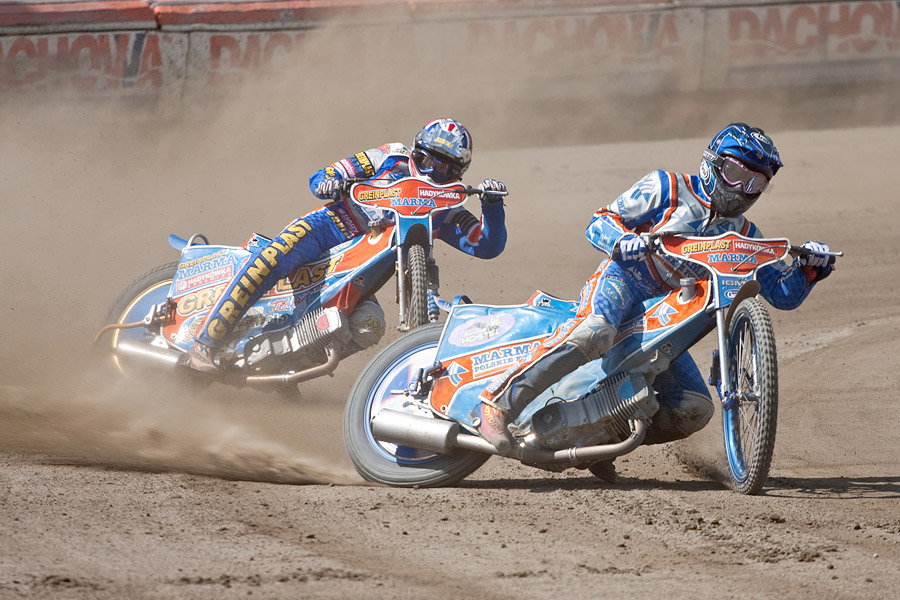
Żużlowcy Stali Rzeszów w trakcie pojedynku w sezonie 2009

Stal Rzeszów od lat reprezentuje województwo w najważniejszych rozgrywkach, klub ten wielokrotnie zdobywał medale wszystkich kolorów w Mistrzostwach Polski. W drugiej lidze startuje zespół Wilki Krosno (od 2023 w ekstralidze).

### Koszykówka
W rozgrywkach Polskiej Ligi Koszykówki występowały: Siarka Tarnobrzeg w latach 2010–2016 (od sezonu 2018/19 wycofana z rozgrywek) oraz MOSiR Krosno w latach 2016–2018 (od sezonu 2019 w I lidze). W I lidze mężczyzn grają Sokół Łańcut, Polonia Przemyśl.
W sezonach 1995/96 oraz 2012/2013 w rozgrywkach Polskiej Ligi Koszykówki Kobiet występował zespół AZS Rzeszów.
W sezonie 1975 największym osiągnięciem w koszykówce było zdobycie przez Resovię tytuł mistrza Polski. W 1994 i 1995 Polonia Przemyśl zdobyła srebrny i brązowy medal Mistrzostw Polski.

### Piłka ręczna
W ZPRP zrzeszonych jest 15 klubów z województwa podkarpackiego, z czego zdecydowaną większość stanowią kluby uczniowskie i szkolne. Stal Mielec zdobyła tytuł Wicemistrza Polski w 1975 roku i Puchar Polski w 1971 roku. Od sezonu 2010/2011 gra w PGNiG Superlidze Mężczyzn, zakończyła tenże sezon na czwartym miejscu. Czuwaj Przemyśl od sezonu 2010/2011 startuje w rozgrywkach I ligi. Juvenia Rzeszów i Orzeł Przeworsk występują na parkietach II ligi. W żeńskiej 1 lidze występują dwa jarosławskie zespoły – TS MKS SAN Jarosław i SPR JKS Jarosław.

### Tenis stołowy
Forbet-OWG Tarnobrzeg jest najlepszym zespołem Ekstraklasy Kobiet; 30-krotny Drużynowy Mistrz Polski (sezony 1990/91 do 2004/05 oraz od 2006/0 7 do 2020/2021) oraz Wicemistrz Polski w sezonach 1989/90 i 2005/2006; 2. miejsce w Pucharze Europy Mistrzów klubowych: 1998/99; 2. miejsce w Pucharze ETTU Nancy Evans CUP: w latach 2008–2010 i 2013; 1. miejsce w sezonie 2014/2015; 2. miejsce w European Champions League ETTU w sezonach 2015/16 i 2016/17; 1. miejsce w sezonach 2018/19 i 2019/20.
W męskiej ekstraklasie zespół reprezentują z powodzeniem 2 kluby: AZS Rzeszów – 3 krotny brązowy medalista (jako AZS Rzeszów w sezonach 2008/09 i 2011/12 i w sezonie 2017/18 jako Fibrain AZS Politechnika Rzeszów), PKS Kolping FRAC Jarosław – 2 krotny Mistrz Polski w sezonach 2017/18 oraz 2019/20 oraz 5-krotny brązowy medalista w sezonach 2012 – 16 (jako Kolping Jarosław) i w sezonie 2018/19 jako PKS Kolping FRAC Jarosław.

### Szachy
- Podkarpacki Związek Szachowy zrzesza 35 klubów szachowych. Rocznie na terenie województwa łącznie z rozgrywkami ligowymi odbywa się kilkadziesiąt turniejów. Najlepiej notowane kluby z regionu to grające w sezonie 2016 w II lidze: MKSz Gryf Dębica, GKSz Hetman Pilzno, RzKSz Rzeszów oraz LKS „Parnas” Stara Wieś. Kalendarz turniejów szachowych z regionu na stronie www.chessarbiter.com – podkarpacie.

### Hokej na lodzie

Lodowisko Arena Sanok w Sanoku

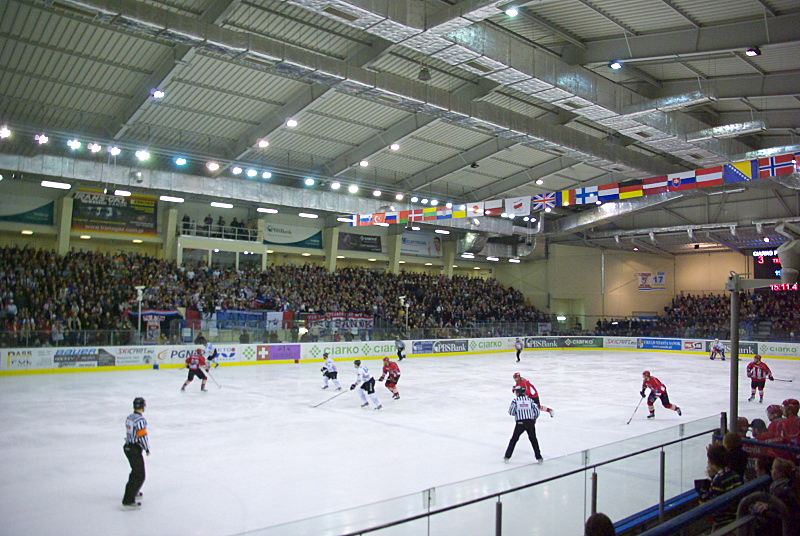
Lodowisko Arena Sanok w środku

Jedynym reprezentantem województwa, który bierze udział w rozgrywkach Polskiej Hokej Ligi jest STS Sanok. Jest to zarazem najbardziej utytułowany klub województwa, który zdobył złoty medal mistrzostw Polski w 2012 i 2014 oraz Puchar Polski w 2010 i 2011.

### Futsal
W najwyższej klasie rozgrywkowej w Polsce - FOGO Futsal Ekstraklasie od sezonu 2023/2024 jedynym reprezentantem województwa jest TEXOM EUROBUS Przemyśl.

## Regiony partnerskie
- Regiony, z którymi województwo ma nawiązane oficjalnych stosunki międzynarodowe[63]:
  - Kraj preszowski (Słowacja)
  - Kraj koszycki (Słowacja)
  - Kraj zliński (Czechy)
  - Obwód wołyński (Ukraina)
  - Obwód iwanofrankiwski (Ukraina)
  - Obwód odeski (Ukraina)
  - Obwód tarnopolski (Ukraina)
  - Komitat Vas (Węgry)
  - Kraj Związkowy Saara (Niemcy)
  - Obwód saratowski (Rosja)
  - Autonomiczny Region Friuli Venezia Gulia (Włochy)
  - Region Molise (Włochy)
  - Region Centrum (Portugalia)
  - Styria (Austria)
- Regiony, z którymi województwo realizuje wspólne projekty oraz inicjatywy[63]:
  - Żupania zadarska (Chorwacja)
  - Okręg Suczawa (Rumunia)
  - Kraj Związkowy Saksonia (Niemcy)